# Bosa
Bosa (IPA: [ˈbɔːza], Bosa in sardo o, contratto, 'Osa, pronuncia [ˈɔːza]) è un comune italiano di 7 302 abitanti della provincia di Oristano, nella costa occidentale del centro-nord della Sardegna. Fa parte dell'Unione di comuni della Planargia. È il principale centro abitato della subregione della Planargia e si inserisce, storicamente, nel più vasto territorio del Logudoro, condividendo con quest'ultimo l'utilizzo della variante linguistica del sardo logudorese.
Durante il dominio aragonese, ottenne il rango di città regia del quale attualmente permane, con l'abolizione dei privilegi feudali, il titolo onorifico di città. Insieme ad Alghero è sede vescovile della diocesi di Alghero-Bosa.

## Geografia fisica

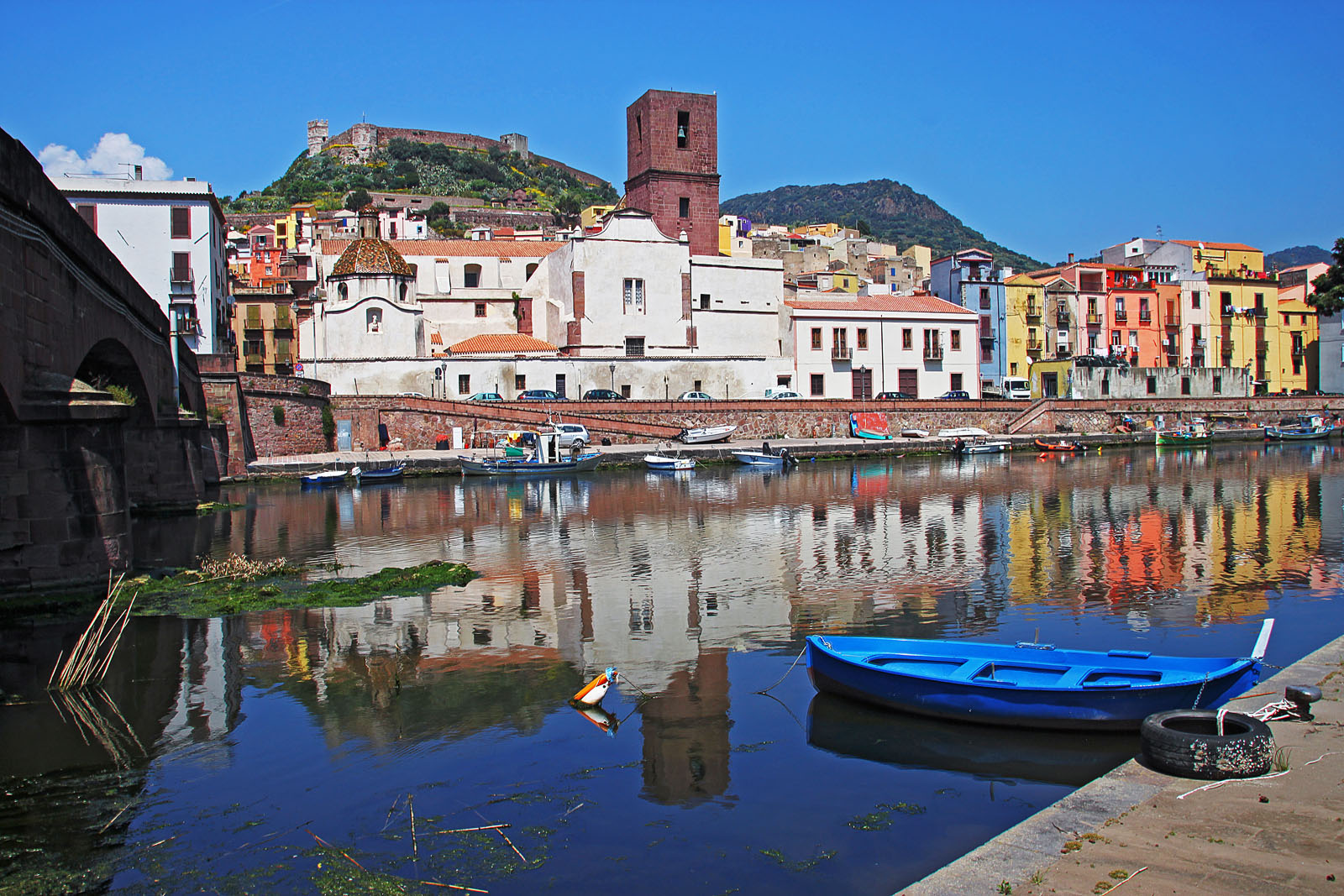
Il fiume Temo attraversa Bosa nel suo tratto finale

### Territorio
Il territorio di Bosa, dalla superficie di 128,02 km², si trova in una regione collinare-litoranea con altitudine media di 279,1 m s.l.m., nel contesto geografico della vallata del fiume Temo, chiusa a sud dalla Planargia, a est dal Marghine e dall'Altopiano di Campeda, a ovest dal mar di Sardegna e a nord dalla dorsale dei rilievi di Sa Pittada (788 m s.l.m.) e di monte Mannu (802 m s.l.m.). Il territorio risulta compreso tra gli zero e i 788 m s.l.m..

#### Idrologia
Bosa è attraversata dal corso del Temo, l'unico fiume navigabile della Sardegna (per circa 6 km), nella cui pianura alluvionale si trova adagiato il centro abitato. In occasione di intense precipitazioni a carattere temporalesco – accompagnate da forti venti provenienti da ovest e dall’innalzamento del livello del mare – si sono verificati frequenti episodi di straripamento del Temo con conseguenti allagamenti della città e delle campagne circostanti, anche a causa della difficoltà di deflusso a mare del fiume. La portata massima del Temo è stata registrata durante l'alluvione del 1953, allorché raggiunse i 510 metri cubi al secondo.

#### Geologia e morfologia
Dal punto di vista geologico, il territorio di Bosa è alquanto eterogeneo e tormentato, caratterizzato da rocce vulcaniche risalenti al periodo oligo-miocenico, principalmente rioliti, riodaciti e daciti con alcuni affioramenti di rocce basaltiche.
Il Temo separa a monte le ampie formazioni trachitoidi inferiori di monte Navrino (532 m) dalle andesiti superiori più orientali di monte Pedru (409 m) e di monte Rughe (666 m). Sulla costa, molto frastagliata e lunga 33 km, si distinguono i tufi trachitici a sud del promontorio di punta Argentina dalle più antiche andesiti inferiori di capo Marrargiu, dove si aprono grotte naturali e miniere sfruttate fino ai primi del Novecento.

#### Sismologia
Il pericolo sismico risulta esiguo. Il comune è stato infatti classificato dal Dipartimento della protezione civile come «zona 4» («sismicità molto bassa»). Con scarsa frequenza si sono state registrate, a Bosa, leggere o moderate scosse di terremoto; da ultimo, il 26 aprile 2000 è stato avvertito un fenomeno sismico di magnitudo 3,8 della scala Richter con epicentro nel Tirreno centrale, al largo di Posada.

### Clima
Il clima di Bosa è classificato come mediterraneo, con inverni miti e umidi ed estati calde e secche. 
In base alle medie climatiche degli anni 1971-2000, la temperatura media del mese più freddo, gennaio, è di 9,8 °C, mentre quella del mese più caldo, agosto, è di 23,9 °C; mediamente si contano 5 giorni di gelo all'anno e 40 giorni annui con temperatura massima uguale o superiore ai 30 °C. Nel periodo esaminato, i valori estremi di temperatura sono i 41,9 °C del mese di agosto del 2017 e i −4,8 °C del mese di gennaio del 1981.
Le precipitazioni medie annue si attestano a 573 mm, mediamente distribuite in 65 giorni, presentando una distribuzione stagionale fortemente irregolare, con un elevato indice di intensità a partire dalla fine di autunno e l'inizio dell'inverno, specialmente tra novembre e dicembre. Dopo una breve diminuzione, i fenomeni piovaschi riprendono tra la fine di gennaio e l'inizio della primavera. Nel mese di maggio, poi, le precipitazioni subiscono un'inflessione che ha il suo culmine durante i mesi estivi e si protrae, spesso, fino a settembre.
A Bosa, alle condizioni di maltempo, durante l'inverno e la primavera, si associano sovente i venti del IV quadrante, provenienti da nord-ovest e da sud-ovest, e – in particolare – il maestrale, che può raggiungere la velocità di 100-120 km/h.
L'umidità relativa media annua fa registrare il valore di 75,3% con un minimo di 69% a luglio e un massimo di 80% a dicembre; mediamente si contano 44 giorni all'anno con episodi nebbiosi.
Di seguito è riportata la tabella con le medie climatiche e i valori massimi e minimi assoluti registrati dalla stazione meteorologica di Alghero Fertilia negli anni 1971-2000 e pubblicati nell'Atlante Climatico d'Italia del Servizio meteorologico dell'Aeronautica Militare:
| ALGHERO FERTILIA (1971-2000)    | Mesi        | Mesi        | Mesi        | Mesi        | Mesi        | Mesi        | Mesi        | Mesi        | Mesi        | Mesi        | Mesi        | Mesi        | Stagioni | Stagioni | Stagioni | Stagioni | Anno  |
| ALGHERO FERTILIA (1971-2000)    | Gen         | Feb         | Mar         | Apr         | Mag         | Giu         | Lug         | Ago         | Set         | Ott         | Nov         | Dic         | Inv      | Pri      | Est      | Aut      | Anno  |
| ------------------------------- | ----------- | ----------- | ----------- | ----------- | ----------- | ----------- | ----------- | ----------- | ----------- | ----------- | ----------- | ----------- | -------- | -------- | -------- | -------- | ----- |
| T. max. media (°C)              | 13,8        | 14,0        | 15,5        | 17,6        | 22,0        | 26,0        | 29,4        | 29,8        | 26,6        | 22,3        | 17,6        | 14,7        | 14,2     | 18,4     | 28,4     | 22,2     | 20,8  |
| T. min. media (°C)              | 5,8         | 5,7         | 6,5         | 8,3         | 11,5        | 15,0        | 17,4        | 18,0        | 15,8        | 12,8        | 9,1         | 6,8         | 6,1      | 8,8      | 16,8     | 12,6     | 11,1  |
| T. max. assoluta (°C)           | 20,6 (1997) | 23,0 (1979) | 26,0 (1974) | 28,2 (1999) | 33,0 (1981) | 37,1 (1998) | 41,8 (1983) | 39,8 (1999) | 35,6 (1975) | 32,0 (1991) | 26,2 (1984) | 21,4 (1989) | 23,0     | 33,0     | 41,8     | 35,6     | 41,8  |
| T. min. assoluta (°C)           | −4,8 (1981) | −3,0 (1993) | −2,8 (1993) | −2,4 (1995) | 4,4 (1991)  | 8,0 (1986)  | 10,3 (1981) | 10,2 (1985) | 9,5 (1996)  | 5,4 (1983)  | −1,1 (1995) | −3,0 (1991) | −4,8     | −2,8     | 8,0      | −1,1     | −4,8  |
| Giorni di calura (Tmax ≥ 30 °C) | 0           | 0           | 0           | 0           | 0           | 5           | 14          | 16          | 5           | 0           | 0           | 0           | 0        | 0        | 35       | 5        | 40    |
| Giorni di gelo (Tmin ≤ 0 °C)    | 2           | 1           | 1           | 0           | 0           | 0           | 0           | 0           | 0           | 0           | 0           | 1           | 4        | 1        | 0        | 0        | 5     |
| Precipitazioni (mm)             | 71,7        | 56,2        | 61,8        | 49,2        | 27,2        | 17,0        | 5,3         | 24,7        | 38,1        | 80,1        | 78,9        | 63,2        | 191,1    | 138,2    | 47,0     | 197,1    | 573,4 |
| Giorni di pioggia               | 8           | 8           | 7           | 7           | 4           | 2           | 1           | 2           | 4           | 7           | 8           | 7           | 23       | 18       | 5        | 19       | 65    |
| Giorni di nebbia                | 5           | 4           | 4           | 3           | 5           | 2           | 3           | 4           | 2           | 4           | 4           | 4           | 13       | 12       | 9        | 10       | 44    |
| Umidità relativa media (%)      | 79          | 78          | 77          | 76          | 74          | 72          | 69          | 71          | 73          | 76          | 79          | 80          | 79       | 75,7     | 70,7     | 76       | 75,3  |

- Classificazione climatica: zona B, 744 GG[20].

## Origini del nome

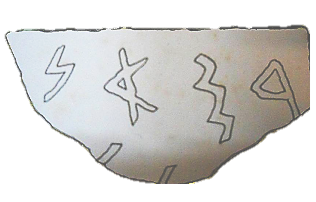
Disegno dell'iscrizione fenicia, oggi perduta, che conterrebbe il termine «bosano»

Un'epigrafe fenicia databile al IX secolo a.C. – e oggi perduta – documenterebbe per la prima volta l'esistenza di un etnico collettivo BŠʾN (in fenicio: 𐤁𐤔𐤀𐤍), riferito alla popolazione di questo luogo. Diversi studiosi, però, ritengono che tale iscrizione fosse un falso o negano che potesse leggersi in essa il termine «bosano» (così, da ultimo, Giovanni Garbini). In ogni caso, l'etnico latino bosanus è attestato con certezza in un'iscrizione della prima età imperiale e il nome di Bosa compare in questa forma in Tolomeo (II secolo), nell'Itinerario antonino (III secolo), nella Cosmografia ravennate (VII secolo) e per tutto il Medioevo. Priva di riscontri storici è invece la leggenda seicentesca secondo la quale la Bosa delle origini si sarebbe chiamata Calmedia, in onore della sua mitologica fondatrice, l'omonima figlia del Sardus Pater.
Quanto all'etimologia del toponimo, il linguista Massimo Pittau ne ha affermato l'origine preindoeuropea. L'appellativo bosa indicherebbe un contenitore a forma di catino, immagine che richiamerebbe la morfologia del territorio su cui sorge la città, racchiusa in una vallata circondata da colline.
Eduardo Blasco Ferrer, invece, ritiene che il toponimo derivi dal paleosardo osa, con b prostetica, termine che significherebbe "foce".

## Storia
(Imperatore Carlo V, Diploma concesso in Barcellona il 14 settembre 1519)

### Preistoria
Il territorio di Bosa fu abitato già in epoca preistorica e protostorica come dimostrano le domus de janas mono o bicellulari presenti in diverse località comunali.
Il rilevante numero e la loro superficie, che giunge sino a 88,53 m², testimoniano una frequentazione umana piuttosto aggregata ascrivibile all'Età del Rame (per le tombe dotate di dromos) o alla cultura di Ozieri e al Neolitico recente.
Poco numerose sono, invece, le testimonianze riconducibili all'Età del bronzo e alla civiltà nuragica, tra le quali rientrano i nuraghi di Monte Furru, di S'Abba Druche, di Mesu 'e Rocas e di Santu Lò.

### Storia antica fenicio-punica (IX-III secolo a.C.) e romana (238 a.C.-456)

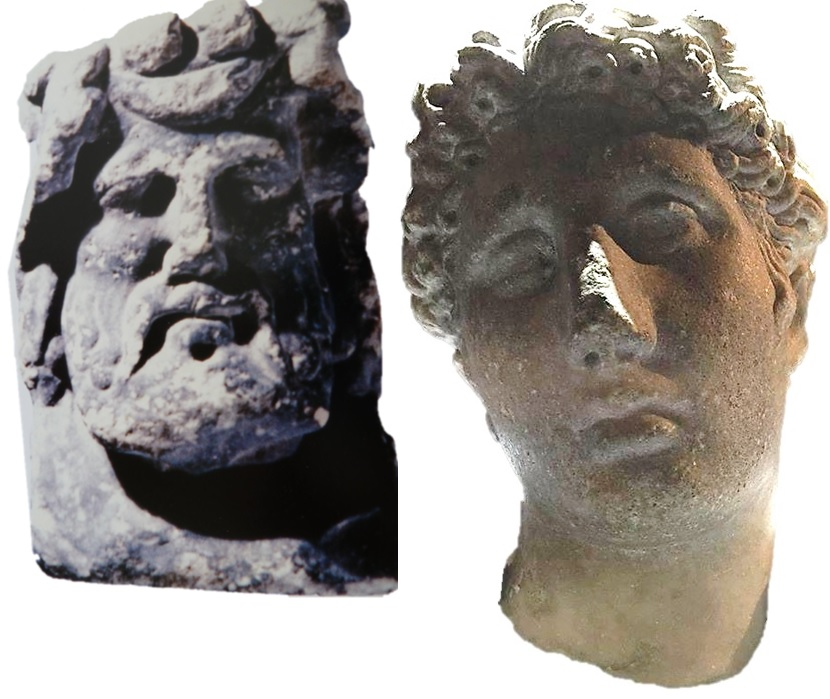
Teste marmoree di Giove Ammone e di una replica di Dionysos Tàuros di età antonina rinvenute nel fiume Temo nel 1975

Se il territorio di Bosa è stato senz'altro abitato in epoca nuragica, nulla di certo si conosce, invece, circa lo stanziamento di un eventuale insediamento o emporio fondato dai Fenici o dai Punici, la cui frequentazione della zona, quantomeno a fini commerciali, sarebbe attestata dal rinvenimento di reperti e da toponimi locali di origine fenicia o cartaginese. I Punici, così come successivamente anche i Romani (che costruirono un insediamento produttivo a S'Abba Druche, sfruttando precedenti costruzioni nuragiche), dovettero usare per l'approdo la foce del Temo, allora all'altezza della località Terridi-Sa Molina e difesa dal maestrale e dalle mareggiate grazie al riparo offerto dall'Isola Rossa e dall'altopiano di Sa Sea. Di tale porto restano ancora tracce di bitte per l'attracco delle barche.
Forse proprio lì o, secondo l'ipotesi tradizionalmente accreditata, nella vallata di Messerchimbe, più all'interno e sulla sponda sinistra del fiume, si sarebbe sviluppato un precedente centro abitato.
Studiosi come gli archeologi Antonietta Boninu e Marcello Madau, in base alla conformazione del luogo, sostengono che in età cartaginese il sito urbano, piuttosto che essere all'altezza di Messerchimbe, si trovasse sulla riva destra (tra Prammas, Padruaccas e Contra). Sull'altra sponda si sarebbero concentrate l'area sacra e la necropoli. In tal caso si potrebbe pensare a uno sdoppiamento e a una progressiva traslazione dell'abitato in età bizantina, con un nuovo agglomerato formatosi intorno alla cattedrale di San Pietro, sul sito della vecchia necropoli (di cui sono state rinvenute numerose iscrizioni funerarie romane).
In ogni caso, dalla strada costiera occidentale, che superava il Temo a Pont'Ezzu (di cui permangono le rovine), Bosa era collegata direttamente a sud con Cornus (presso Cuglieri) e a nord con Carbia (Nostra Signora di Calvia, località a sud di Alghero).
In Età Romana la città divenne, forse dalla prima età imperiale, un municipio con un proprio ordine di decurioni e un collegium di quattuorviri. L'introduzione della religione pagana romana è attestato dal rinvenimento di teste marmoree di Giove e di Dioniso, nonché di statue di Ercole. Il culto imperiale è documentato da un'epigrafe in marmo che ricorda la dedica, fra il 138 e il 141, da parte di un magistrato o sacerdote locale, di quattro statuette in argento, raffiguranti Antonino Pio, Faustina maggiore, Marco Aurelio e Lucio Vero. 
All'età antonina risale anche la promozione di un anonimo flamine municipale bosano al massimo sacerdozio provinciale dell'isola.

### Medioevo vandalo (456-534), bizantino (534-851) e giudicale (851-1259)

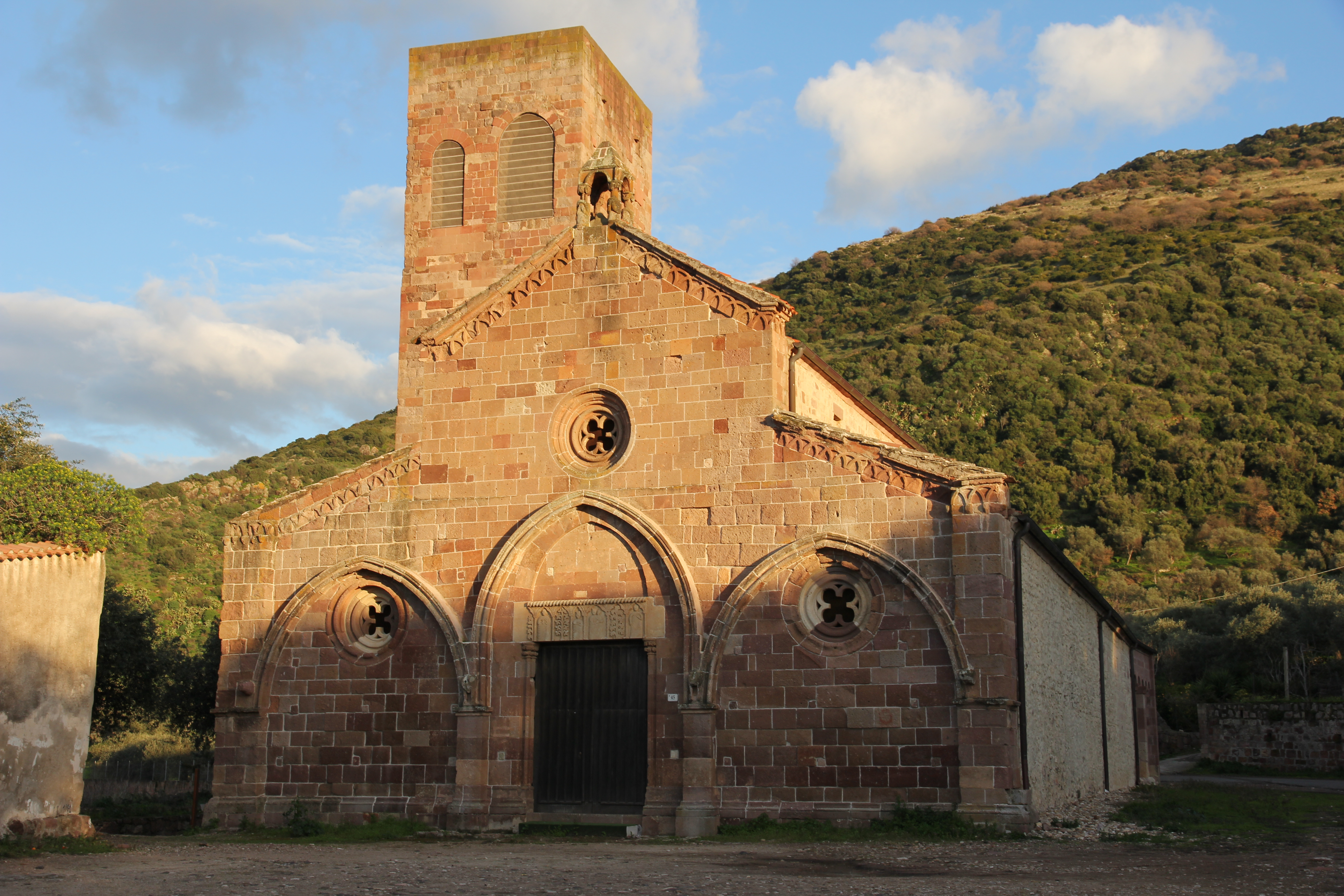
Facciata della chiesa di San Pietro

Dopo il crollo dell’Impero romano d’Occidente, la Sardegna subì dapprima l’invasione dei Vandali e poi il dominio bizantino. Quando anche l’apparato amministrativo dell’impero bizantino si dissolse, a causa delle incursioni Arabe, in Sardegna si affermarono – come autonomi regni – quattro Giudicati. Bosa divenne così il centro principale della Curatoria di Frussia, all’interno del Giudicato di Torres, nonché sede episcopale.
Tra il 1053 e il 1073, fu eretta la cattedrale dedicata a San Pietro, con annesso il quartiere vescovile, nei pressi del ponte romano e in posizione strategica per la riscossione dei dazi e il controllo dei traffici commerciali dall’entroterra al porto fluviale. Le date della costruzione del tempio vengono fornite da due documenti epigrafici presenti nella chiesa: il primo è rappresentato da un'iscrizione incisa sul concio di una lesena absidale che, secondo una recente rilettura operata dall'epigrafista Giuseppe Piras, attesta l'atto di consacrazione e posa della prima pietra dell'edificio romanico celebrato dal vescovo Costantino de Castra (in passato il titulus veniva erroneamente riferito all'attività di un presunto architetto di nome Sisinius Etra); il secondo è costituito da un'epigrafe, collocata nella navata centrale, che ricorda l'anno di ultimazione dei lavori promossi dal vescovo, il 1073 appunto. 
Il porto di Bosa divenne, dopo quello di Torres, il più importante del nord-ovest della Sardegna. Inserito nei traffici commerciali delle principali potenze del Mediterraneo, nei suoi pressi si stanziarono, con propri fondaci mercantili, anche comunità di commercianti stranieri, in particolare ebrei e pisani e, successivamente, liguri e marsigliesi rappresentati questi ultimi in città, così come i Pisani, da appositi consoli già nel XIII secolo.
Nella seconda metà del Duecento, il Giudicato di Torres subì però un progressivo indebolimento e vide l'aumento dell'influenza nell'isola di alcune nobili famiglie genovesi, toscane e lombarde, spesso assicurata per via matrimoniale. Fu in questo contesto che, come si legge nella terza redazione del Commento alla Divina Commedia di Pietro Alighieri (1358 circa), il marchese toscano Corrado Malaspina sposò (prima del 1232) una nobildonna (forse di nome Urica e figlia naturale del giudice Mariano II di Torres) dalla quale avrebbe ricevuto in dote alcune terre a Bosa e a Osilo.

### Medioevo malaspiniano (1259-1317) e arborense-aragonese (1317-1409)

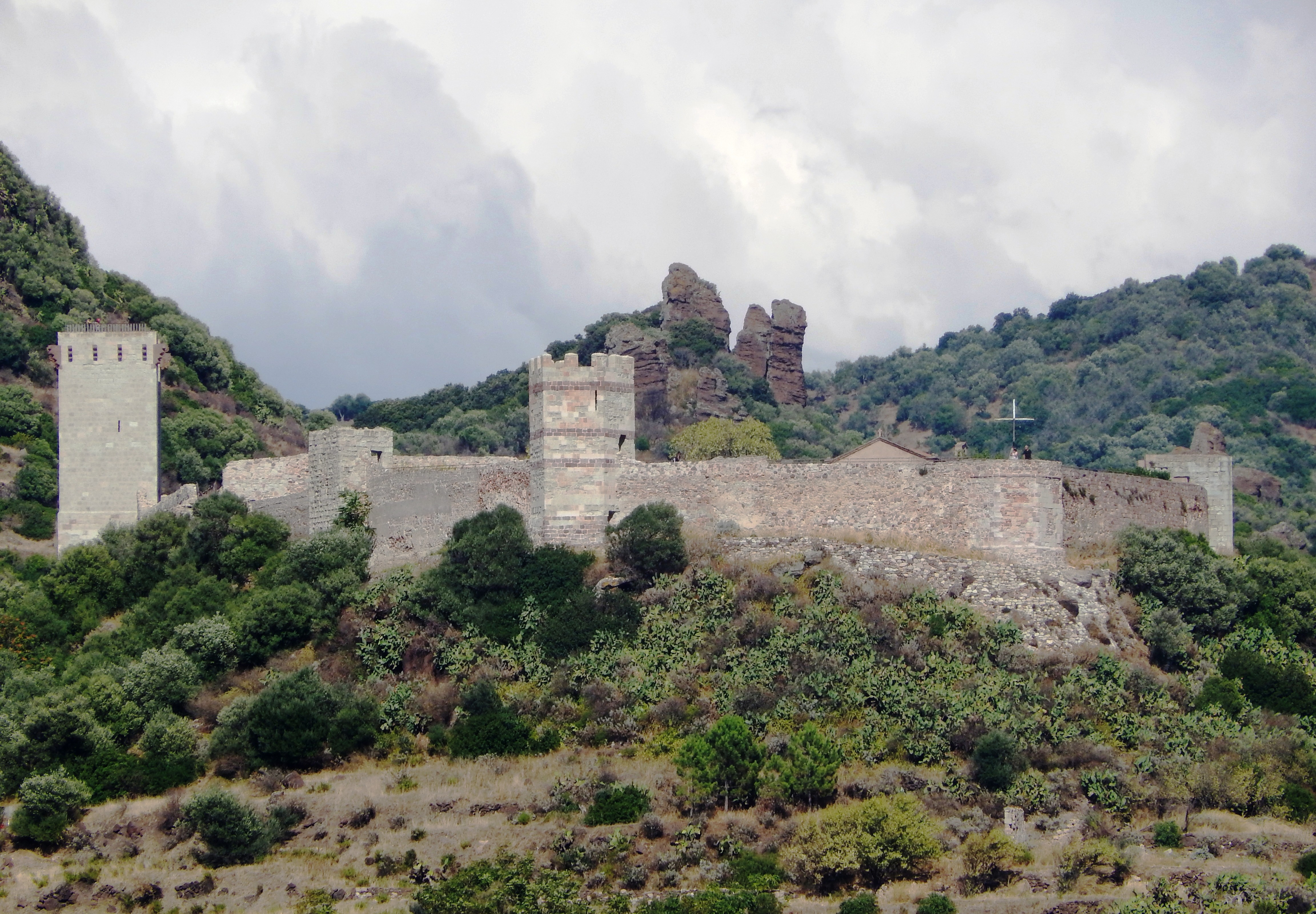
Veduta del Castello di Serravalle

L'apparato amministrativo del giudicato turritano si disgregò con la morte della giudicessa Adelasia di Torres, che avvenne nel 1259 e determinò l'affermarsi, nel nord Sardegna, di numerose signorie locali.
In questo contesto, nella seconda metà del Duecento, i Malaspina edificarono a Bosa il castello sul colle di Serravalle. L'area sottostante la roccaforte – nella quale erano forse presenti già degli insediamenti – fu quindi lottizzata e progressivamente abitata. Dopo un lento processo di agglomerazione urbana, che troverà compimento soltanto in epoca arborense-aragonese, vi si trasferì anche il vescovo, di modo che a San Pietro – distante due chilometri dall’abitato medievale – non rimasero che le vestigia dell’antica cattedrale.
Infine, nel 1297, Papa Bonifacio VIII istituì il Regno di Sardegna e Corsica, che concesse al re Giacomo II d'Aragona. I Malaspina, temendo l'invasione aragonese, potenziarono il castello con una torre maestra che ricorda quelle cagliaritane dell'Elefante e di San Pancrazio (1305 e 1307), costruite da Giovanni Capula, il quale aveva forse edificato anche quella bosana.
Il 2 novembre 1308, i Malaspina cedettero alcune quote di proprietà del castello di Bosa (non del borgo, che era libero), della Planargia e del Costavalle ai Giudici di Arborea. Questi ultimi giunsero ad avere un pieno possesso dei territori e del castello a partire dal 1317. Così, essendosi gli Arborea alleati con gli Aragonesi, fu possibile per l'infante Alfonso IV d'Aragona, prendere possesso del castello di Bosa attraverso lo spagnolo Pietro Ortis, con il consenso del Giudice d’Arborea. I Malaspina, che rivendicavano i propri diritti sul castello, uscirono però definitivamente dalla storia bosana solo quando l'11 giugno 1326 trattarono con il re d'Aragona la cessione di Bosa e della Curatoria di Planargia. Ottenuto un pieno diritto sul Bosa, il 1º maggio 1328 Alfonso la concesse in feudo al giudice Ugone II di Arborea: la città e il suo territorio entrarono allora a far parte delle terre extra iudicatum degli Arborea.
Il figlio di Ugone, Mariano IV, ruppe però l'alleanza con gli Aragonesi e, nel 1349, con l’obiettivo di unificare la Sardegna sotto di sé, fece imprigionare l fratello Giovanni, Signore di Bosa dal 1338 e fedele alla vecchia alleanza. Il castello di Bosa era una roccaforte di grande importanza strategica per il controllo della Sardegna e tanto Mariano quanto Pietro IV il Cerimonioso, erano desiderosi di impossessarsene. Cercarono dunque di farselo cedere dalla moglie di Giovanni, la catalana Sibilla di Moncada; ma ella tirò per le lunghe le trattative, finché il 20 giugno 1352 Mariano lo prese con la forza. Bosa fu quindi sotto il controllo di Ugone III (1376-1383) e di Eleonora d’Arborea (1383-1404), che ne fecero la loro roccaforte nella guerra contro gli Aragonesi. Alle trattative di pace tra Eleonora e Giovanni I d'Aragona, il 24 gennaio 1388, la città inviò il proprio podestà con centuno rappresentanti che firmarono gli atti, separatamente dal castellano e dai funzionari e rappresentanti feudali. L'esistenza a quel tempo di un'organizzazione comunale, oltre che da questo fatto, è dimostrata dai quattro capitoli degli statuti di Bosa citati in un atto notarile seicentesco. La città era divisa tra la parte di pertinenza del castello e, quindi, soggetta al feudatario e il libero comune, retto dagli statuti.

### Periodo aragonese-feudale (1409-1559)
La guerra però riprese, e quando gli Aragonesi il 30 giugno 1409 sconfissero il Giudice Guglielmo II di Narbona a Sanluri, il Giudicato d'Arborea, ultimo dei regni sardi indipendenti, cessò di esistere, e l'anno successivo Bosa passò definitivamente sotto il controllo della Corona d'Aragona. Poco dopo la conquista aragonese, il 15 giugno 1413, Bosa e la Planargia furono unite al patrimonio regio e la città, riconosciuti privilegi e consuetudini, fu organizzata come un comune catalano. L'organo cittadino era il consiglio generale, col potere di deliberare, dal quale erano scelti i cinque consiglieri, uno per ogni classe di censo, che formavano l'organo esecutivo; il primo consigliere rivestiva la funzione di sindaco, e rappresentava la città.
Quanto al castello, esso era retto da un capitano o castellano, di nomina regia, che ne curava la difesa; il re nominava anche il doganiere o maggiore del porto, il mostazaffo e il podestà, che amministrava la giustizia e controllava per conto della corona l'operato dei consiglieri. Alle dipendenze del consiglio era poi l'ufficiale che governava la Planargia. In teoria tutte le cariche dovevano essere ricoperte da sardi nativi o residenti a Bosa o nella Planargia; ma sebbene questo diritto fosse stato ribadito più volte, di fatto venne spesso calpestato. Tra la città e il castello, poi, la convivenza non fu pacifica al punto che il castellano Pietro di San Giovanni, macchiatosi di abusi e angherie, fu deposto da Alfonso V d'Aragona su richiesta dei sindaci Nicolò de Balbo e Giacomo de Milia, convocati al Parlamento sardo del 1421. In questa stessa sede, inoltre, il re ribadì il privilegio dapprima concesso alla città da Ferdinando I, per il quale la villa e il suo territorio non potevano essere infeudati né separati dal patrimonio regio, confermando, infine, gli Statuti cittadini e le franchigie concesse al suo tempo dai sovrani arborensi. 
Sotto il regno di Giovanni II d'Aragona a Bosa funzionò anche una zecca, che emetteva monete, destinate a una circolazione locale. Di queste sono stati rinvenuti alcuni esemplari appartenenti a due diversi conii.
Il 23 settembre 1468 il castellano di Bosa, Giovanni di Villamarí, capitano generale della flotta reale, ottenne in feudo la città, il castello e la Planargia di Bosa (con le ville di Suni, Sagama, Tresnuraghes, Sindia, Magomadas, Tinnura e Modolo), di cui divenne barone. Il Villamarí tuttavia prestò omaggio alla città e ne mantenne sostanzialmente le istituzioni. In questi tempi Bosa si trovò ad avere il singolare privilegio di partecipare a tutti i tre stamenti del parlamento sardo, attraverso il feudatario del castello (braccio militare), il vescovo (braccio ecclesiastico) e i delegati dei cittadini (braccio reale).
Nel 1478 il castello di Serravalle vide la fine delle ultime speranze di indipendenza dei sardi, quando il marchese di Oristano, Leonardo de Alagón, vinto a Macomer, trovò in città l'ultimo rifugio, prima di essere catturato da una nave spagnola, mentre fuggiva verso Genova. 
Ereditata da Bernardo di Villamarí il 24 dicembre 1479, Bosa ottenne sempre maggiori privilegi commerciali, che ne fecero una città prospera, spesso ai danni della vicina e rivale Alghero. Il 30 settembre 1499 una prammatica di Ferdinando il Cattolico la inserì tra le libere città reali, concedendole i privilegi connessi a tale titolo; essa restò tuttavia infeudata ai Villamarí, di cui anzi il 18 luglio 1502 divenne possedimento allodiale. La fioritura continuò però anche sotto la figlia di Bernardo, Isabella, principessa di Salerno, che la resse tra il 1515-1518 e il 1559, facendole guadagnare terreno nei mercati dell'isola anche su Oristano. Ma proprio allora l'economia bosana dovette subire un duro colpo.
Nel 1527, durante la guerra tra la Francia di Francesco I e l'Impero di Carlo V, mentre i lanzichenecchi saccheggiavano Roma, i francesi contesero alla corona di Spagna il possesso della Sardegna. Entrati a Sassari alla fine di dicembre, la saccheggiarono, incutendo terrore nelle altre città sarde. I bosani, per impedire un assalto della flotta francese, l'anno successivo ostruirono con dei massi la foce del Temo, determinando così il rapido decadimento del porto e l'inizio di un lungo periodo di straripamenti del Temo che resero l'ambiente malsano. Da allora le imbarcazioni presero ad attraccare all'Isola Rossa. Per questi motivi, convocato il Parlamento Generale nel 1641, il Sindaco di Bosa chiese «che si provvedesse a sgombrar dalla sabbia la foce del fiume, il quale nella primavera restava chiuso in modo che si potea passare a piede asciutto da una parte nell'altra, e bisognava a forza di braccia trasportare i battelli da una parte all'altra», rappresentò, inoltre, che una tale situazione recava danno al commercio, «non potendo le barche entrare nel fiume sino alla città; ed il danno della sanità, perché il fiume si cangiava in una palude».

### Evo moderno spagnolo (1559-1714)

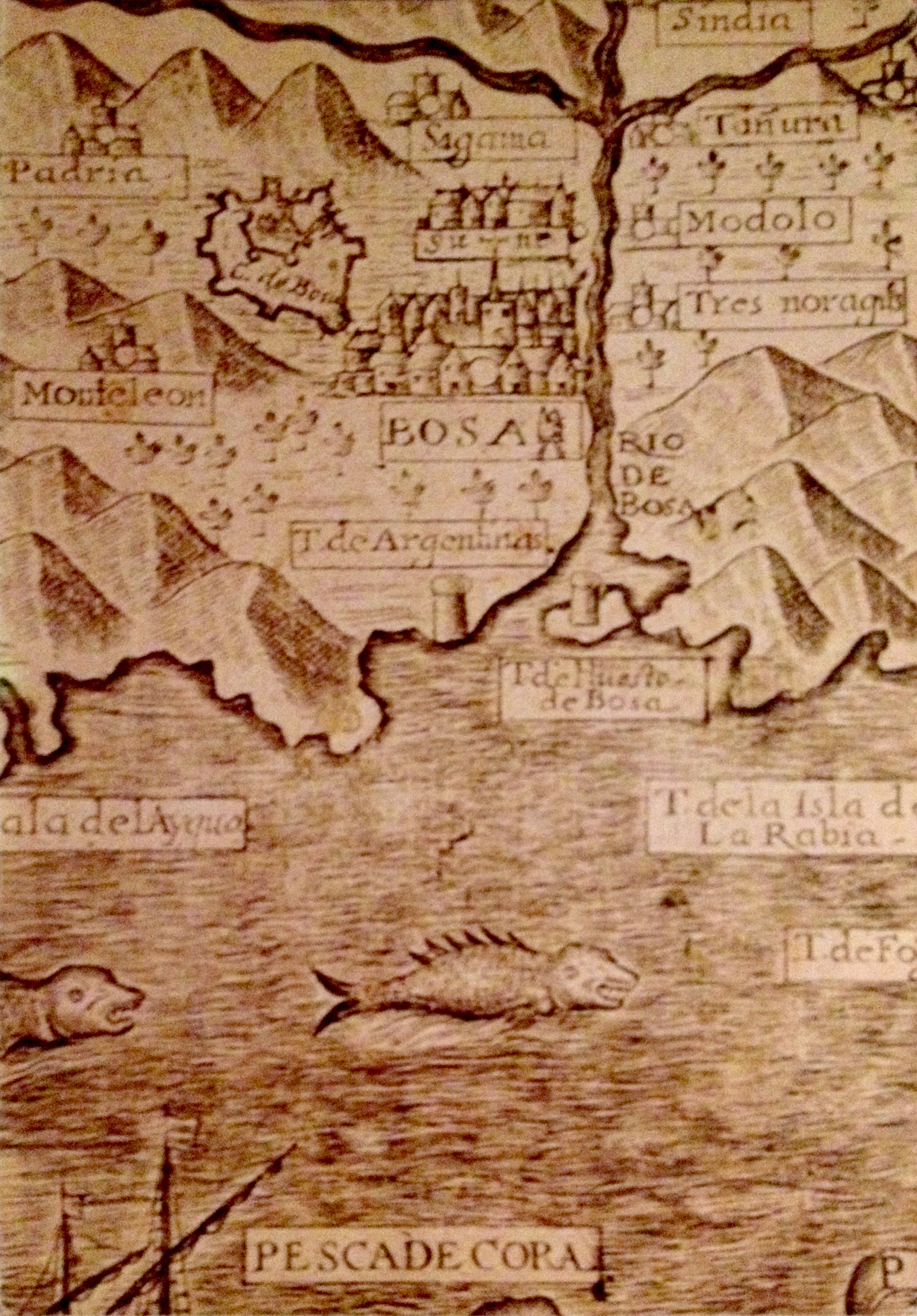
Particolare della carta Descripción de la isla y Reyno de Sardeña con Bosa e le ville della Planargia, XVII secolo

Durante il regno di Filippo II di Spagna (1556-1598), nel 1559, Isabella Villamarina morì senza discendenti lasciando un'eredità gravata da ingenti debiti. La contessa Maria de Cardona (1509-1563), le successe nella titolarità del feudo bosano. Morendo quest'ultima senza discendenza nel 1563, ne dispose a favore del duca di Alcalá, Pedro Afán de Ribera (1509-1571), che — a causa delle gravi passività gravanti sull'eredità — vi rinunciò il 25 maggio 1563. In esecuzione di un decreto che stabiliva l'unione alla corona dei feudi vacanti, il Supremo Consiglio d'Italia e quello d'Aragona furono chiamati a stabilire un prezzo di acquisto per la città di Bosa e per la Planargia. Il re Filippo II si obbligò a pagare i creditori ereditari e, contestualmente, acquistò Bosa e la Planargia al patrimonio della corona. Da allora Bosa divenne a tutti gli effetti una città regia, cessando di essere sotto un'autorità feudale.
Nel 1564, su richiesta dello Stamento militare, vennero tradotti in lingua catalana gli statuti di Bosa, originariamente in lingua pisana.
Nel 1568, il re ordinò che venisse soppresso l'ufficio di governatore della città di Bosa, surrogandovi un podestà, e, nel contempo, che fosse nominato un ufficiale regio per la Planargia.
Filippo II, nel 1572, diede anche il via a un progetto di fortificazione delle coste sarde. In questo contesto si inseriscono le prime testimonianze della torre dell'Isola Rossa, allora denominata torre del porto.
La seconda metà del Cinquecento rappresentò per Bosa un'era di grandi cambiamenti anche sul piano culturale. Già dal 1569 operava, come canonico della cattedrale, Gerolamo Araolla, il maggiore poeta in lingua sarda dell'età spagnola, che a Bosa compose le sue opere.

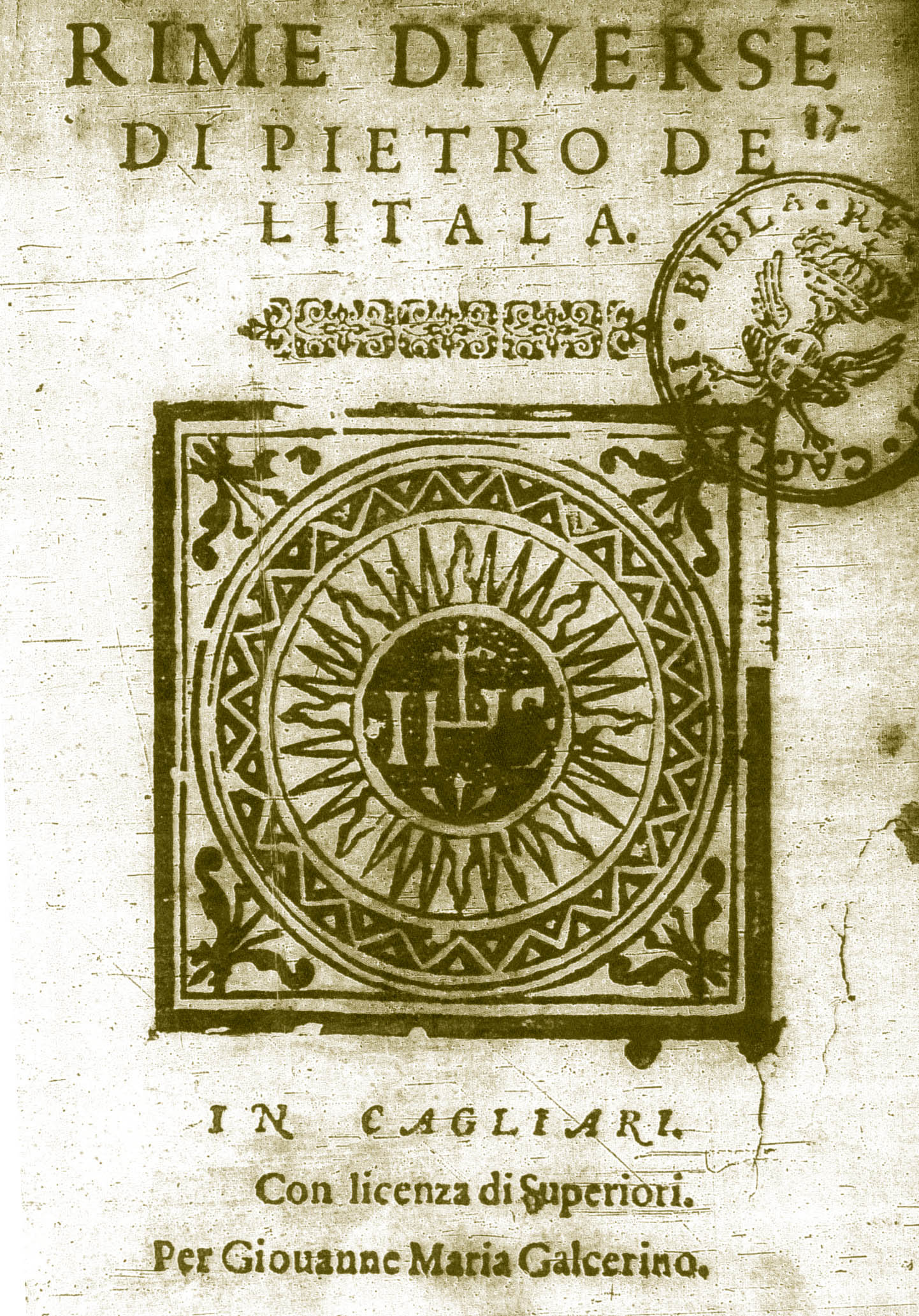
Frontespizio delle Rime Diverse di Pietro Delitala, 1596

Nel 1591 fu consacrato vescovo Giovanni Francesco Fara, il padre della storiografia sarda. Egli diresse la chiesa bosana soltanto per sei mesi ma subito convocò il sinodo diocesano (10-12 giugno 1591), e con le sue costituzioni riorganizzò la diocesi secondo i canoni tridentini. Con tutta probabilità si deve a lui la costituzione dell'archivio diocesano e l'avvio della redazione dei cinque libri, il cui documento più antico conservato oggi è del 1594. All'interessamento del Fara dovette probabilmente la libertà e la possibilità di uscire di prigione il poeta bosano Pietro Delitala, uno tra i primi autori sardi a usare nella sua opera la lingua italiana. Dal carcere indirizzò alcuni sonetti di supplica al vescovo, e da altre liriche si evince che nel 1590 era tornato in libertà. Trascorse i suoi ultimi anni a Bosa, fu podestà della città e cavaliere nello Stamento militare del Parlamento del Regno di Sardegna.
Durante il regno di Filippo III di Spagna (1598-1621), arrivarono a Bosa i Cappuccini, che in città edificarono un convento (1609), e furono fondate le confraternite della Santa Croce e del Rosario, nonché i gremi dei sarti e calzolai e dei fabbri. 
Il nuovo secolo fu però un periodo di grande decadenza, come per tutti i domìni spagnoli, anche per Bosa. Apertosi con la grave inondazione del 1606, funestato dalla peste (1652-1656), da un violento incendio (1663), dalla grande carestia del 1680, dalle continue incursioni ottomane e dalla forte recessione economica, vide precipitare la sua popolazione. Né dovette giovare molto la concessione dello statuto di porto franco nel 1626.
Durante il regno di Filippo IV di Spagna (1621-1665), gli urgenti bisogni finanziari derivanti dalla Guerra d'Italia spinsero la corona a vendere all'incanto i territori e le ville della Planargia insieme al castello di Serravalle e ad eccezione della libera città di Bosa.
La regione fu venduta ad Antonio Brondo y Ruecas, marchese di Villacidro.
Bosa fu così obbligata a fare a meno dei contributi in grano che gli erano garantiti dall'entroterra planargese.

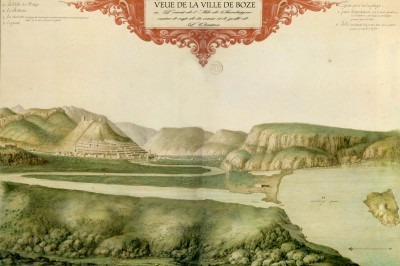
Jacques Petré - Vue de la Ville de Boze a L'ouest de l'Isle de Sardaigne entre le Cap de la casse et le gonfe de L'Oristan (1679-1680), Biblioteca nazionale di Francia, Parigi

Durante il regno di Carlo II di Spagna (1665-1700), il feudo della Planargia era poverissimo e spopolato, nonché caduto nel disinteresse dei suoi signori, al punto che la città di Bosa ne aveva ripreso di fatto il controllo. Fu così che, nel 1670 la Planargia fu messa all'incanto dalla famiglia Brondo che, nel frattempo si era gravemente indebitata. Il feudo trovò un acquirente soltanto nel 1698 in Giuseppe Olives.
Nel 1700 morì Carlo II e gli successe, per disposizione testamentaria, Filippo V di Spagna (1700-1724). L'arciduca d'Austria, Carlo VI d'Asburgo, avanzò pretese sul trono, scatenando la Guerra di successione spagnola. Fu così che, nell'agosto del 1708, le truppe anglo-olandesi — alleate dell'arciduca — effettuarono una spedizione in Sardegna e, con la resa di Cagliari, Alghero e Castelsardo, posero fine al dominio iberico sull'isola. La Sardegna cessò così di essere un regno in unione personale con la corona di Spagna.

### Periodo austriaco (1714-1718) e sardo-piemontese (1718-1861)
Passata con l'intera Sardegna agli Asburgo d'Austria nel 1714, quindi ai Savoia tra il 1718 e il 1720, la città riacquistò via via una certa importanza: già nel 1721 le barche coralline napoletane furono autorizzate a far quarantena anche nel porto di Bosa, e di conseguenza fu inaugurato un lazzaretto a Santa Giusta. La popolazione era andata in quegli anni progressivamente aumentando, tanto che dai 3 335 abitanti del 1698, si era giunti nel 1728 a 3 885, e nel 1751 a 4 609. Nel 1750 Carlo Emanuele III autorizzò un gruppo di coloni provenienti dalla Morea a insediarsi su una parte del territorio di Bosa: fu così fondata San Cristoforo, l’attuale Montresta. Gli immigrati, però, furono insediati in territori usati dai pastori bosani e furono oggetto di un’aperta ostilità, spesso sfociata in fatti di sangue: un secolo dopo, secondo l'Angius, delle famiglie greche restavano due soli membri.
Nel 1770 il Viceré Des Hayes visitò Bosa e segnalò lo stato d’abbandono degli uffici e in particolare degli archivi. Il 4 maggio 1807 Bosa divenne capoluogo di provincia per un decreto del re Vittorio Emanuele I e nel 1848, in seguito all'abolizione delle province, fu inclusa nella divisione amministrativa di Nuoro. Nel 1859 le province furono ripristinate e la città entrò a far parte della Provincia di Sassari.
Nel 1860 fu istituito e iniziò a funzionare a Bosa, sotto la direzione del canonico Gavino Nino, quello che fu il primo regio ginnasio della Sardegna, nonché uno dei primi d'Italia (il ginnasio fu infatti istituito nel 1859 dalla legge Casati per il Regno di Sardegna e soltanto dopo l'Unità fu esteso in tutto il Paese).

### Dall'unità d'Italia ad oggi (1861-XXI secolo)

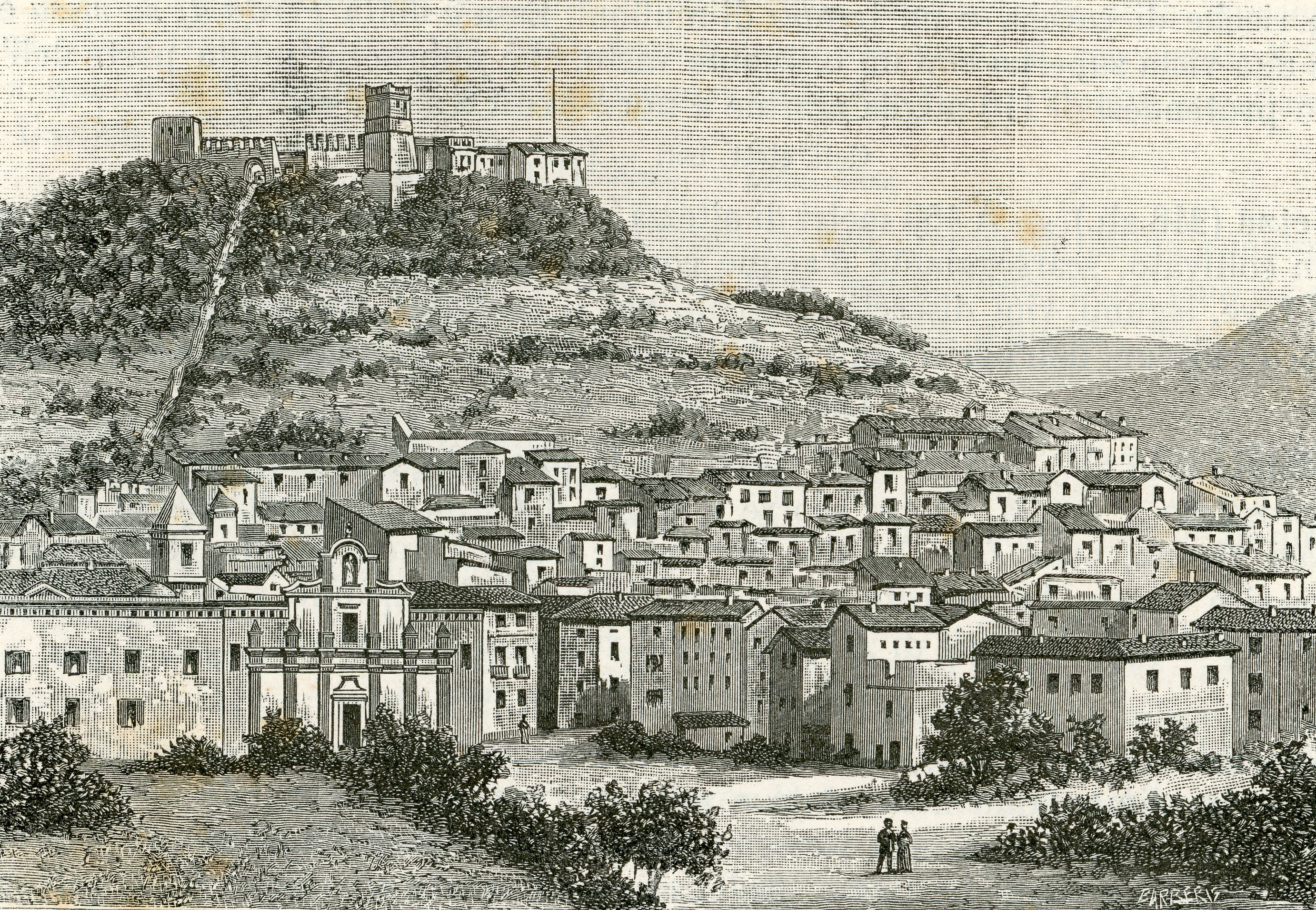
Panorama di Bosa, xilografia di Barberis (1895)

La città conobbe nell'Ottocento un incremento demografico progressivo ma lento: la popolazione passò via via dai 5 600 abitanti del 1821 ai 6 846 del 1901. Si sviluppò l'attività della concia delle pelli, mentre le vecchie mura vennero abbattute e già alla metà del XIX secolo la città si ampliò verso il mare, secondo le indicazioni del piano d'ornato di Pietro Cadolini (1867). Il rinnovamento delle vecchie infrastrutture, come il ponte sul Temo (1871), e le nuove costruzioni, quali l'acquedotto (1877) e la rete fognaria – che posero rimedio all'ambiente insalubre della città – o la strada ferrata a scartamento ridotto per Macomer, segnarono un risveglio che soltanto dopo la grande guerra conobbe un sensibile rallentamento.
Dopo decenni di rimostranze – manifestate anche nel 1845 al re Carlo Alberto in occasione di una visita alla città – nel 1863 fu approvata la costruzione del porto, che era ormai scomparso da più di trecento anni. Dal 1869 furono dunque avviati i lavori per la congiunzione dell’Isola Rossa alla terraferma, senza però ottenere risultati apprezzabili. Le opere pubbliche di questi anni diedero al centro un aspetto dignitoso ancora oggi fruibile; tuttavia per il comune di allora, accanto al miglioramento delle condizioni di vita, significarono anche un forte indebitamento, che con gli anni, sommandosi alla forte pressione fiscale, diede origine a una rivolta popolare (14 aprile 1889).
Sul piano amministrativo, il 1927 vide l'istituzione della Provincia di Nuoro e l'accorpamento a essa della città di Bosa, staccatasi dalla Provincia di Sassari. Nel 1935 si ebbe la visita di Benito Mussolini.
Per tutto il corso del Novecento la popolazione conobbe un'evoluzione relativamente modesta (8 632 abitanti nel 1971, ma 7 935 nel 2001). Nell’ultima metà del XX secolo, l'espansione urbana, alimentata dall’abbandono della borgata di Sa Costa, ha portato a un intenso fermento edilizio, con la costruzione di ampi quartieri, spesso adagiati sulla vallata alluvionale. Si è infine assistito al congiungimento del centro con la marina, con la costruzione di un ponte negli anni Ottanta.
Un processo di accentramento degli investimenti in corrispondenza dei centri sardi maggiormente connessi alle infrastrutture e alle reti di trasporto, ha ostacolato lo sviluppo dei settori primario e terziario. Tuttavia, in seguito all'apertura della litoranea per Alghero e all’intensificarsi dei traffici turistici provenienti dall’aeroporto di Alghero-Fertilia, la città appare avviata verso un discreto rilancio turistico.
Ai sensi della Legge Regionale n. 10 del 13 ottobre 2003, che ha ridefinito le circoscrizioni delle nuove province sarde, il comune di Bosa è passato dalla Provincia di Nuoro alla Provincia di Oristano.

### Simboli
Il comune di Bosa ha come segno distintivo lo stemma concesso il 15 gennaio 1767 con diploma motu proprio del re di Sardegna Carlo Emanuele III e confermato con un decreto del capo di Governo del 24 settembre 1931. Si tratta di uno scudo interposto a due fronde di palma e sormontato da una corona comitale (d'oro, cimata da nove perle visibili sostenute da punte); all'interno dello scudo, nella parte inferiore (2/3) in campo azzurro, un castello d'oro, murato di nero, fondato in punta, aperto del campo, esso castello munito di tre torri finestrate e merlate di quattro alla guelfa, la torre centrale più alta e più larga, e nel capo (1/3) una croce di Savoia (d'argento al campo rosso).
Fino al XVIII secolo, lo scudo di Bosa era sormontato da una corona reale aperta, per antico privilegio concesso dai re spagnoli, e al suo interno erano presenti le barre del Regno d'Aragona. Nel 1766, il ministro sabaudo Giovanni Battista Lorenzo Bogino, ritenendo opportuno eliminare le insegne della signoria iberica dagli scudi delle città sarde, ne consigliò la sostituzione con la croce di Savoia. Per questo motivo, il re di Sardegna concesse il privilegio di fregiarsi dell'insegna reale, oltre che a Bosa, alle città di Cagliari, Oristano, Sassari e Alghero (che nel 1999 rimosse la croce sabauda a favore delle barre d'Aragona). La corona reale fu poi sostituita con quella marchionale nei casi di Cagliari e Sassari, mentre a Bosa, ad Alghero e a Oristano fu riservato il privilegio di fregiarsi della corona comitale, in sostituzione della corona turrita normalmente attribuita ai comuni insigniti del titolo di città.

### Onorificenze
Bosa ottenne il titolo di città regia nel 1499, attraverso una Prammatica Sanzione di Ferdinando II d'Aragona. L'utilizzo dell'onorificenza venne confermata consuetudinariamente nelle forme riconosciute dall'ordinamento del Regno di Sardegna e d'Italia, prima, e dalla Repubblica italiana, poi. 

## Monumenti e luoghi d'interesse

### Architetture religiose
Numerosi sono gli edifici religiosi eretti sul territorio comunale, molti dei quali continuano ad arricchire il tessuto urbano cittadino, fornendo testimonianza del variare del gusto architettonico e del modo di intendere la fede nel corso dei secoli, dagli ambienti spogli di una delle prime costruzioni romaniche della Sardegna, la chiesa di San Pietro, per arrivare agli interni barocchi della concattedrale dell'Immacolata Concezione, passando per i messaggi biblici espressi dagli affreschi della chiesa palatina di Nostra Signora de Sos Regnos Altos, rarissimo esempio di pittura parietale trecentesca nella regione.
Tra gli edifici religiosi scomparsi, invece, si annoverano le chiese di Santa Maria Maddalena (distrutta nel 1870 per far spazio all'attuale piazza Costituzione) e diversi altri, abbandonati nel tempo.

#### Chiese paleocristiane, medievali e cistercensi

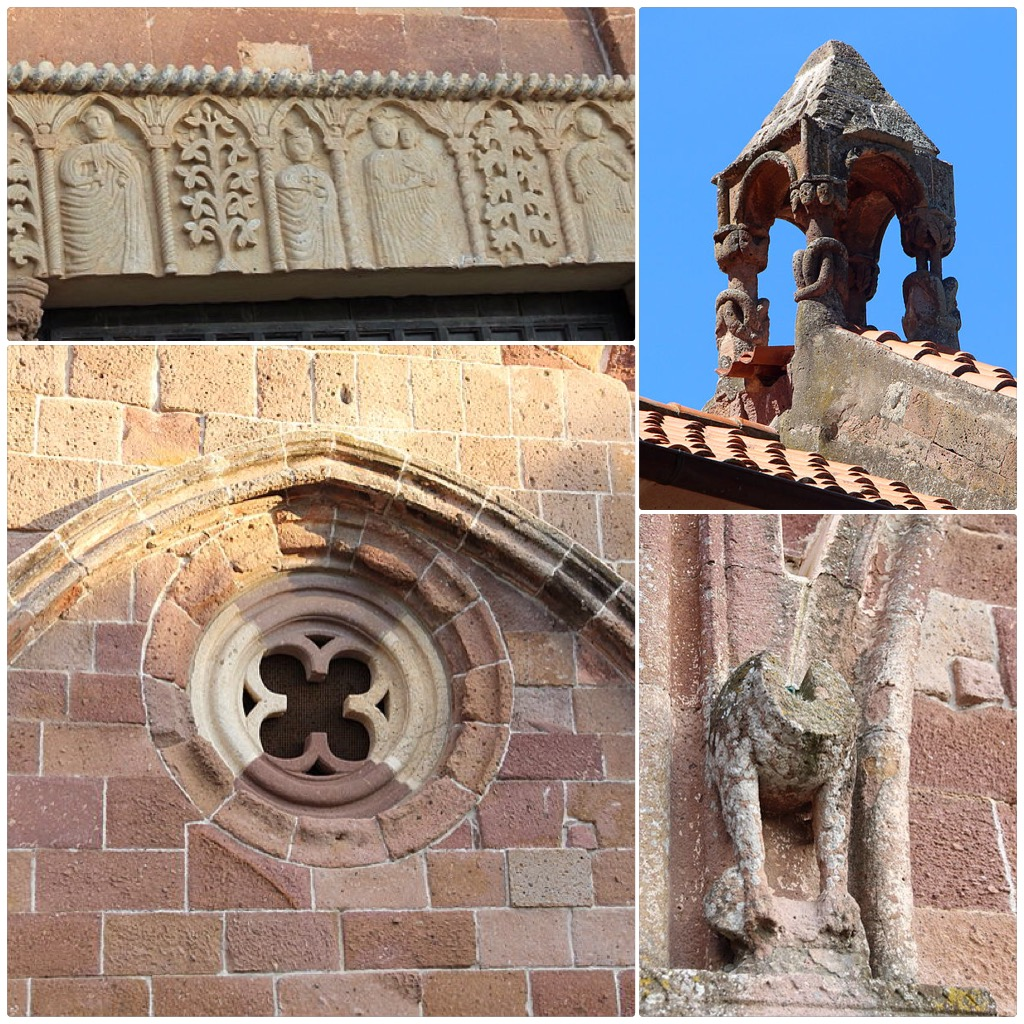
Elementi architettonici gotico-romanici nel prospetto della chiesa di San Pietro

Forse già in epoca paleocristiana fu eretta la chiesa di San Giovanni Battista presso il cimitero, con funzione di tempio battesimale; fu anche parrocchia cittadina fino al 1595, quando con bolla del papa Clemente VIII il battistero e la parrocchia furono trasferiti presso la chiesa di Santa Maria (l’attuale concattedrale dell’Immacolata). La chiesa era anche funeraria: il pavimento è costituito da sessantadue tombe di arenaria, su alcune delle quali poggiano le successive arcate gotico-catalane dell’edificio. Sulla parete di destra, a partire dall’ingresso, vi sono i resti di un affresco con simboli nobiliari e una figura umana nell’atto di cedere uno scettro. Una cappella con arcata a tutto sesto è dedicata a Nostra Signora d’Itria. Il presbiterio risale al Settecento.
Prima dell'XI secolo fu poi innalzata la chiesetta campestre di San Giorgio martire guerriero, sulla riva sinistra del Temo, più volte rimaneggiata nei secoli successivi, da ultimo mediante un portale barocco e da ultimo restaurata nel 1970.
In epoca medievale venne costruita, presso la fonte di Contra, in un sito già frequentato in antichità, la chiesa di San Bacchisio (intitolata ai medici e martiri Cosma e Damiano dopo le pestilenze del XV e del XVI secolo). Nel medesimo periodo fu eretta la chiesetta di Sant'Eligio la quale poggia le fondamenta sui ruderi di un nuraghe, come molte chiese paleocristiane e del primo Medioevo.
Ulteriori chiesette campestri di antica e incerta datazione sono dedicate, rispettivamente, a santa Maria di Turudas, santa Maria di Prammas e san Martino vescovo.
Al XIII secolo si fa risalire l'erezione della chiesa di Santa Maria di Caraveta con l'annesso monastero maschile cistercense, in località Abbamala, (già in stato di abbandono nel 1580). Una seconda chiesa cistercense, intitolata a santa Maria Salvada e con un monastero femminile annesso, sorgeva nei pressi della fonte di Su Anzu. 
Agli inizi del secolo risale anche la costruzione, ai piedi del colle di Serravalle, della chiesa di Santa Maria, sulla quale verrà edificata la cattedrale ottocentesca.
Tra il XII e il XIII secolo fu anche costruita, forse su un edificio preesistente, la chiesa palatina del castello.
Chiesa di San PietroNell'XI secolo, nei pressi della necropoli dell'abitato romano e bizantino, in località Calameda, si edificò l'antica chiesa di San Pietro in stile romanico lombardo (o pisano). La fase romanica dell'edificio è inquadrabile tra il sesto e il settimo decennio del Mille grazie a due iscrizioni. La prima, incisa in una lesena absidale, ricorda la cerimonia della posa della prima pietra della chiesa da parte del vescovo di Bosa, Costantino de Castra, in un anno la cui lettura (a causa di un tentativo di falsificazione operato probabilmente nel Seicento) può essere interpretata come 1053 o, meno probabilmente, 1062. In passato in questa epigrafe erroneamente veniva letto il nome di un tal Sisinnio Etra, in realtà inesistente. La seconda iscrizione, incisa in una lastra marmorea custodita all'interno della chiesa, celebra invece la dedicazione della chiesa ad opera ancora del vescovo Costantino de Castra, nell'anno 1073. La chiesa venne successivamente ampliata sia verso l'abside (1110-1120) sia verso il prospetto, in stile gotico, che può forse essere attribuito ad Anselmo di Como (fine XIII secolo). In età giudicale fu cattedrale della diocesi di Bosa. Costruita in conci di trachite e di calcare, presenta un'aula a tre navate e abside poligonale. La navata mediana è coperta con tetto in legno, mentre quelle laterali sono voltate a crociera. I setti divisori sono costituiti da arcate che si impostano su pilastri a sezione rettangolare.

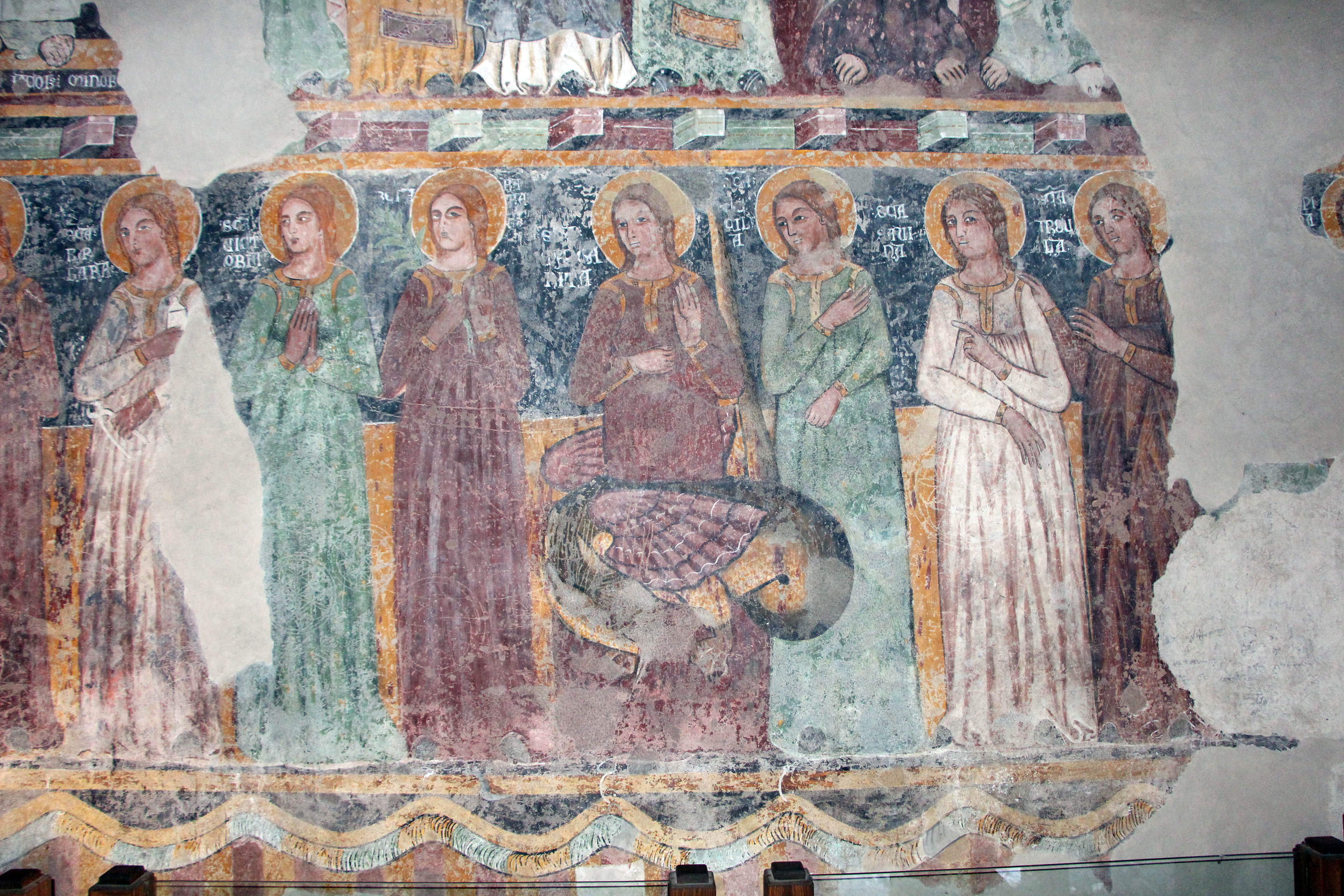
Nostra Signora de Sos Regnos Altos, affresco con rappresentazione dei santi

Chiesa di Nostra Signora de Sos Regnos Altos La chiesa di Nostra Signora de Sos Regnos Altos fu edificata intorno al XIII secolo quale cappella palatina del castello di Serravalle e così denominata – in sostituzione delle precedenti intitolazioni a Sant’Andrea e alla Beata Vergine Maria, in seguito al rinvenimento, nel 1847, tra le rovine del castello, di un simulacro ligneo raffigurante la Madonna. L'interno è costituito da un unico ambiente, più volte rimaneggiato (particolarmente nell'area del presbiterio), a pianta rettangolare, con copertura lignea a capriate e abside semicircolare. Durante i restauri del 1974 vennero alla luce alcuni affreschi nelle pareti laterali e nella controfacciata, danneggiati in seguito a una precedente riedificazione dell'abside, originariamente facenti parte di un ciclo realizzato, secondo gli studiosi, tra il XIV e il XV secolo e di attribuzione, italica o iberica, controversa. Le scene affrescate comprendono raffigurazioni di scene evangeliche – come l'Adorazione dei Magi e l'Ultima Cena, nella parete sinistra –, rappresentazioni della Madonna e di diversi santi (l'Annunciazione, il Martirio di san Lorenzo e San Giorgio e il drago, nella controfacciata), nonché l'unica rappresentazione in Sardegna dell'Incontro dei tre vivi e dei tre morti, nella parete destra.

#### Chiese gotico-catalane
Inizia a radicarsi un nuovo modello costruttivo che, nel Quattrocento, sfocerà nel tipico schema iconografico gotico-catalano, che si diffonderà in Sardegna nelle sue declinazioni più semplici con inserti e superfetazioni rinascimentali e manieristiche.

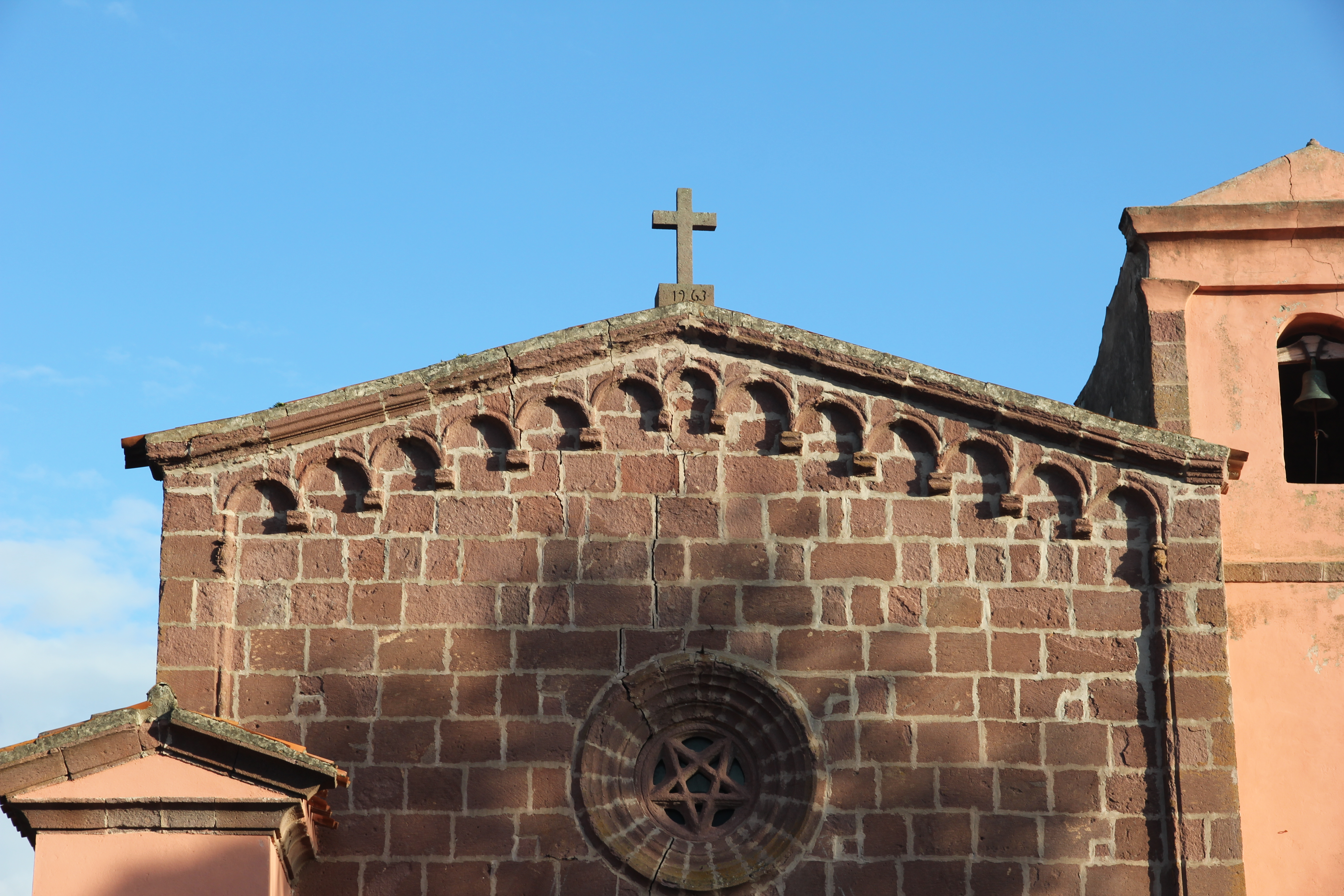
Particolare della facciata della chiesa di sant'Antonio

Chiesa di Sant'Antonio Abate A schemi gotico-catalani del XVI secolo risponde la forma attuale della chiesa di Sant'Antonio (il cui primo nucleo risale forse all’età bizantina). Essa sorge nei pressi del Ponte Vecchio e si ritiene sia stata retta da un ordine conventuale insediato in un piccolo monastero annesso. Passò ai carmelitani nel 1580, ma fu abbandonata, a causa delle inondazioni del fiume e dei danni prodotti dall’umidità nel 1606. I carmelitani si trasferirono nel sito dell'attuale chiesa del Carmine. La facciata cinquecentesca in trachite rossa presenta un prospetto cuspidato e concluso da archetti pensili a tutto sesto; sulla superficie si apre un portale ad arco inflesso gigliato sormontato da un rosoncino modanato. La chiesa è composta da una sola navata voltata a crociera, come il presbiterio, ed è divisa in quattro campate da robusti pilastri. I capitelli dell'arco che separa il presbiterio dalla navata sono caratterizzati da decorazioni vegetali e presentano, sul lato destro, lo stemma degli Aragona e, sul lato sinistro, l'effigie del moro bendato. Vicino all'altare sono poste un'ancona lignea, intagliata e dorata e la statua di sant'Antonio, entrambe risalenti al XVII secolo. Alla parete è appeso un Cristo gotico.
In stile gotico-catalano è anche il rimaneggiamento, avvenuto tra il XIV e il XVII secolo, della chiesa di San Giovanni Battista, forse edificata su una struttura precedente al 1162.

#### Chiese manieristico-classicheggianti
Intorno al XVII secolo si assiste all'incontro della tradizione gotico-catalana con le nuove forme del manierismo severo, approssimativamente rinascimentali e classicheggianti. Nel 1609 è fondato il convento dei padri cappuccini con l'annessa chiesa dedicata alla Madonna degli Angeli. Del 1686 è, invece, la chiesa di Santa Maria del Mare, parrocchia di Bosa Marina dal 1950. Essa fu costruita – con linee gotico-catalane e, in parte, barocche – su un tempio preesistente, dedicato a San Paolo eremita. La costruzione fu disposta in seguito al ritrovamento sulle rive del mare di una polena, raffigurante la Vergine. A San Paolo è ancora assegnata una cappella laterale con cupola. Nel presbiterio, inoltre, Emilio Scherer, nell'Ottocento, dipinse il santo mentre, nel suo romitaggio, riceve la visita di Sant'Antonio Abate. Infine, nel corso del Seicento fu costruita, nei pressi della porta orientale della città, la chiesetta intitolata alle martiri santagiustesi Giusta, Giustina ed Enedina. Ispirata ai medesimi modelli è la forma attuale della chiesetta dei Santi Cosma e Damiano, ricostruita nel XXI secolo, e della chiesa di Santa Filomena.

#### Chiese barocche

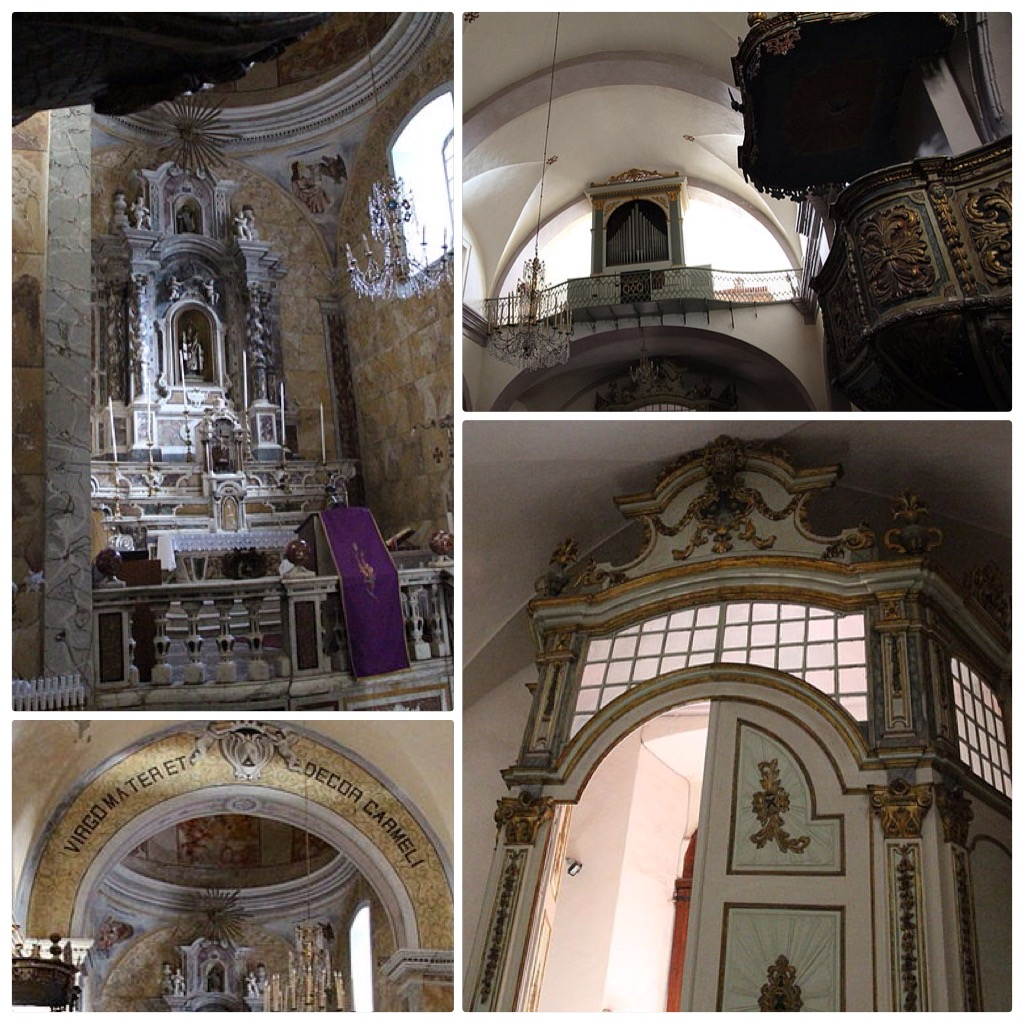
Elementi di architettura barocca nella chiesa del Carmine

Alla fine del Seicento emergono sobrie soluzioni prebarocche e tardo manieristiche. Risale a questo periodo il rimaneggiamento della chiesa di Santa Croce, la cui esistenza era già attestata nel 1580. Essa fu affidata ai Fratelli di San Giovanni di Dio, che nel 1644 gestivano il contiguo ospedale della Misericordia.
Chiesa della Beata Vergine del CarmeloLa chiesa e l'ex convento della Beata Vergine del Carmelo vennero eretti tra il 1770 e il 1779 sul sito in precedenza occupato dalla chiesa della Madonna del Soccorso, concessa ai carmelitani dell'Antica Osservanza nel 1660, in seguito all'abbandono del convento annesso alla chiesa di Sant'Antonio, nel 1660. La chiesa costruita in un moderato stile barocco-piemontese, presenta elementi di vaga ispirazione rinascimentale e borrominiana. Il tempio presenta un prospetto a retablo in stile barocco piemontese su tre ordini decrescenti, scandito da cornicioni e lesene di trachite rossa a vista, finestrato al centro e concluso da una nicchia sovrastata da un fastigio curvilineo. L'interno presenta una navata unica voltata a botte con quattro cappelle laterali per lato. Il presbiterio, rialzato e sormontato da una cupola semisferica su pennacchi, è arricchito da un altare barocco in marmo policromo e stucchi. Custodisce arredi lignei in stile tardo barocco, come il pulpito, ornato d'oro zecchino, le ancone delle cappelle laterali e la bussola. Sulla tribuna, con ringhiera in ferro battuto, è collocato l'organo costruito dal lombardo Carlo Giuliani (1796-1855), intorno al 1844. Il tempio è fiancheggiato, sul lato sinistro, dal convento dei carmelitani, i quali abbandonarono la struttura nella seconda metà del XIX secolo; da allora ospitò, in un primo tempo, le scuole elementari e il ginnasio, per poi essere adibita a sede della casa comunale, sino al trasferimento di quest'ultima nel caseggiato dell'orfanotrofio Puggioni.

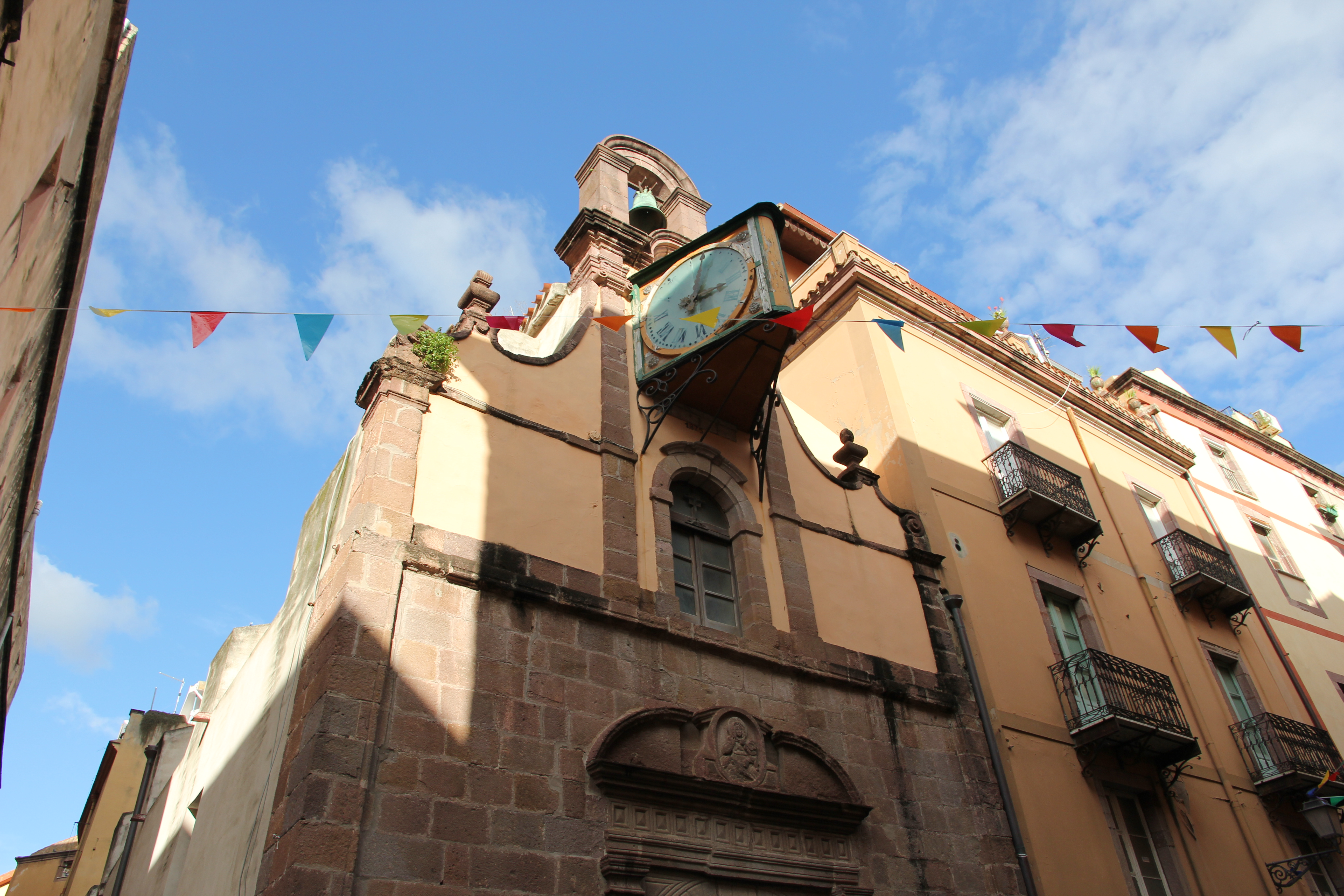
Facciata della chiesa del Rosario

Chiesa di Nostra Signora del Santo Rosario Al medesimo stilema barocco si è ispirato il successivo rimaneggiamento della chiesa di Nostra Signora del Santo Rosario. Essa sorge lungo il corso Vittorio Emanuele II, costeggiata dai palazzi ottocenteschi della borghesia cittadina e nelle adiacenze del collegio dell'ordine dei gesuiti, trasformato in seminario durante l'episcopato di monsignor Giovanni Antonio Cossu (1785-1796). L'attuale edificio, probabile rimaneggiatura ottocentesca di una più antica costruzione, presenta un prospetto barocco simile a quello della chiesa del Carmine, sebbene più semplice e diviso in due ordini. Nel primo si apre il portale centinato in stile tardo rinascimentale di trachite rossa sormontato da un timpano curvilineo spezzato che racchiude un lunotto nel quale è posta l'immagine della Madonna del Rosario in bassorilievo. Il secondo ordine è spartito, da due lesene, in tre specchi; in quello mediano si apre una finestra ad arco a tutto sesto, sopra la quale fu collocato, nel 1875 un orologio pubblico bifronte con mensola in aggetto. Sulla sommità insiste un fastigio dalla struttura slanciata e culminante con una struttura campanaria a vela. L'interno è semplice, in stile neoclassico, successivo alla costruzione originaria dell'oratorio, si presenta a unica navata, con volta a crociera e sottarchi che scandiscono le campate. Gli altari laterali in stucchi dipinti sono dedicati a San Domenico, alla Vergine della Salute, San Nicola e Sant'Antonio da Padova.

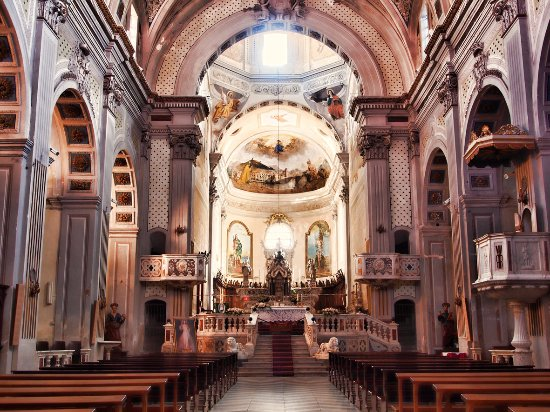
Interni della cattedrale

Concattedrale dell'Immacolata Concezione Nel XIX secolo si intraprese la costruzione della nuova cattedrale sovra una preesistente costruzione risalente al XII secolo, più volte rimaneggiata in epoca successiva. Il nuovo edificio fu dedicato alla a Vergine Immacolata e fu realizzata a partire dal 1803, quando il capitolo vescovile ne affidava il rifacimento al capomastro locale, Salvatore Are, al quale si affiancherà, in un secondo tempo, il sassarese Ramelli. Il nuovo edificio venne solennemente consacrato – a cantiere ancora aperto – dal vescovo della diocesi di Bosa, Gavino Murru, nel mese di luglio del 1809, mentre per il completamento dei lavori si dovette attendere l'anno successivo. L'edificio è costituito da un'ampia navata voltata a botte in cui si aprono quattro cappelle sul lato sinistro e tre sul destro. L'ampio presbiterio rialzato è coperto da una cupola impostata su tamburo ottagonale. All'ingresso, a destra, si apre la cappella del Sacro Cuore, che si presenta come un edificio autonomo dotato di altari e di un presbiterio rialzato coperto da una cupola. Sotto l'egida del vescovo monsignor Eugenio Cano, negli anni settanta dell'Ottocento, la cattedrale fu oggetto di interventi di abbellimento, che vanno dalle decorazioni pittoriche, realizzate dal parmense Emilio Scherer, al rifacimento dell'organo – originariamente costruito dal lucchese Giuseppe Crudeli nel 1810 e del quale si conserva la cassa neoclassica – operato nel 1875 dai fabbricanti modenesi Tommaso Piacentini e Antonio Battani di Frassinoro. Nel 1880 Emilio Scherer affrescò la chiesa di Santa Croce e nel 1876 si era provveduto a restaurare, con un moderato assetto neoclassico, la chiesetta dedicata alle sante Giusta, Giustina ed Enedina.

#### Chiese del XX secolo
Nei primi anni '30 del Novecento si consacrò, nel borgo di Sa Costa, la chiesa di santa Caterina, la quale è comunemente conosciuta con il diverso appellativo di Santa Teresina.
Nella seconda metà del XX secolo, da ultimo, fu eretta la chiesa parrocchiale del Sacro Cuore di Gesù.

### Architetture civili

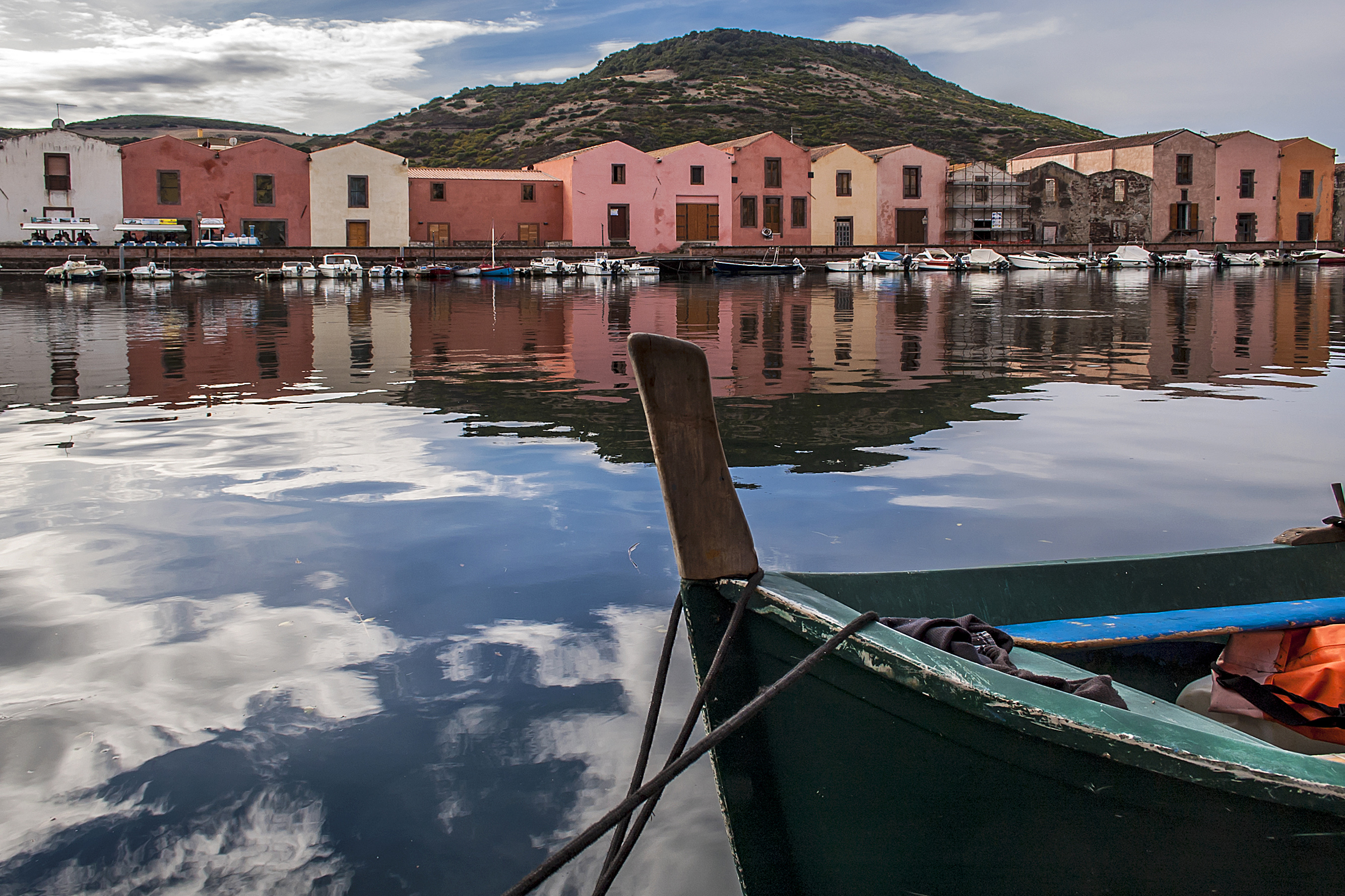
Le vecchie concerie, lungo la sponda sinistra del fiume Temo

Le vecchie concerie (Sas Conzas) Il complesso delle vecchie concerie fu eretto tra il Seicento e il Settecento lungo la riva sinistra del Temo, in prossimità del Ponte Vecchio, e raggiunse la sua massima operatività nel XIX secolo diventando il maggior centro conciario della Sardegna con ventotto strutture in attività. Completamente dismesse nel 1962, le vecchie concerie sono state classificate come monumento nazionale, in quanto rara testimonianza di architettura industriale all'interno di un contesto urbano che concorre a caratterizzare. Le strutture, pertanto, sono state sottoposte a misure di tutela che ne hanno consentito il recupero e la valorizzazione dopo il degrado seguito al loro abbandono. Si tratta di un insieme di stabilimenti conciari che occupano una superficie coperta di 4000 m², estendendosi – con uno schema modulare ripetitivo a timpani affiancati. All'interno delle singole strutture, l'area era divisa in un piano terra con vasca in muratura, ove avveniva la lavorazione delle pelli, e in un piano superiore, nel quale si procedeva alla rifinitura. Le concerie bosane rappresentano un'importante testimonianza di archeologia industriale; i primi riscontri documentali di una certa rilevanza sono quelli contenuti nel Dizionario Angius-Casalis, che censisce 28 conce nel 1834. I manufatti commercializzati erano di alta qualità come testimoniato dalla medaglia di bronzo ottenuta dalla ditta Mocci-Marras durante l’Esposizione Nazionale di Torino del 1896. Negli anni '20 del Novecento, le conce di Bosa sperimentarono un nuovo impulso, grazie all’adozione delle prime tecnologie industriali e a una più forte presenza nei mercati italiani e stranieri, in particolare francesi. La lavorazione conciaria bosana venne premiata, durante la Fiera internazionale di Roma del 1924, con il riconoscimento della medaglia d'oro alla ditta Mocci-Marras ed alle imprese figlie, poi indipendenti, Sanna-Mocci e Solinas-Ledda.

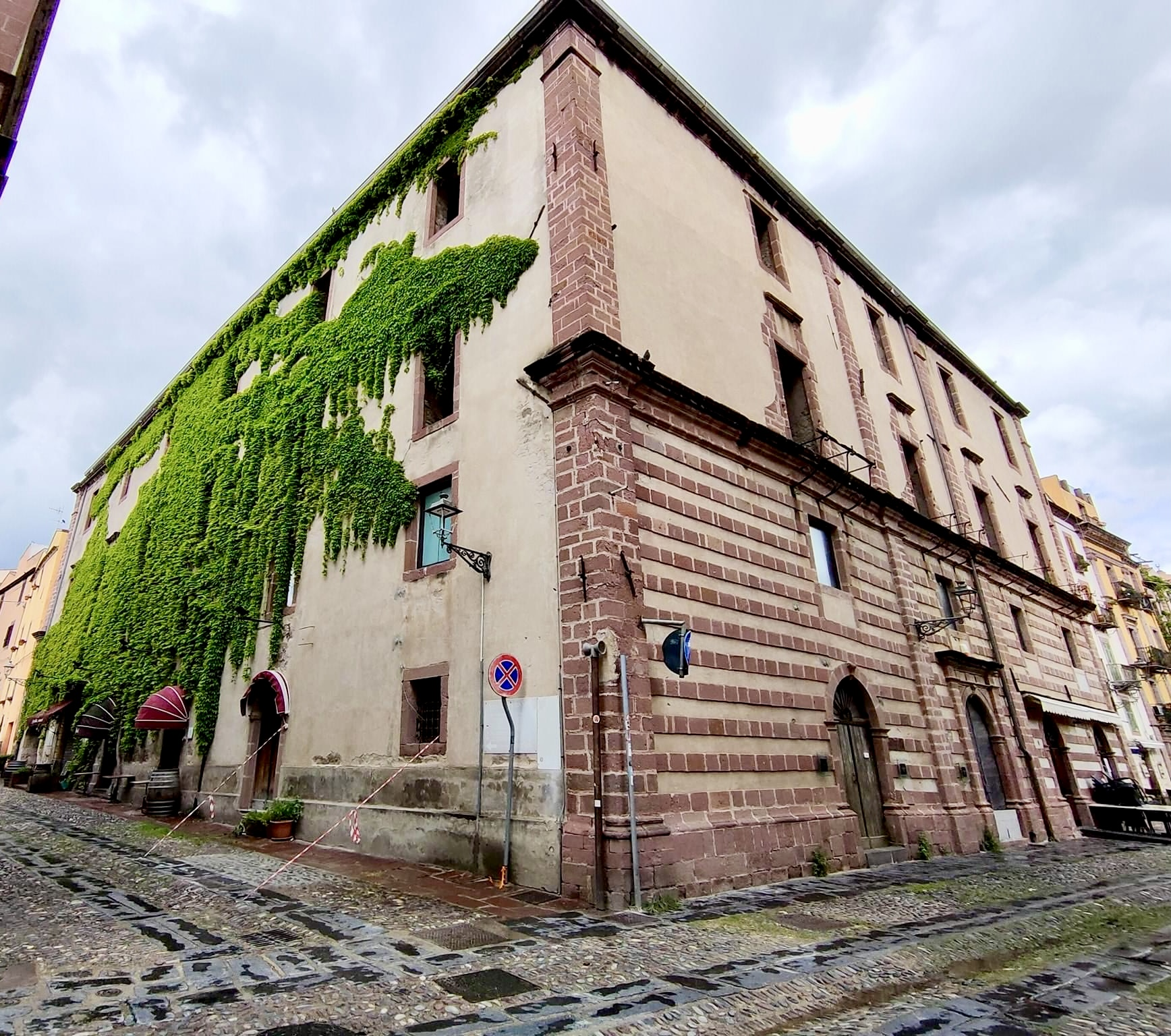
Palazzo Don Carlo

Palazzo di Don Carlo Il palazzo sito nel Corso Vittorio Emanuele II fu costruito, accorpando preesistenti abitazioni, nella seconda metà dell'Ottocento, da Carlo Lorenzo Passino, figlio di Giuseppe Luigi Passino, deputato del Regno di Sardegna, e di Maria Raffaella Cugia Manca dei marchesi di Sant'Orsola. Destinato a ospitare la figlia di Don Carlo, Marietta, la sua costruzione fu interrotta e mai più ripresa dopo le morti di quest'ultima, del marito e dei due figli, avvenute nel terremoto di Messina del 1908. L'edificio, innalzato su quattro livelli, richiama i canoni stilistici del Settecento, adeguandosi però alla tradizione locale. Si segnala, in tal senso, l'utilizzo della trachite rossa negli ornamenti architettonici a vista, in particolare nelle cornici che inquadrano le finestre balconate del secondo piano, che presentano mostre a linee inflesse e spezzate, con fastigio che ripete il modulo sottostante e termina con una mensola. Il prospetto principale è caratterizzato, nella parte inferiore, da un'eclettica bicromia dell'ordine basale, accentuata dall'alternanza di bande di vulcanite con fasce d'intonaco chiaro di eguale spessore. La facciata è poi partita orizzontalmente da due cornicioni aggettanti che definiscono due ordini, ciascuno costituito da due piani. Verticalmente, è invece scandita da paraste angolari piatte e da due lesene che racchiudono l'ingresso principale e proseguono fino alla sommità.

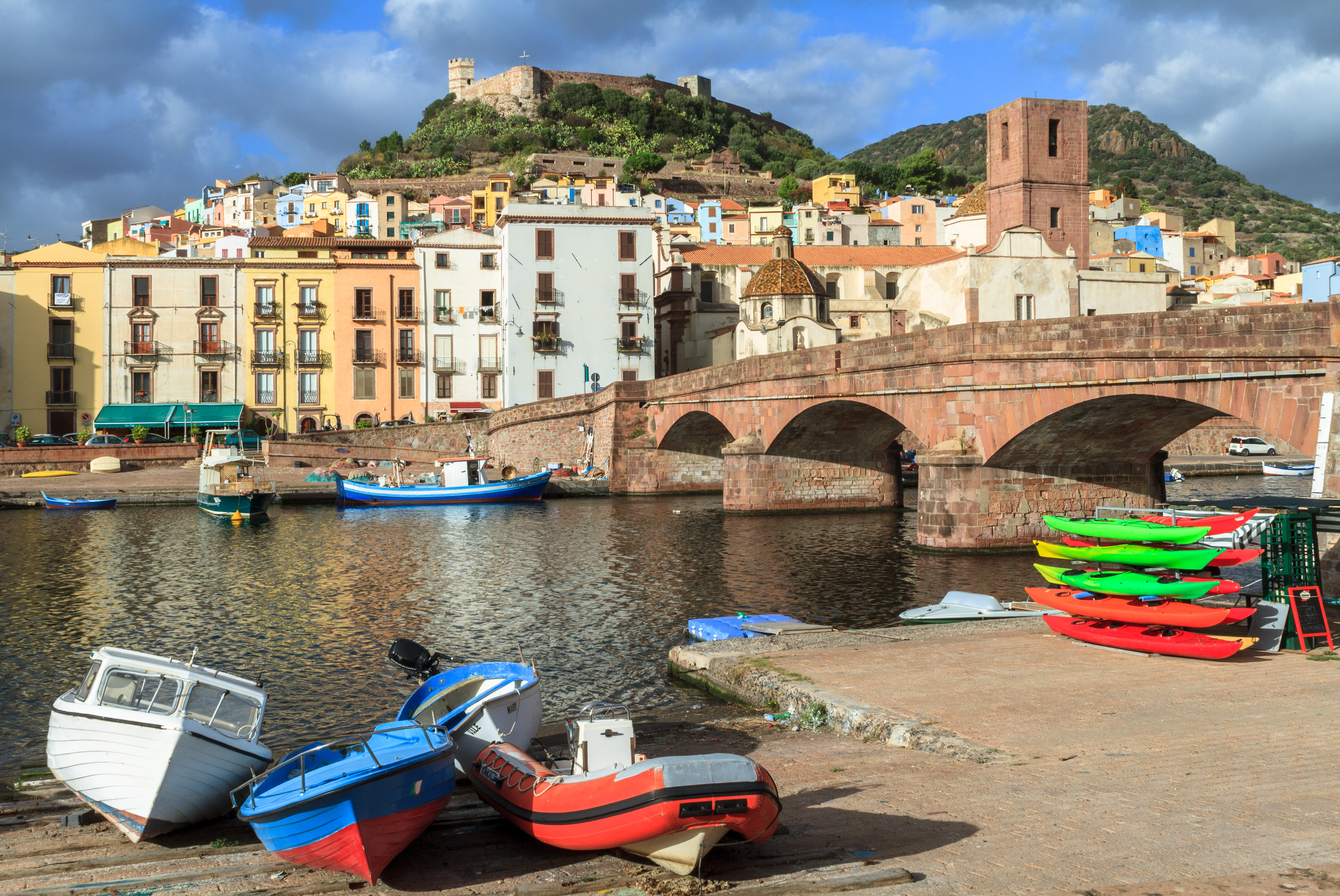
Il Ponte Vecchio

Ponte Vecchio Il Ponte Nazionale, meglio conosciuto come Ponte Vecchio (Pont'ezzu in sardo) venne edificato, in trachite rossa e a tre arcate, su disegno dell'ingegnere del genio civile Carlo Pizzagalli, nel 1871. Ha sostituito quello precedente – in legno e a sette archi – crollato all'inizio del XIX secolo.

### Fontane monumentali

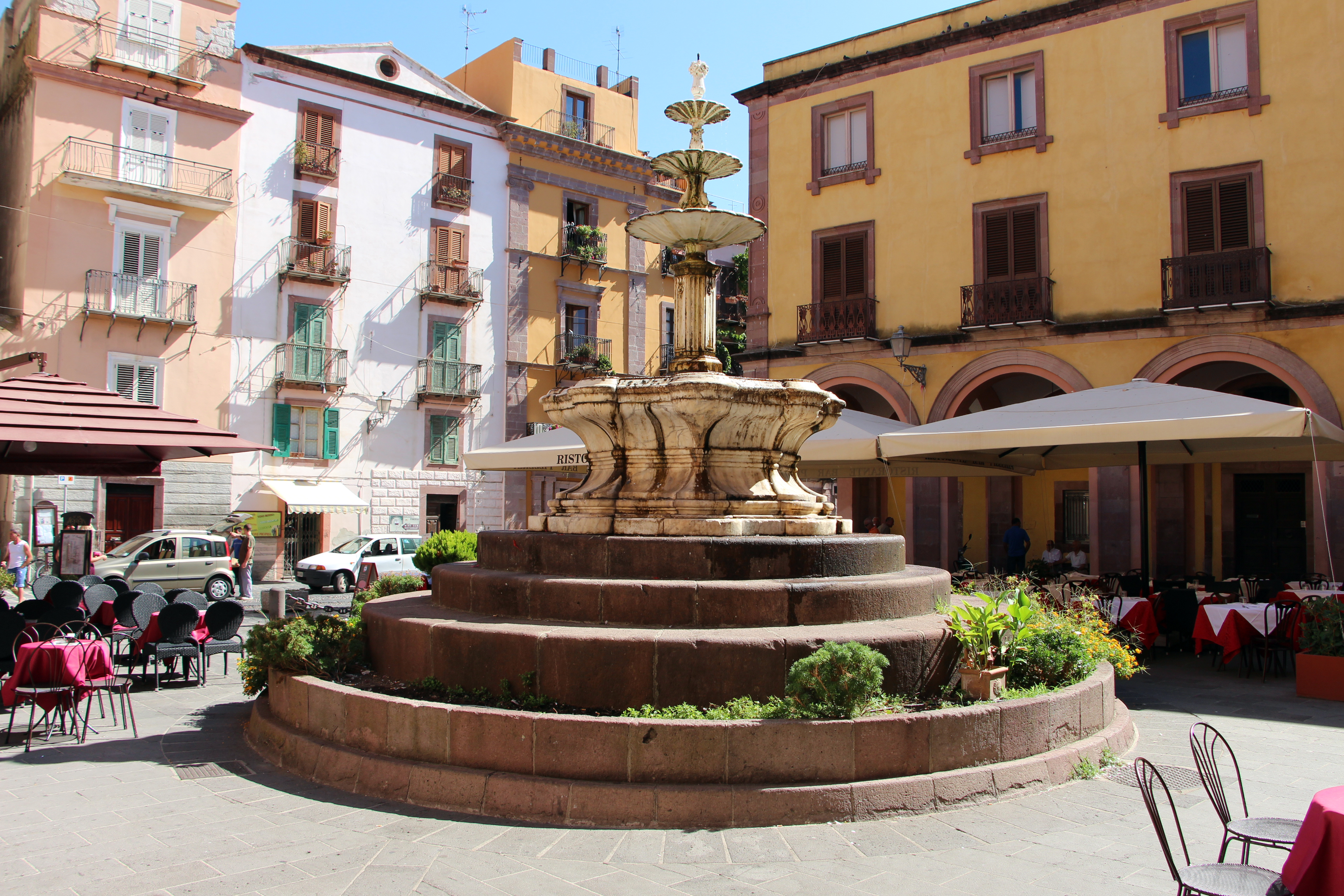
Il fontanone di Piazza Costituzione

Fontana di Piazza Costituzione (Sa Funtana Manna) In Piazza Costituzione (meglio conosciuta come Piazza Fontana), precedentemente intitolata a Umberto I, tra il 1881 e il 1882 venne edificata, su una base in trachite rossa a tre livelli, una fontana monumentale marmorea a quattro alzate, culminante con una bocchetta a forma di mazzo di rose con foro centrale per lo zampillo dell'acqua. Il progetto, eseguito in occasione della costruzione del primo acquedotto pubblico cittadino, si inseriva nel più vasto piano di riassetto urbano dell'ingegner Pietro Cadolini che prevedeva la risistemazione del Corso Vittorio Emanuele II, a partire dalla demolizione, nel 1877, della fatiscente chiesa della Maddalena. La piazza, abbellita dal fontanone monumentale, è circondata anche dai palazzi signorili Delitala e Don Carlo.

### Architetture militari

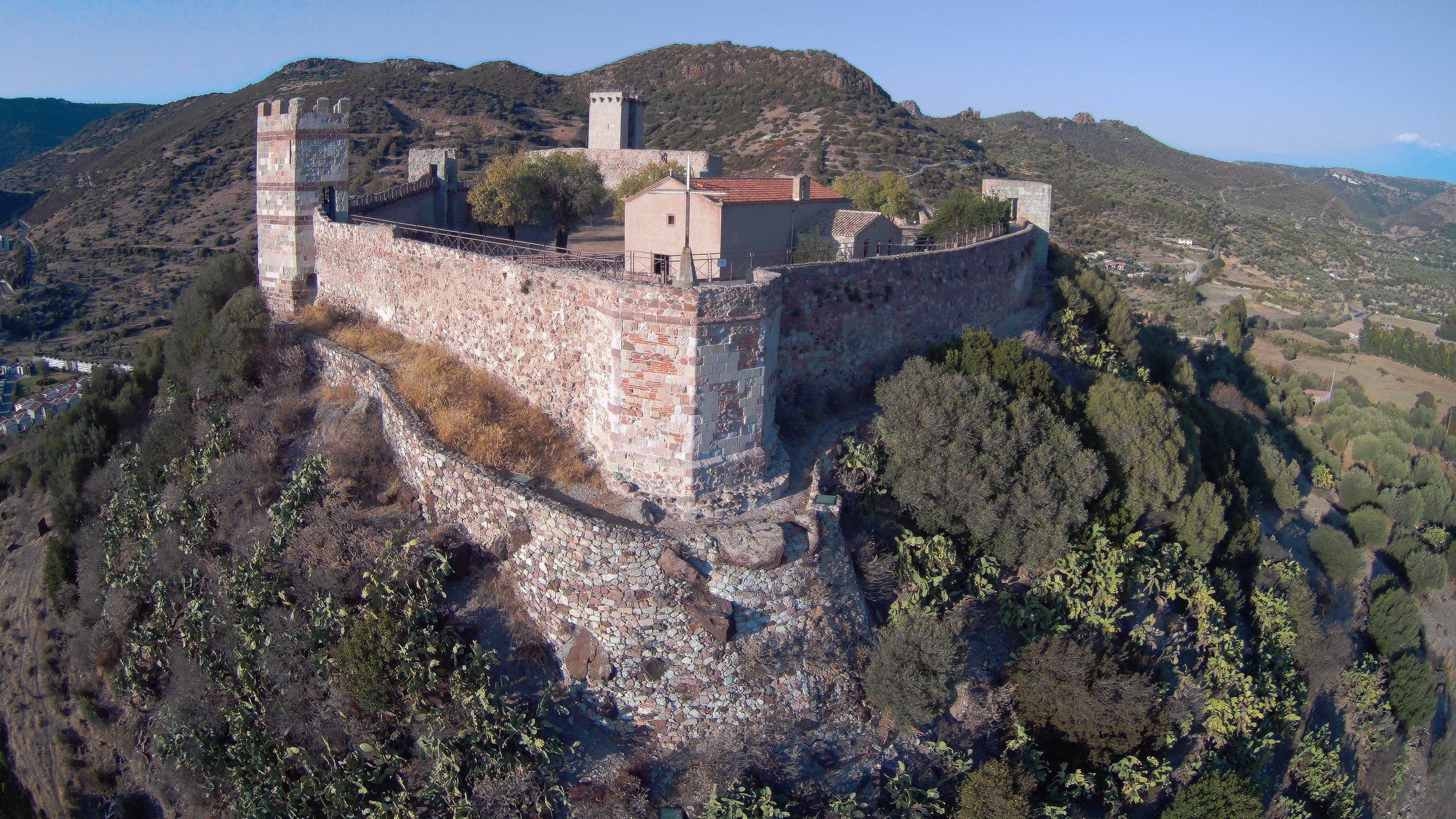
Veduta del castello di Serravalle

La Sardegna ha rappresentato per i suoi dominatori, un territorio di frontiera spesso vulnerabile per la sua vicinanza alle sponde del nord Africa e perché continuo bersaglio di attacchi barbareschi. La sua costa occidentale, in particolare, si è trovata a lungo in un clima di generalizzata insicurezza incrementata dalla sua lontananza dalle più sicure e trafficate coste italiane e per la presenza di centri abitati di maggior rilievo rispetto alla meno popolata costa orientale. 
In questo contesto, è probabile che già l'antico abitato romano sia stato interessato da opere di fortificazione. In particolare, alcuni studiosi hanno affermato che l'antico villaggio sia stato cinto da mura, sebbene in forma rudimentale, e che l'attuale torre campanaria della chiesa di San Pietro sia stata eretta sopra una preesistente struttura difensiva romana, forse collegata visivamente a una torre di avvistamento posta sul colle di Serravalle, punto strategico di osservazione sull'intera vallata del Temo e sul mare antistante.
Quel che è certo è che proprio su quel colle, intorno al XIII secolo – con l'intensificarsi della belligeranza tra i feudatari liguri e toscani, da una parte, e gli indeboliti giudicati locali, dall'altra – i marchesi Malaspina edificarono il primo nucleo di quella piazzaforte che ancora oggi costituisce la più caratterizzante architettura militare del territorio.
Castello di SerravalleIl castello di Serravalle si trova sulle alture dell'omonimo colle, costeggiato sino a valle dal quartiere medievale di Sa Costa. Fu edificato in varie fasi a partire dalla seconda metà del XIII secolo, dopo la fine del giudicato turritano e lo smembramento dei suoi territori tra i potenti feudatari liguri e toscani. La porzione più antica, corrispondente alla rocca nord-orientale del castello, è da attribuire ai Malaspina, mentre fu sotto il dominio degli Arborea (a partire dal 1317) che la cinta muraria sarà estesa sino ad abbracciare l'intero altopiano, per una lunghezza 352 m, e verranno edificate, a suo presidio, diverse torri, di cui se ne conservano sette. Gli Aragonesi, dal canto loro, impossessatesi del castello nel XV secolo, lo adeguarono per l'introduzione dell'artiglieria, abbassando alcune torri e costruendo spalti terrapienati per posizionare in posizione elevata le armi da fuoco. Nella piazza d'armi del castello, trovavano spazio i locali di servizio (magazzini, forno, stalle, cisterne, etc.), nonché la cappella palatina di Nostra Signora de Sos Regnos Altos.

#### Torri costiere

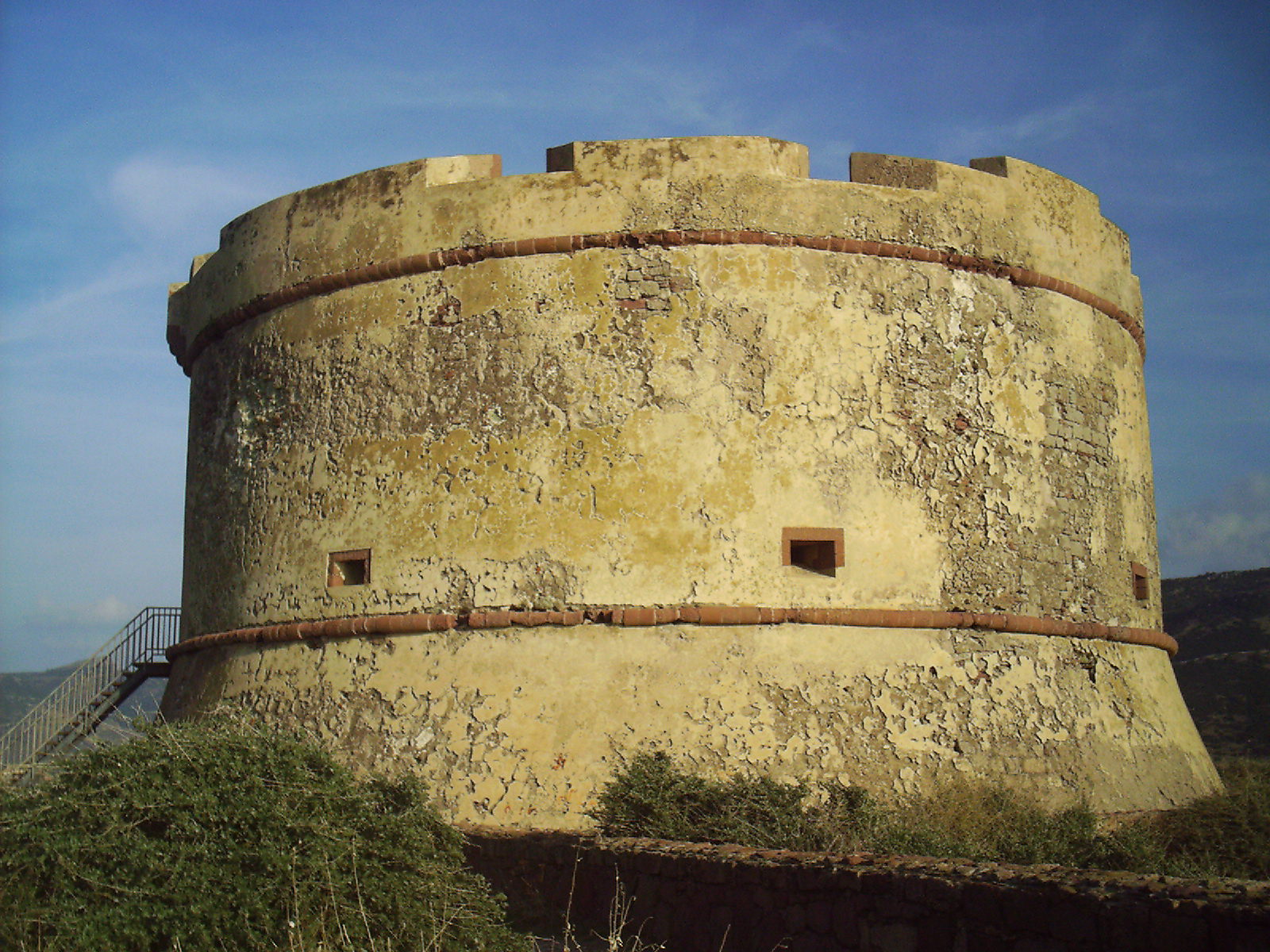
La torre costiera sull'Isola Rossa

Lungo il litorale della Sardegna occidentale furono edificate durante il medioevo e in età moderna, con particolare intensificazione all'indomani della battaglia di Lepanto (1571),
una serie di torri costiere per la difesa del territorio dalle incursioni piratesche e corsare. Le torri continuarono la loro azione difensiva sino alla metà del XIX secolo, quando con Regio decreto-legge si cessò di considerarle luoghi fortificati del Regno d'Italia. Le fortificazioni a guardia della costa bosana sono le seguenti:
Torre dell'Isola RossaLa torre dell'Isola Rossa si trova nella frazione di Bosa Marina, su un'isola prospiciente la foce del fiume Temo, collegata alla terraferma dal 1869. Edificata in una data anteriore al 1572 (forse prima del 1528 o, secondo alcuni studiosi, intorno alla fine del XV secolo), fu adibita alla difesa pesante e a tal fine fu presidiata da un alcaide, comandante della guarnigione, sei soldati e un artigliere, nonché dotata di sei cannoni di vario calibro e sette fucili. La torre, costituita da un unico piano con volta a cupola, fu realizzata in tufi trachitici locali ed è la più imponente delle torri costiere di questo tratto di mare, superando il suo diametro interno i 13 m.

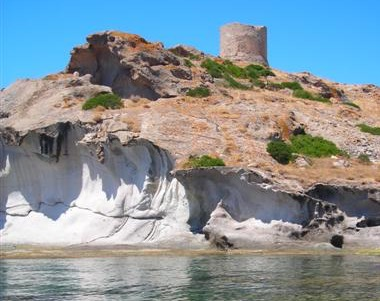
La torre costiera sul promontorio di Punta Argentina

Torre ArgentinaLa Torre Argentina, eretta tra il 1580 e il 1584, si trova lungo la costa in direzione di Alghero, arroccata, a 33 m s.l.m., sul promontorio di Punta Argentina. È costituita da un unico piano con boccaporto d'ingresso a tre metri di altezza dal suolo e presenta una volta a fungo. Era presidiata da un comandante e da due soldati e dotata di tre fucili e un piccolo cannone. È collegata visivamente con la torre dell'Isola Rossa e, più a sud, con quelle di Foghe e Colombargia, sulla costa di Tresnuraghes.

### Siti archeologici

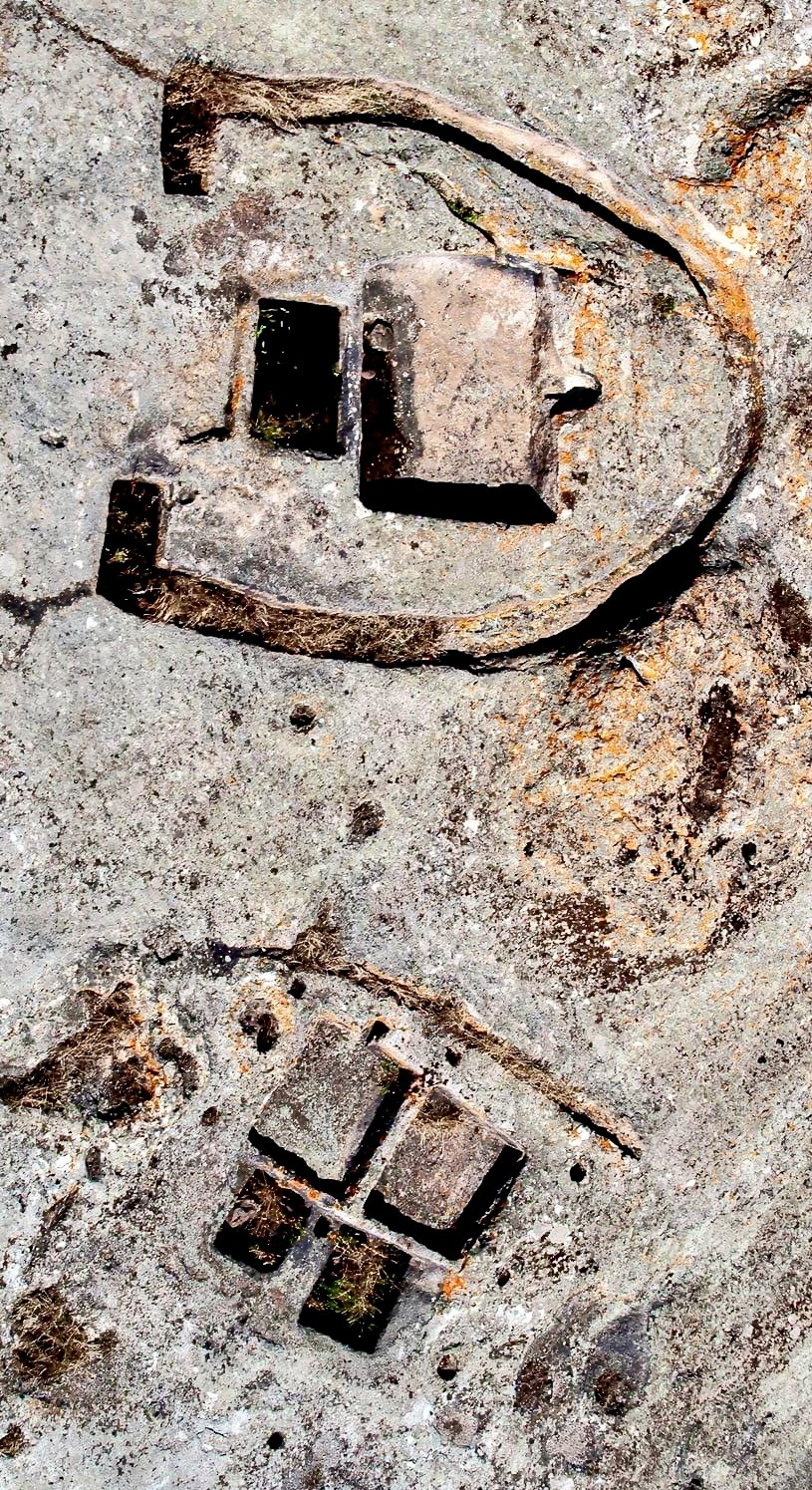
Palmenti rupestri di S'Abba Druche

Domus de janasDi età preistorica e protostorica sono le numerose domus de janas (almeno trentasei) presenti in varie località del comune di Bosa (Badde Orca, Capitta, Coroneddu, Funtana Lacos, Ispiluncas, Monte Furru, Pala 'e Cane, Pontes, Sorighes, Silattari, Tentizzos, Torre Argentina e Tuccaravo). Tra queste è particolarmente rilevante la Tomba I di Pontes la quale presentava delle pareti interne levigate e dipinte di rosso, simbolo del sangue e della rigenerazione, e sulle quali è incisa una raffigurazione di doppie corna, a testimonianza del culto della divinità taurina. Si sono rinvenuti, inoltre, i resti di focolari rituali (Tuccaralvo) e coppelle a destinazione sacrale scavate nel pavimento di alcuni ipogei (Coroneddu e Funtana Lacos I), mentre in altre tombe si sono riscontrate delle nicchie per le offerte funerarie.
NuraghiLe poche testimonianze riconducibili all'Età del Bronzo e alla civiltà nuragica presenti nel territorio di Bosa sono costituite dai nuraghi complessi siti nelle località di Monte Furru e di S'Abba Druche e quelli dalla struttura semplice di Mesu 'e Rocas e di Santu Lò.
Area archeologica nuragico-romana di S'Abba DrucheL'area di S'Abba Druche racchiude un sito archeologico nel quale sono presenti le tracce di un nuraghe complesso con relativo villaggio, nonché i resti di una tomba dei giganti e di un pozzo sacro nuragico. Ascrivibile all'epoca romana sono, invece, le rovine di un nucleo abitativo, con relativa necropoli, a servizio di un insediamento produttivo costituito, tra l'altro, da tre palmenti rupestri: delle vasche (antecedenti all’epoca romana), ricavate su un bancone di tufo andesitico e utilizzate per la spremitura dell'uva e la fermentazione del mosto.

### Aree naturali

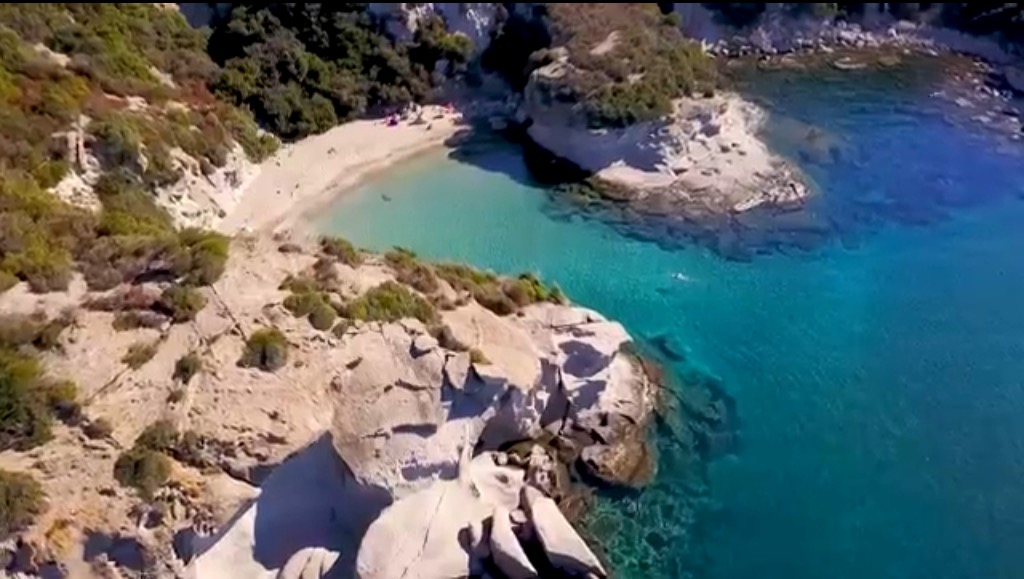
Cala Cumpoltitu

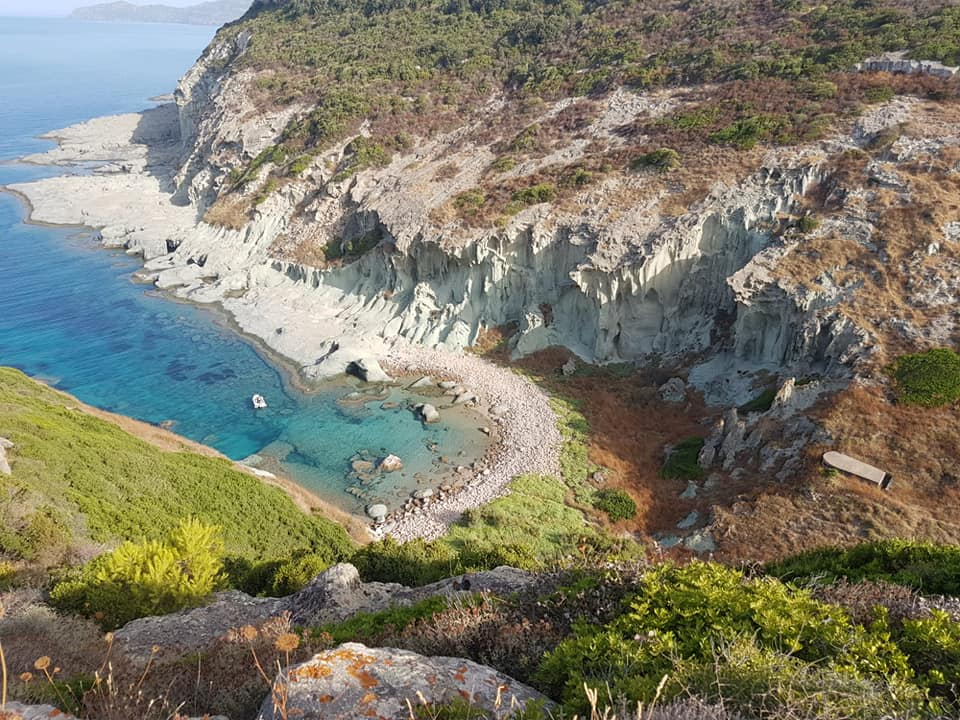
Cala 'e Moro

Sito d'interesse comunitario "Entroterra e zona costiera di Bosa, Capo Marargiu e Porto Tangone"La zona costiera di Bosa, a nord della foce del fiume Temo, così come l'entroterra, è oggetto di tutela quale sito di interesse comunitario in quanto area di particolare interesse avifaunistico (per la presenza di colonie di grifone), di rilievo naturalistico marino, per le ampie praterie di poseidonia, e floristico-vegetazionale, per lo stanziamento di varie specie endemiche. Non da ultimo, presenta un certo interesse storico per le diverse aree archeologiche che vi si incontrano: le domus de janas di Tentizzos e l'area archeologica di S’Abba Druche). L'entroterra del SIC corrisponde alla fascia di territorio compresa tra le pendici che racchiudono la valle alla destra del fiume Temo e la costa. Esso risulta modellato dalle passate attività silvopastorali ed è caratterizzato da formazioni boschive e da arbusteti mediterranei. Tali formazioni sono interrotte da praterie aride e pareti rocciose. La zona costiera racchiusa dal SIC presenta pareti rocciose e strapiombanti. A sud di Capo Marargiu, fanno la propria comparsa diverse rovine che residuano dall'attività mineraria della zona. Più a meridione si rinviene la spiaggetta sabbiosa di Cala Cumpoltitu (da cum e port-itum, che si riferisce al suo uso come approdo, piccolo porto). A sud, l'area di S'Abba Druche comprende le spiagge di Su Calighe, di Capiteddu e di Sos Furraghes. A valle di Sa Tanca de sa Mola, si trovano Cala Rapina (a nord), la costa rocciosa di Sos Puppos e, infine, a sud, non lontano da una cava di pietra, la baia di Cala ’e Moro. Più a meridione, la costa si presenta nella forma di una piattaforma vulcanica regolare che ha dato luogo alla formazione, al suo interno, di una piscina naturale nella punta Cane Malu. Nel medesimo contesto si sviluppano le insenature di Pogiu ’e Padre e di Pogiu 'e Columbu.

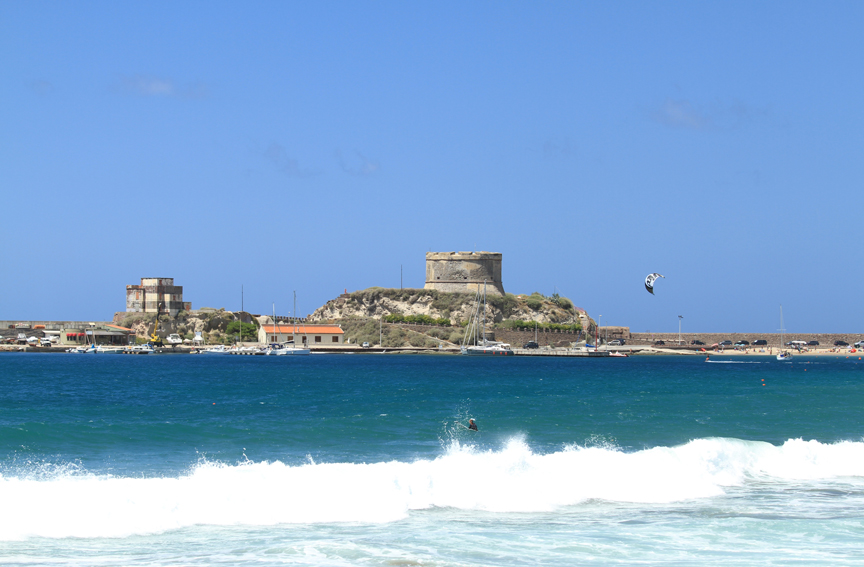
Bosa Marina

Spiagge di Bosa Marina e Turas Sul versante sinistro della foce, l'Isola Rossa — sulla quale insistono la Torre Aragonese e un faro inattivo — è stata unita alla terraferma da un muraglione che ha causato l'insabbiamento del tratto di costa antistante. È questa la frequentata e ampia spiaggia di Bosa Marina, di cui la parte più a sud è chiamata "le Colonie" perché d'estate ospita, in strutture adiacenti, un tempo utilizzate come tonnare, i bambini iscritti in colonie di tutta l'Italia. A valle di Monte Furru la costa, prevalentemente rocciosa, racchiude brevi tratti di spiaggette dalla sabbia scura nella zona nota come Pedras nieddas. Più a sud, infine, si trova l'ampia spiaggia di Turas con, a monte, l'omonimo villaggio turistico.

## Società

### Evoluzione demografica

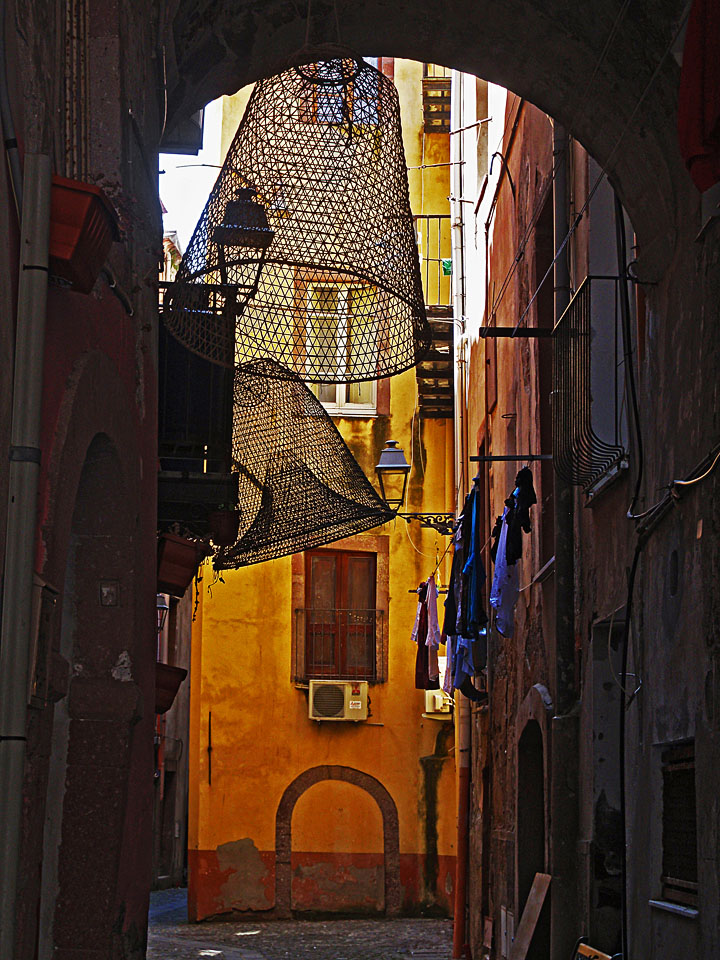
Una stradina di Bosa

In data 31 dicembre 2021, con 7 465 abitanti, Bosa risulta essere il quarto comune più popoloso della provincia di Oristano, dopo il capoluogo e i comuni di Terralba e Cabras. Ha presentato, nello stesso anno, un tasso di crescita demografica negativo (0,9%), perdendo 67 unità in ragione del saldo naturale e una per cause migratorie.
Abitanti censiti

### Etnie e minoranze straniere
Al 31 dicembre 2023 a Bosa risultavano residenti 173 stranieri, pari al 2,34% circa della popolazione totale; la nazionalità più rappresentata, al 31 dicembre 2020, era quella romena con 45 cittadini residenti.

### Lingue e dialetti
La variante della lingua sarda parlata a Bosa presenta le tipiche caratteristiche del sardo logudorese occidentale (secondo i linguisti Max Leopold Wagner e Maurizio Virdis) o comune (Eduardo Blasco Ferrer). In primo luogo, si registra la conservazione della -l- prima di consonante (altu, calchina, soldadu, al contrario di quanto avviene nelle varianti caratterizzate da rotacismo e che presentano, per esempio, le forme artu, carchina e sordadu. I nessi -pl-, -cl- e -fl- mutano rispettivamente in -pi-, -ch- e -fi- (piata, chegia e fiore, in luogo di platha, clesia e flore). Come avviene a Osilo e in alcuni comuni galluresi, si ha poi la trasformazione della consonante vibrante alveolare /r/ in /l/ (chelvedhu, polcu, Saldigna, invece di chervedhu, porcu, Sardigna). Nel parlato, si verifica, inoltre, un fenomeno di sonorizzazione delle consonanti /p/, /k/ e /t/ in posizione intervocalica [su ˈβane], [su ˈɣane]) e [sa ˈd̪a.ula]) (per [su ˈpane], [su ˈkane]) e [sa ˈta.ula]).
Nel plurale, alla -s finale si aggiunge una vocale epitetica, che prende di solito il timbro della vocale che precede la consonante finale: ad esempio feminasa (in italiano “femmine”), in luogo di feminas.
Come nel basso Meilogu, il gerundio si forma, a Bosa, con i suffissi -ende (andende, invece di andande) e -inde (faghinde, in luogo di fattende, forma tipica di altre aree di parlata logudorese). Infine, le desinenze dell'infinito dei verbi -are e -ire sono pronunciati -/ad̪e/ e -/id̪e/.
Inoltre, si registra più che altrove una forte influenza del castigliano, che si manifesta, per esempio, nell'uso di termini quali ogiu (in italiano, occhio), in luogo di ogru.

### Religione
Bosa fu eretta sede vescovile già nell'XI secolo, come diocesi suffraganea dell'Arcidiocesi di Torres. Per l'effetto, inglobò a sé l'antica diocesi di Cornus, risalente al V secolo. Nel XVI secolo, la cattedra fu traslata dalla chiesa di San Pietro a quella di Santa Maria.
Il 30 settembre 1986, la diocesi si fuse con quella di Alghero, eretta nel 1503. Da allora, la città appartiene alla Diocesi di Alghero-Bosa, suffraganea dell'Arcidiocesi di Sassari. Nel comune è sita la chiesa concattedrale ed è attivo un seminario diocesano.
La grande maggioranza della popolazione è cristiana cattolica. È presente una comunità di Testimoni di Geova, con un proprio luogo di culto in città.

### Tradizioni e folclore

#### Il carnevale
Tipiche del carnevale di Bosa (carrasegare 'osincu)
sono le mascherate di s'Attitidu e di Gioltzi, le quali si inseriscono nel novero delle tradizionali manifestazioni carnevalesche della Sardegna, differenziandosene per taluni caratteri peculiari (l'accentuazione dell'elemento goliardico-sessuale) ma condividendone la ritualità apotropaica legata ai cicli naturali della vita e della morte, della rinascita della natura nonché al culto di divinità agricolo-pastorali e pluviali precristiane (Maimone) o di Dioniso Mainoles.
Le festività hanno inizio il giorno di Giogia lardagiolu, a una settimana dal giovedì grasso, con cortei di maschere dal volto coperto di fuliggine e con berretto e giacca indossata al contrario, muniti di spiedi e bisacce – da riempire con le offerte ricevute – e di improvvisati strumenti musicali, come la serragia, mestoli e coperchi di pentole (cobertores), e – anticamente – le staffe del cavallo (attaidu). Le maschere si aggirano per le strade dileggiando coloro che durante l'anno si sono resi protagonisti di eventi scandalosi e canzonando – con improvvisati stornelli satirici a trallallera – il malcapitato di turno, al quale è chiesto di partecipare alla questua con un contributo in derrate alimentari per la cena (parte 'e cantare). La sera, secondo la tradizione, si preparano banchetti a base di fave e lardo (fae a landinu), vino novello e zeppole (frisciolas).
Nel tradizionale calendario del carnevale, si è inserito, tra Giogia lardagiolu e il Martedì grasso, il sabato delle cantine. In questa occasione ognuno può scegliere liberamente la propria maschera, ripercorrendo le vie del centro storico per degustare cibi tipici e vini locali presso le cantine private aperte per l'occasione.

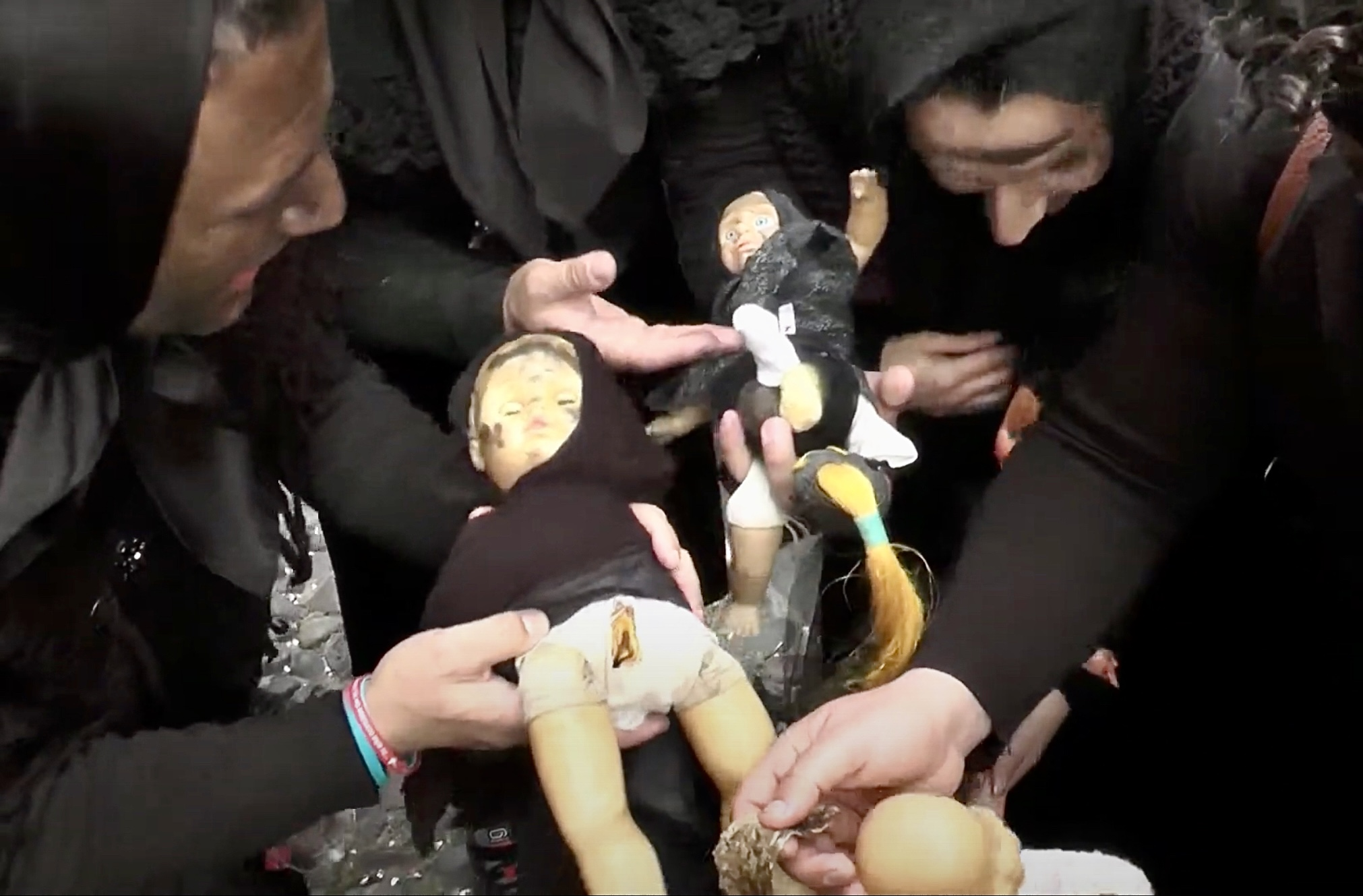
Maschere di attitadoras

La mattina del Martedì grasso sfilano le attitadoras con il viso ricoperto dalla fuliggine del sughero bruciato e vestite di nero, in segno di lutto: indossano una gonna lunga (gunnedda), uno scialle (moccaloru) e, eventualmente, un bustino (isciacca). Le maschere-prefiche recitano ritmiche lamentazioni funebri, esibendosi in dimostrazioni di dolore ritualizzate (dondolio del capo o del busto, percussione del petto, sfregamento convulso delle cosce e battito delle mani, l'una sull'altra o contro il capo). Mostrano figure sessuali (rappresentazioni di falli o di seni) e un bambolotto smembrato, spesso imbrattato di nero o di rosso, di cui lamentano il malessere – o la morte – con caratteristiche cantilene (attitidos) intervallate da sillabe emotive periodiche («ohi!» o «ahi!») e per il ristoro del quale chiedono un sorso di latte (unu tichirigheddu 'e latte) alle donne che incontrino nel loro cammino. La richiesta è spesso accompagnata da gesti osceni e versi satirici.

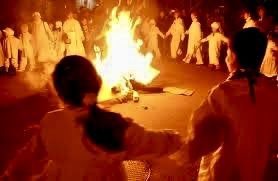
Rogo di un pupazzo raffigurante Gioltzi durante il carnevale di Bosa

 All'imbrunire del Martedì grasso, le maschere si vestono con lenzuoli e copricapi bianchi, trasportando torce o candele – eventualmente all'interno di un cesto di vimini (pischedda) – per cercare Gioltzi, il cui nome è spesso ripetuto come una cantilena.
A tal fine, vagano per le strade fino a tarda notte, inseguendosi e catturandosi l'un l'altra, per svelare le rispettive identità. Alle maschere fermate è sollevata la veste, mentre un lume viene indirizzato verso i loro genitali. Così facendo, il catturante può urlare «Ciappadu, ciappadu!» (in italiano, «Trovato, trovato!»), annunciando di aver trovato Gioltzi, il capro espiatorio. 
In seguito, un pupazzo che lo raffigura è condannato e sacrificato con un rogo catartico nell'euforia collettiva, ponendosi fine al carrasegare.
Gli aspetti di drammatizzazione che caratterizzano il carnevale bosano hanno attirato l'attenzione di antropologi e studiosi del teatro.

#### Le feste religiose
Numerose sono le feste religiose che la città ha praticato nel corso dei secoli. Solo alcune si svolgono ancora oggi, mentre di altre se ne è mantenuto solo il ricordo nella memoria orale o letteraria.

#### Festa della Madonna del Mare

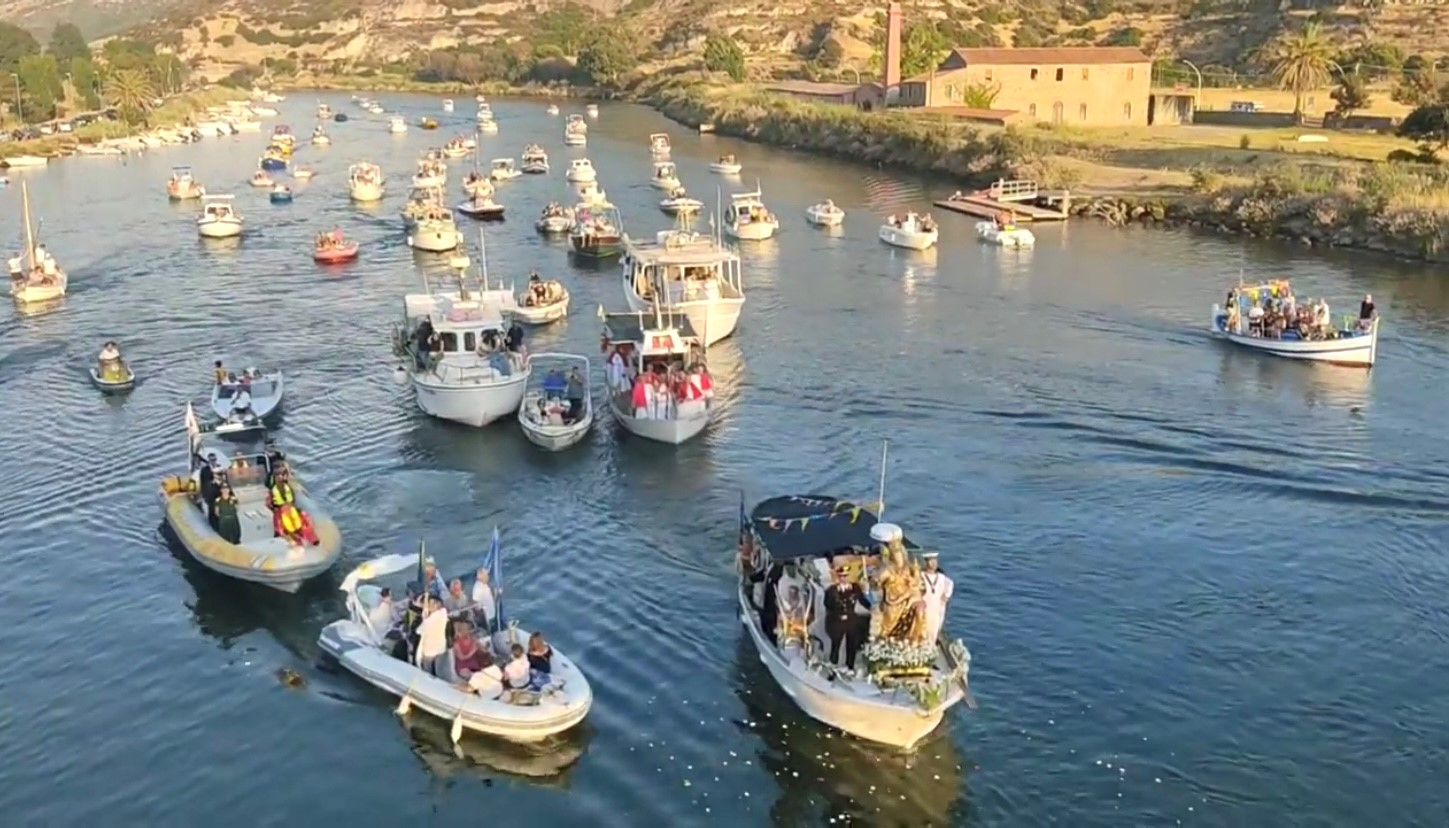
Processione fluviale per la festa di Santa Maria del Mare

La prima domenica di agosto si celebra la festa in onore di santa Maria Stella Maris. 
Dalla chiesa omonima di Bosa Marina, ove la statua della Vergine — protettrice di marinai e pescatori — è collocata, un corteo di barche addobbate con festoni, palme e fiori scorta il simulacro lungo il fiume Temo per circa due chilometri. Giunta presso la banchina fluviale all'altezza del Ponte Vecchio, la statua è condotta nella cattedrale ove si celebra la messa. La sera, la Madonna è portata nuovamente in processione verso Bosa Marina dove, superata la foce, si rende omaggio ai caduti in mare gettando nelle acque una corona di fiori. Trasportato il simulacro nella chiesa di Santa Maria Stella Maris, la festa si sposta lungo le strade di Bosa Marina, colme di bancarelle sin dalla vigilia. La notte si tengono spettacoli pirotecnici sulla spiaggia, nei pressi della torre dell'Isola Rossa.
Un documento tratto dal capitolo della cattedrale, datato al 3 settembre 1689, ci informa sulle origini della devozione cittadina alla Vergine del Mare. Durante il vescovado di Francisco Lopez de Hurranca (1672-1677) fu rinvenuta sul litorale bosano, spinta dalle onde, una statua della Madonna, forse la polena di una nave in considerazione delle caratteristiche del dorso, piatto e con due ganci che ne avrebbero permesso l'ancoraggio alla prua. L'immagine sacra fu oggetto di un primo restauro e, nel 1675, venne collocata in una chiesetta, dedicata a San Paolo eremita, allora sita sopra uno scoglio nei pressi della foce del Temo e aggregata al capitolo della cattedrale. Il vescovo decretò, in onore della Virgen del mar, la celebrazione di una processione sul fiume che si tenne, almeno a partire dal 1689 e sino al secondo dopoguerra, due volte all'anno: la seconda domenica di maggio e la prima domenica di settembre, con la partecipazione del capitolo della cattedrale. Il vescovo Giorgio Soggia Serra (1682-1701), a seguito della crescente venerazione per il simulacro, diede l'ordine di demolire il piccolo tempio che l'ospitava per costruire l'attuale chiesa dedicandola nel 1686 alla Vergine Stella Maris. Nel 1888, Emilio Scherer, decoratore della cattedrale, restaurò il simulacro della Vergine su incarico del vescovo Eugenio Cano (1871-1905), consegnandola nelle forme attuali. Nel 1986, ricorrendo il terzo centenario dalla dedicazione della chiesa alla Vergine del Mare, il vescovo Giovanni Pes (1979-1993) incoronò con un diadema e uno scettro d'oro offerti dalla comunità la statua di Santa Maria Stella Maris.

#### Festa di Nostra Signora di Regnos Altos
La seconda domenica di settembre si celebra la festa in onore della Vergine Nostra Signora di Sos Regnos Altos. Il simulacro della Madonna, che ha sede nell'omonima chiesa racchiusa tra le mura del castello di Serravalle, è portato in processione, la sera della vigilia, lungo i vicoli del borgo medievale di Sa Costa, addobbati per l'occasione con festoni, lenzuola, archi di canne e fronde. Ogni famiglia del rione, secondo la tradizione, espone dalle finestre tendaggi ricamati e allestisce sull'uscio un altarino — adornato con drappi, pizzi in filet, ceri e fiori — sul quale viene posta una statua della Vergine. Ciascun altarino rappresenta una tappa di sosta per la preghiera (parada de sos altaritos): intorno ad esso si era soliti recitare il rosario e cantare i gosos, lodi alla Madonna in lingua sarda. Sulle strade del borgo, infine, al calar della sera ci si raccoglie per la veglia intorno a tavolate imbandite per l'occasione con prodotti tipici.
Le origini della devozione alla santa risalgono al 1847 quando un ragazzino rinvenne la statua di una Madonna col bambino tra le macerie del castello, nella cui piazza d'armi dal primo decennio del XIX secolo avevano trovato rifugio oltre ottocento indigenti. L'immagine sacra fu esposta alla venerazione nella reale chiesa di Sant'Andrea Apostolo, dentro il castello, e le fu dato il titolo di Signora de Sos Regnos Altos (degli Alti Regni, in italiano), nella convinzione che, dall'alto del colle ove era stata ritrovata, essa vegliasse, simbolicamente, sulla città con il titolo di Regina del cielo e della terra. La statua rinvenuta nel castello è stata collocata in una piccola nicchia aperta nel presbiterio della chiesa palatina, mentre il simulacro della Vergine portato attualmente in processione fu acquistato durante la seconda guerra mondiale, come voto alla Madonna perché i soldati in guerra tornassero salvi in patria.

#### La Settimana Santa (Sa Chida Santa)

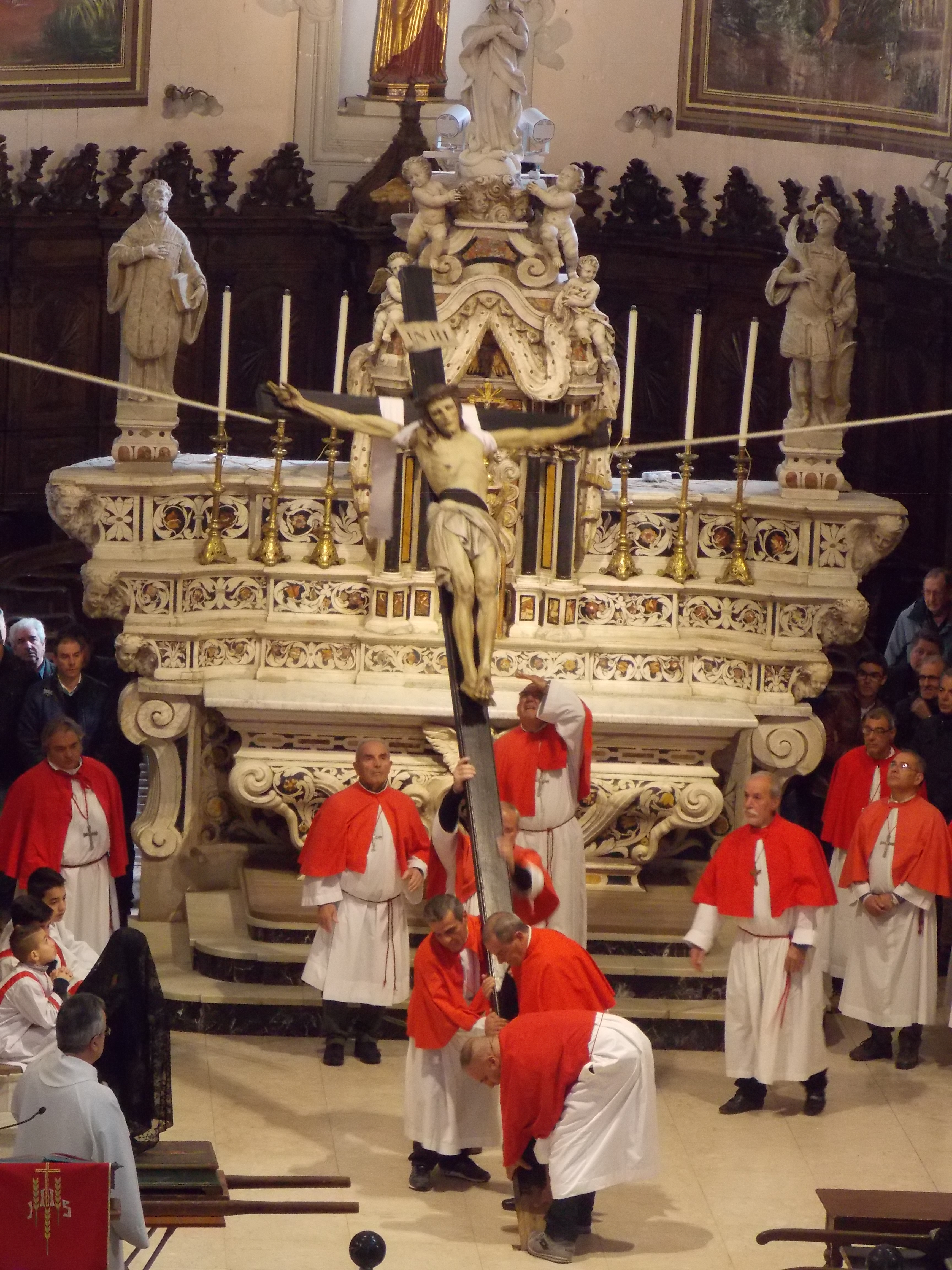
Innalzamento della croce nella Cattedrale

La Settimana Santa, appuntamento storico della città, si snoda nelle giornate che vanno dalla Domenica delle Palme alla Domenica di Risurrezione. La domenica precedente alla Pasqua vengono benedetti rami di palma e di ulivo precedentemente intrecciati e preparati dalla Confraternita della Santa Croce e dai gruppi delle parrocchie. Il Martedì Santo è il giorno della processione dei Misteri; per l'occasione, le statue d'età spagnola, in legno e cartapesta, vengono portate in processione per le vie della città, facendo soste per meditare i Misteri del dolore. I simulacri raffigurano Gesù nell'orto, Gesù alla colonna, l'Ecce Homo, Gesù carico della croce, il crocifisso e l'Addolorata.
Durante la processione del martedì, il coro di Bosa intona le strofe dell'antica melodia del Miserere sulla struttura del canto a tragiu. Questi, insieme, innalzano il canto del Salmo Penitenziale.
Il giovedì, giorno della Missa in Coena Domini, nelle chiese parrocchiali si celebra la Santa Messa con la lavanda dei piedi. Al termine delle celebrazioni, il coro fa tappa nelle chiese del centro storico per Sas Chircas (AFI: /sas ˈkilkas/), la processione in cui la Vergine e la Maddalena vanno alla ricerca di Cristo nella notte. Le statue, dopo la riforma del triduo pasquale, vengono portate in processione dopo i riti della mattina del Venerdì Santo mentre il coro perpetua le antiche tappe nella notte del giovedì.
La giornata del venerdì è trascritta in carte del 1793 come "giornata obbligata" per il Consiglio civico, il quale deve presenziare «a las estassiones con insinos negros y sombreros en las cabesas» e la sera accompagnare la processione di rientro alla vecchia chiesa della Maddalena «llevando el palio negro [...], besar los pies del Cristo con una vela enverdida en la mano, despues de todo el cabillo, dando un guantillo de limosina cada consellers y despues se retorna al Palacio Civico».
Il venerdì mattina la Via Crucis parte dalla chiesa del Carmine con i simulacri della Maddalena e della Vergine velati di nero, i quali accompagnano il grande crocifisso che, alle dodici, viene issato sul presbiterio della chiesa Cattedrale. Durante le soste della processione, il coro intona le strofe del Miserere fino alla crocifissione; da quel momento fino al discendimento verrà cantato lo Stabat Mater. La sera, dopo che la confraternita si è recata con il coro nella chiesa del Carmine per prendere la lettiga e le scale per il rito della deposizione, inizia il discendimento di Cristo dalla croce. Due confratelli salgono sulle scale per schiodare il Cristo dalla croce e deporlo nella lettiga. Indi, nuovamente sulle note del Miserere, la processione fa rientro alla chiesa del Carmine ove il Cristo morto viene esposto alla venerazione dei fedeli.
La domenica di Pasqua ha luogo la processione de S'Incontru, l'incontro tra il Cristo risorto e Maria a cui viene tolto il velo nero sulle note del Magnificat. La processione, infine, fa rientro nella Cattedrale per la Santa Messa Solenne.

#### Il filet di Bosa (Su lauru 'osincu)

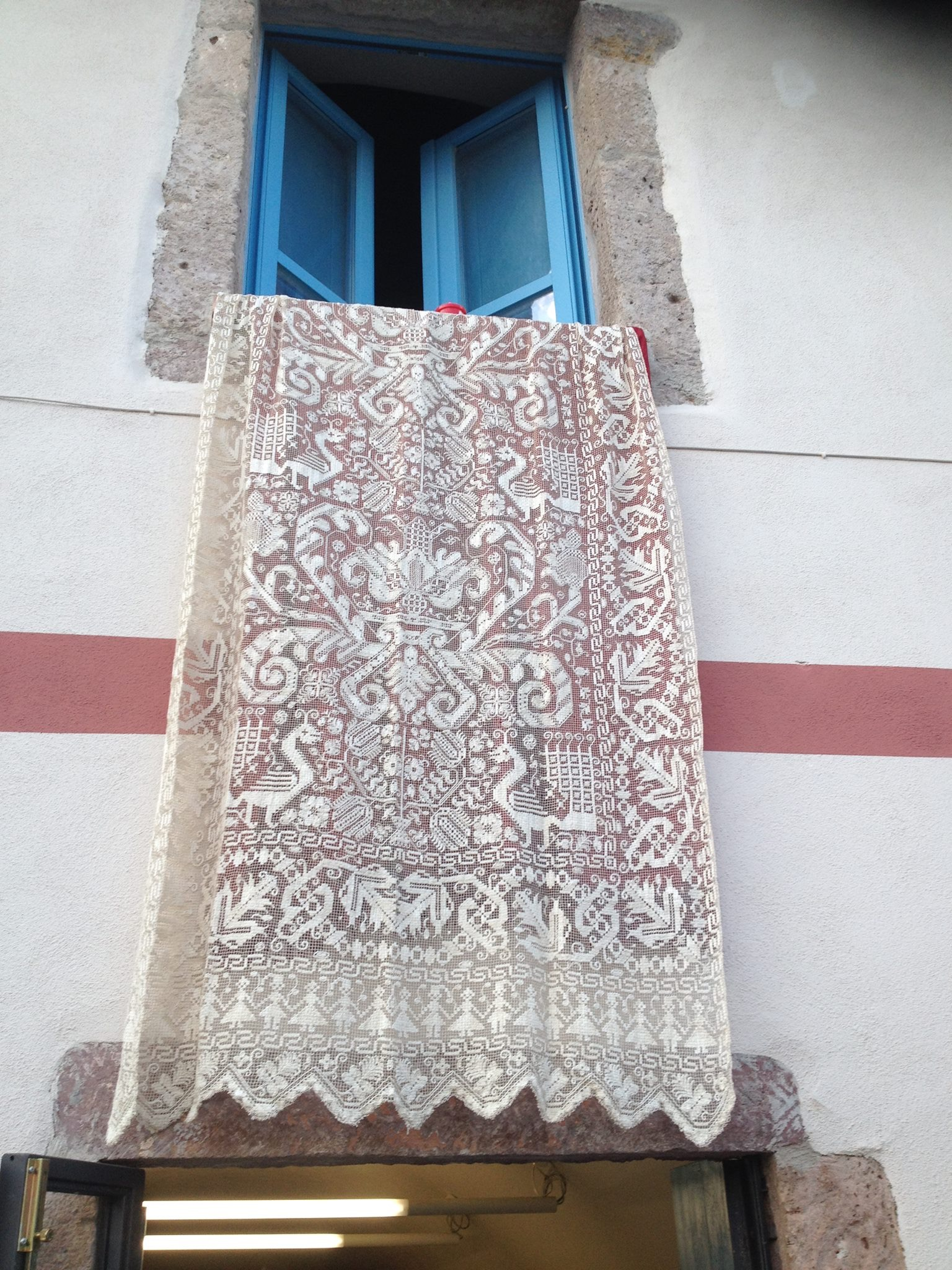
Filet di Bosa

Nel comune è molto diffusa da secoli la lavorazione del pizzo in filet, su rete realizzata a modano.
La lunga e diffusa tradizione nel ricamo dei corredi e degli arredamenti domestici fu alimentata negli anni dieci del XX secolo dall'avvio, a Bosa, di un laboratorio di filati su impulso dell'imprenditrice Olimpia Melis Peralta. Quest'ultima, collaborando con gli artisti Melchiorre e Federico Melis (suoi fratelli) e Aldo Contini, fu in grado di coniugare i moduli iconografici (mostras) caratteristici della tradizione sarda (pavoni, melagrane, gallinelle, spighe, greche, etc.) con le fogge tipiche del Liberty e dell'Art déco, riuscendo a esportare il filet di Bosa a livello nazionale e internazionale, con l'apertura di punti vendita a Roma e a New York. Nello stesso periodo, numerosi furono i riconoscimenti assegnati ai lavori del laboratorio bosano nelle mostre internazionali di Bruxelles e di Parigi del 1924.
Ancora oggi, il filet di Bosa mantiene caratteristiche uniche che lo differenziano da qualsiasi altra lavorazione eseguita con la medesima tecnica, diffusa in diverse aree del Mediterraneo, sia per la conservazione delle antiche tecniche di lavorazione della rete a modano, in luogo della rete a uncinetto diffusa altrove, sia per la ricchezza del materiale iconografico, legato alla tradizione sarda, e la ricchezza di tecniche e punti utilizzati. Il forte legame tra la città e il ricamo del filet è testimoniato dall'elevato numero di donne che, fino alla fine del secolo scorso affollavano le vie del centro storico per eseguire all'aria aperta i loro lavori e dai merletti che ancora oggi fanno mostra di sé nelle chiese e nelle case di Bosa o sono esposti nei balconi e negli altarini per la festa di Nostra Signora di Regnos Altos. L'elevazione del filet a simbolo identitario ha portato, da ultimo, a impiegarlo nei capi d'abbigliamento, in gioielli, accessori e souvenir.

#### L'abito tradizionale
Gli acquerelli attribuibili ad Agostino Verani — attivo a Torino tra il 1793 e il 1819 — e a Nicola Benedetto Tiole, nonché quelli facenti parte della collezione Luzzietti (1820 circa), insieme ad alcune litografie e fotografie della seconda metà dell'Ottocento costituiscono il materiale iconografico sulla base del quale lo studioso Antonio Giuseppe Milia ha ricostruito, nel 2002, il costume attualmente considerato e utilizzato come abito tradizionale della città. D'altronde, a differenza di molti paesi del centro della Sardegna, fortemente legati alle proprie radici e tradizioni, Bosa — così come altre città costiere — ha abbandonato l'antica foggia dell'abito sardo già nell'Ottocento. Il desiderio di modernità, infatti, aveva investito da subito le nobildonne e poi gli appartenenti della borghesia mercantile che, mediante l'utilizzo di un abbigliamento d'importazione europea, affermavano così la propria ricchezza e il proprio status sociale. Anche le classi popolari, in seguito, abbandonarono l'uso del costume sardo e cominciarono a utilizzare vesti più semplici e i pantaloni a tubo, ormai universalmente diffusi.

##### L'abito femminile

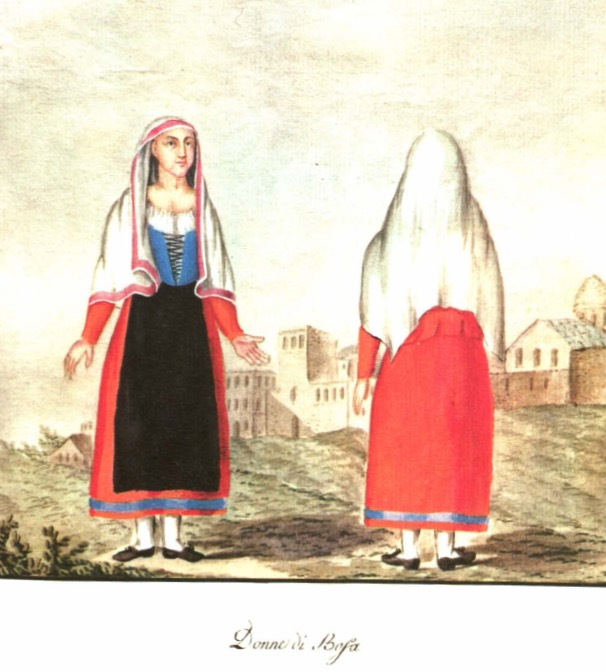
L'abito femminile di Bosa, acquerello della collezione Luzzietti, 1820 circa

L'abito femminile festivo era composto, negli esemplari riportati alla luce, dalla unnedda, ossia una gonna alla caviglia rossa o nera, bordata inferiormente con una balza bianca o azzurra. Sulla parte anteriore della gonna, liscia, ricade un grembiule, bianco o nero, detto falda, ornato con un ricamo tono su tono nell'angolo inferiore sinistro. La parte superiore della gonna, aderente al corpo, invece, è fittamente pieghettata, alla maniera delle vesti greche. I tessuti utilizzati erano, per i ceti più elevati, il panno di lana d'importazione (saja), mentre per le classi più basse, l'orbace.
L'abito si compone, nella parte superiore, di un giubbetto aderente (corittu) a maniche lunghe, colorato di rosso o di bianco e, spesso, decorato con bottoni d'argento. Il giubbetto presenta falde ad alette ed è aperto sul davanti, mostrando il busto (imbustu) azzurro, irrigidito da stecche e composto di due parti simmetriche unite da nastri anteriormente e posteriormente o, in altra versione, a pezzo unico allacciato sul davanti su un'ampia camicia pieghettata e scollata. Il capo è coperto da un ampio fazzoletto quadrilungo (muccaloru) bianco, a volte bordato di rosso. Il fazzoletto è nero, così come l'intero abito, privato di decorazioni, nel costume vedovile.
Nell'Ottocento, si affermò, infine, l'uso del ficu, un fazzoletto in tulle di cotone ecrù che aveva la funzione di coprire il collo, come esigeva la Chiesa nel tentativo di moralizzare la moda.
L'abito quotidiano femminile delle popolane, come risulta da un dipinto del 1860, era composto da un'ampia gonna alla caviglia, a pieghe sciolte, fabbricato con lana colorata di indaco, stretta sui fianchi mediante una cintura a contrasto, e con due strette balze nere, di differente larghezza, nel bordo inferiore. Nella parte superiore, l'abito è composto di un giubbetto aderente di color marrone con pieghe sui due fianchi, indossato sopra una camicia accollata e dal colletto ampio. Le maniche sono ampie e strette sui polsi. Sul capo è indossato un fazzoletto color panna o giallo pallido, bordato con tre nastri di colore giallo, rosso e viola e annodato sotto il mento.

##### L'abito maschile

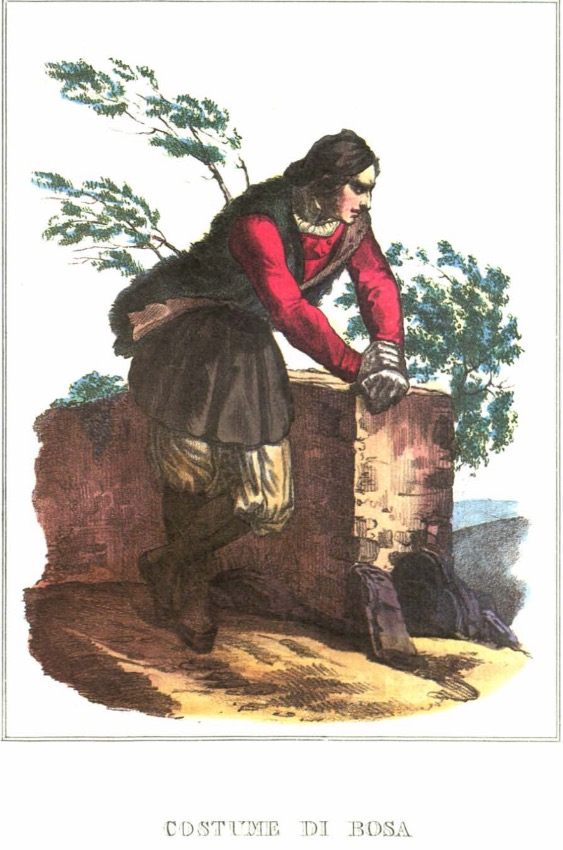
L'abito maschile di Bosa, litografia di A. Portier, 1850 circa

L'abito maschile era composto, negli esemplari riportati alla luce, da un corto gonnellino di ispirazione greca (detto ragas, dal greco ῥάκος, /rhàkos/), fabbricato con orbace o panno, prevalente nero e bordato di blu o di rosso, con increspature in vita e munito di posola che, passando tra le cosce, univa i bordi anteriore e posteriore. Il gonnellino, fissato posteriormente con dei lacci, è indossato — almeno sin dal Settecento — sopra ampi calzoni bianchi al ginocchio (calzones), realizzati spesso con lino locale e già utilizzati dai pescatori di varie regioni italiane.
La parte superiore prevede l'utilizzo di una camicia ampia di lino o cotone bianco, con increspature nei polsi, nelle spalle e nel colletto alto e rigido (che sarebbe ispirato alla golilla spagnola del Seicento, chiuso con laccetti neri o con bottoni sardi. Sopra la camicia si indossa un giubbetto (corittu) a doppio petto chiuso da due file di cinque bottoni e di colore rosso (o miele in uno degli acquerelli Luzzetti); le maniche sono lunghe, ampie o aderenti, con spacchi laterali che lasciano intravedere la camicia. I polsi sono chiusi da bottoni a coppola o dai bottoni sardi d'argento. Il soprabito senza maniche, ispirato alla mastruca romana e comune a diverse culture del Mediterraneo, è detto 'este 'e pedde ed è realizzato con pelle ovina intonsa.
Esso è costituito da un corpetto e da un doppio grembiule uniti e fermati in vita da una larga cintura. In inverno era indossato rivolgendo il pelo verso l'interno e in estate volgendolo all'esterno. A completare l'abito, i calzari (calzas) di orbace o pelle conciata, di ispirazione ispanica, chiusi al lato o dietro alla gamba attraverso un laccio.
Questi ultimi furono sostituiti, nel Novecento, da gambali di cuoio simili alle ghette in dotazione dell'esercito italiano durante la prima guerra mondiale.
Immancabile, infine, è la berrita, il copricapo nero, in filato di lana, derivante dal berretto frigio usato dai catalani, la barretina. Presenta una struttura a sacco con bordi arrotondati perché poteva contenere cibo o monete e veniva indossata con la punta rivolta all'indietro o a cerchio, secondo l'uso del nord Sardegna. Venne sostituita, in seguito, dal berretto a coste in velluto.

### Istituzioni, enti e associazioni
Il comune ospita uno dei tre nosocomi presenti nella provincia di Oristano, il presidio ospedaliero "Antonio Gaetano Mastino", inaugurato negli anni Sessanta.

## Cultura

### Istruzione

#### Archivi e biblioteche
Il Comune di Bosa vanta un archivio storico fra i più importanti della Sardegna con un fondo di 3 636 documenti il cui estremo remoto consiste in una copia autentica della concessione in perpetuo alla città, da parte del re Alfonso V d'Aragona, dei territori e delle pertinenze di Sierra, Espinas e Castañas (Valencia, 16 gennaio 1427), estratta dal registro Sardinie II dell'Archivio regio di Barcellona su richiesta dell'allora sindaco di Bosa Giuliano Ursena.
L'archivio è stato diviso in due sezioni: la prima comprende la documentazione prodotta durante le dominazioni iberica e sabauda (1427-1851), originariamente contenuta nell'antico archivio regio cittadino, la seconda annovera, invece, gli atti relativi al periodo successivo al 1848, anno in cui entrò in vigore, nel Regno di Sardegna, il moderno ordinamento comunale.
Vi hanno sede, inoltre, due biblioteche aderenti al Polo del Sistema Bibliotecario Nazionale: la biblioteca comunale, fondata nel 1858, con un patrimonio librario di 25 299 volumi, comprende un fondo antico di 29 manoscritti, essenzialmente di diritto canonico, datati fra il XVI e il XIX secolo e provenienti dall'ex Convento dei Cappuccini e quella diocesana – del Polo SBN di biblioteche ecclesiastiche – con una collezione di 22 049 opere. Quest'ultima, fondata intorno al XVIII secolo, ha raccolto, nel tempo, il patrimonio bibliografico dell'antico Collegio gesuitico di Bosa (1684), del Seminario Tridentino (1797), di vescovi, religiosi e illustri privati. La biblioteca custodisce, così, un ampio fondo giuridico, formativo e teologico che passa attraverso le cinquentine, i volumi del 1600, 1700 e 1800 fino ad arrivare ai giorni nostri.

#### Scuole
La città ha una tradizione plurisecolare in materia di istruzione, essendo stata sede di un antico collegio reale e di un seminario vescovile, nonché, successivamente, di quello che fu il primo regio ginnasio della Sardegna, istituito nel 1860 in applicazione della Legge Casati (Legge 13 novembre 1859, n. 3725, in materia di "Riordinamento dell’Istruzione pubblica"). In esso, nel primo decennio del Novecento, vi insegnò, tra gli altri, Augusto Monti, che sarà maestro di Cesare Pavese, Giulio Einaudi e Leone Ginzburg.
Attualmente gli istituti scolastici siti a Bosa sono centri di riferimento per l'area della Planargia e del Montiferru. Sono attive varie scuole materne, una scuola elementare, una scuola media, l'Istituto d'Istruzione Superiore G.A. Pischedda, comprendente un liceo classico, un liceo scientifico, un istituto tecnico-economico con indirizzo "Amministrazione, finanza e marketing", un istituto professionale agrario (fondato nel 1880) e un istituto alberghiero.

#### Musei
La documentazione nel tempo della storia, dell'arte e delle tradizioni locali della città si avvale anche di un polo museale che offre, in particolare, un'immersione nello spaccato sociale della città a cavallo tra il XIX e il XX secolo.
Collezione etnografica Stara
Il novero dei musei siti nel comune conta di una collezione di strumenti agricoli e marinari risalenti alla fine dell'Ottocento e agli inizi del Novecento, suddivisa in ventisei sezioni che trattano, ognuna, un mestiere differente.
Museo delle Conce

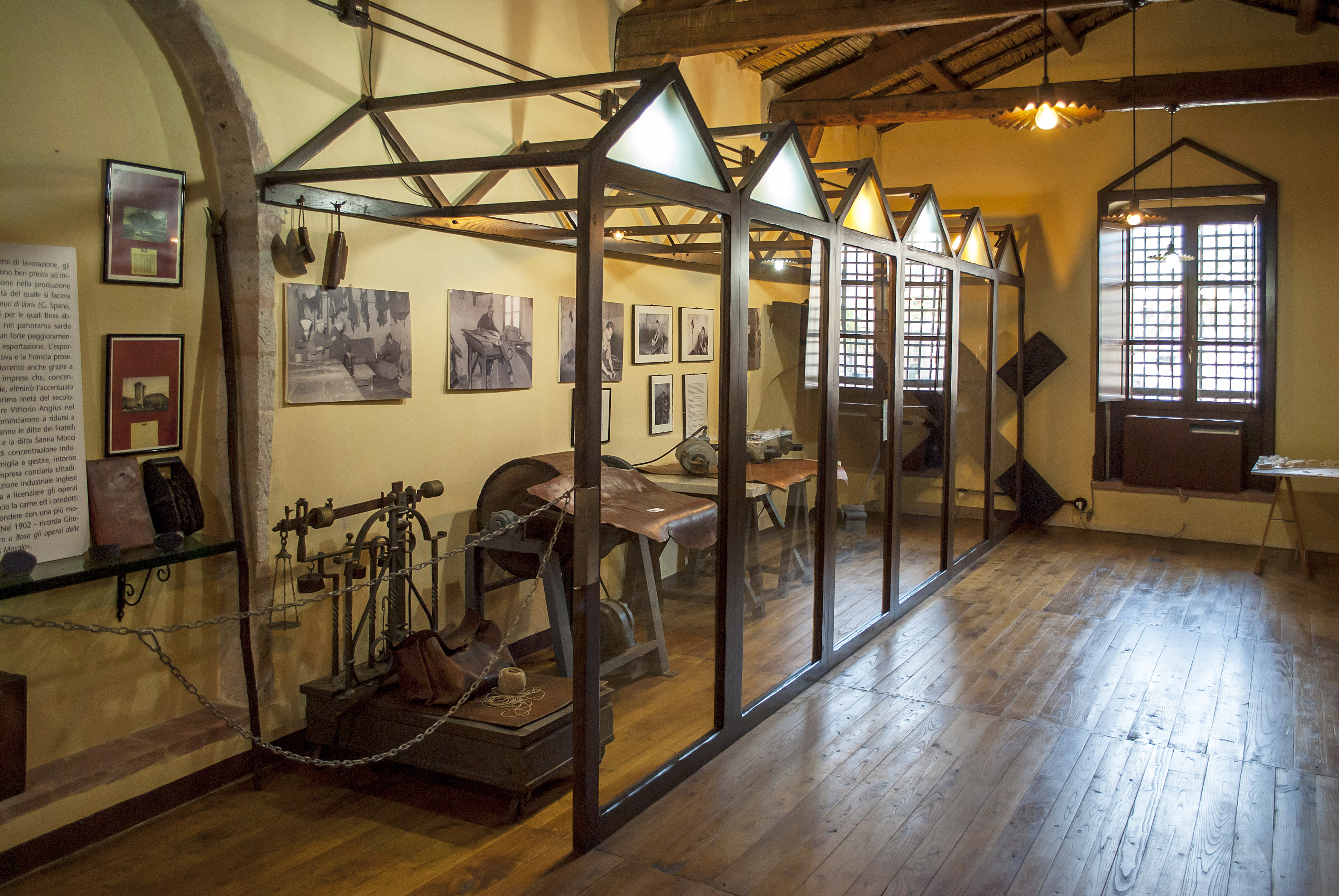
Gli interni del Museo delle Conce

Il polo museale comprende, altresì, un museo dedicato all'attività conciaria, realizzato in una conceria risalente al Settecento, da ultimo appartenente alla famiglia Poddighe e ampliata nel 1840. Il piano terra conserva le originali vasche in muratura nelle quali avveniva la prima fase della lavorazione delle pelli, mentre nel piano superiore sono esposti, oltre ad antiche fotografie, parte dei macchinari e degli attrezzi adoperati all'epoca.
Museo Casa Deriu e Pinacoteca Melkiorre Melis
A corredo della dimensione operaia della città ottocentesca, il polo è integrato dal Museo Casa Deriu, ospitato in un palazzo signorile del XIX secolo, appartenuto da ultimo alla famiglia Uras-Chelo. Esso offre un angolo di osservazione diverso sul tessuto sociale del tempo e testimonia il fermento artistico e culturale della borghesia bosana, non chiusa in una dimensione meramente locale.
Nel primo piano del palazzo sono allestite mostre temporanee mentre nel secondo, riservato all'abitazione padronale, è stato riprodotto con arredi in gran parte originari l'appartamento borghese ottocentesco. 

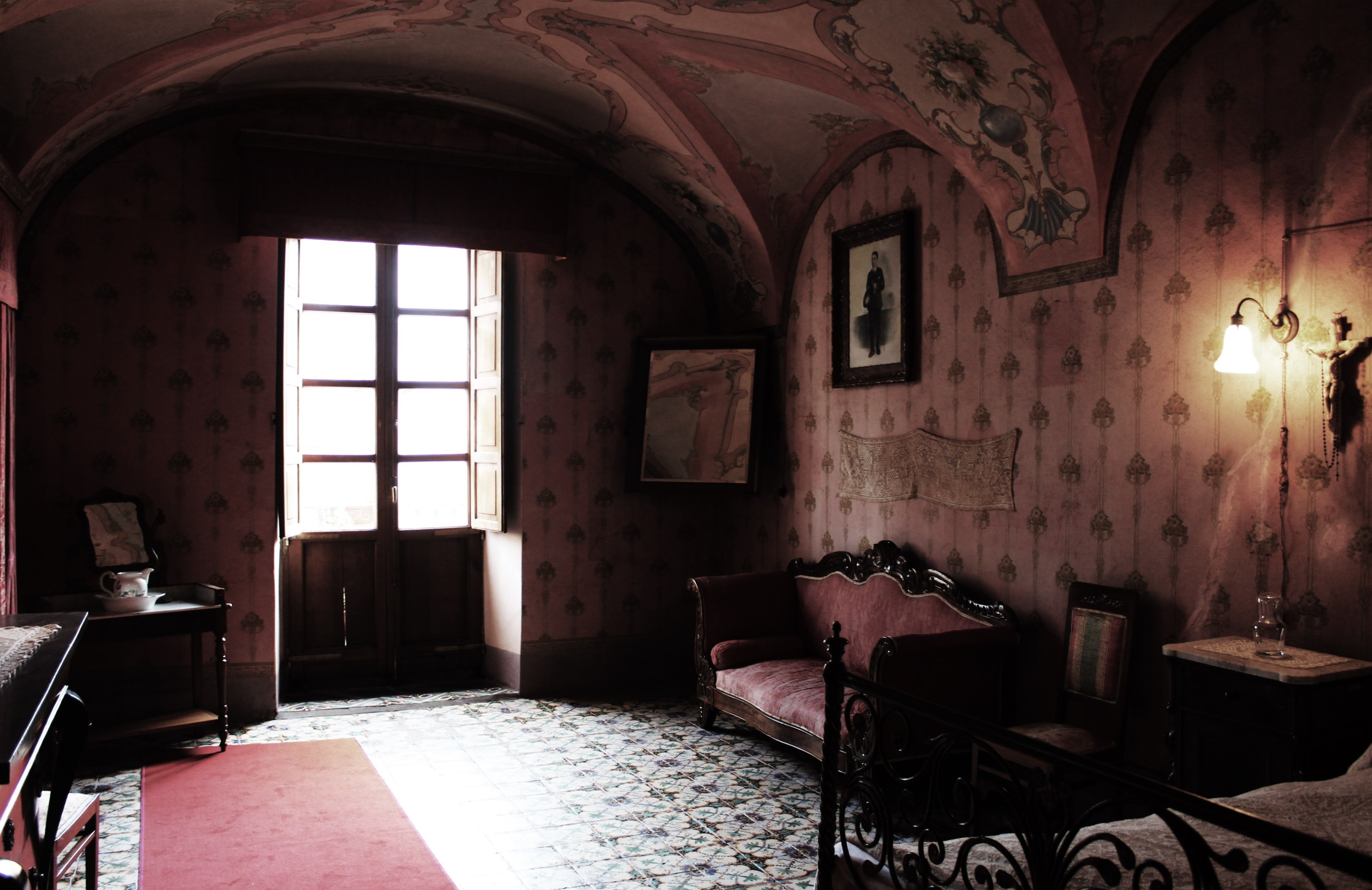
Il Museo Casa Deriu

La sistemazione degli ambienti propone un percorso che si articola a partire dalla stanza di rappresentanza – arredata con mobili d'epoca e con tappezzeria parietale e un parquet dai motivi geometrici ripresi dagli ornati del soffitto a finti cassettoni –, la camera da letto con una volta dipinta con cornici e vasi di fiori di gusto neo settecentesco, un pavimento in maioliche di manifattura campana del XXI secolo e un letto dorato in ferro battuto di fabbrica ligure –, la sala da pranzo con gli ornati in stile Jugend dei primi del Novecento e, infine, gli ambienti dedicati alla servitù.
Il terzo piano dell'edificio ospita la Pinacoteca Melkiorre Melis che accoglie la collezione delle opere dell'omonimo artista locale. La sala d'ingresso è dedicata a Bosa, la città ove l'autore nacque nel 1889; la Sala della Libia, invece, conserva vasi, piastrelle e piatti in ceramica datati dal 1934 al 1941, quando Melkiorre Melis rivestì l'incarico di direttore artistico della Scuola musulmana di arti e mestieri di Tripoli; un'ultima sala, infine, conserva le grandi opere pittoriche raffiguranti danze arabo-egiziane.
Pinacoteca Antonio Atza
Prospiciente il Museo Casa Deriu si trova la Pinacoteca Antonio Atza la quale si compone di novantasei dipinti, cinquantacinque dell'autore omonimo e quarantuno frutto di scambi dello stesso Atza con alcuni colleghi sardi, tra i quali Stanis Dessy, Carmelo Floris, Mauro Manca, Giovanni Thermes e Giovanni Pisano.

### Media

#### Radio
Dal 1979, il comune di Bosa è sede della stazione radiofonica di Radio Planargia, emittente diocesana locale del gruppo InBlu fondata in seguito alla chiusura di Radio Bosa, la quale aveva operato per un triennio a partire dal 1976. Nel periodo compreso tra il 1977 e il 1987 era presente anche Radio Monte Furru, radio libera privata e laica.

### Cinema
Sono legati alla città i seguenti film:
- 2004: Mondovino, regia di Jonathan Nossiter, presentato in concorso al 57º Festival di Cannes (USA) e ambientato, tra l'altro, presso le cantine Columbu, di cui narra la microproduzione della Malvasia di Bosa[151];
- 2008: Sonetàula, regia di Salvatore Mereu (Italia), presentato al 58º Festival di Berlino e ambientato interamente in Sardegna nonché, in parte, nel territorio comunale[152].

### Musica

#### Su tragiu 'osincuesos gosos

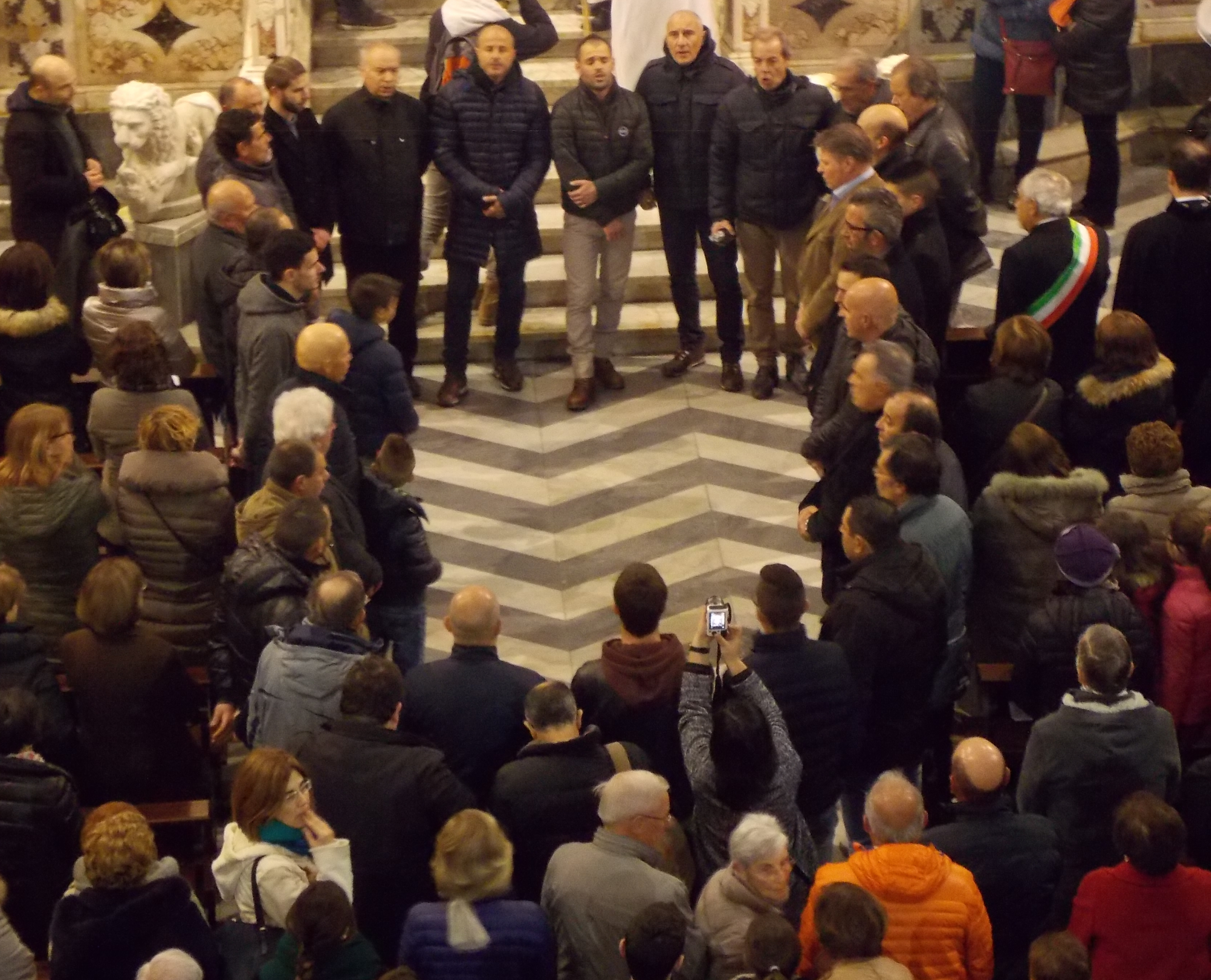
Il coro durante il rito de S'Iscravamentu

Bosa è uno dei comuni della Sardegna nei quali si è conservato e continua a essere praticato il canto corale sardo a tenore, inserito nel 2005 dall'UNESCO tra i patrimoni orali e immateriali dell'umanità. Caratteristico della tradizione musicale bosana è la struttura del canto a tragiu, una variante del canto a cuncordu che raggruppa le voci (boghes) di su basciu, sa contra, su tenore e su contraltu. Tale canto viene praticato, in particolare, durante i riti della Settimana Santa, quando vengono eseguiti il Miserere e lo Stabat Mater. Fanno invece parte del repertorio profano locale S'istudiantina, Massagina, Otava trista, Bosa resuscitada, Vocione, Una muraglia ruta, Gibildrì, gibildrò, cantati durante i momenti conviviali
.
Sono inoltre diffusi a Bosa i canti devozionali e paraliturgici sardi conosciuti con il nome di gosos, dedicati alla Madonna o ai santi e intonati durante la Settimana Santa e la processione di Nostra Signora de Sos Regnos Altos.
La tradizione musicale locale è promossa, in primo luogo, dal Coro di Bosa, un'associazione culturale, fondata nel 2000, che fa parte della Rete del canto a tenore promossa dall'Istituto superiore regionale etnografico della Sardegna.

#### Cantoa trallallera
Tipici del carnevalo bosano e, in particolare, di S'attitidu, sono i canti a trallallera: si tratta di componimenti satirici, spesso improvvisati, che sono composti da due distici (strofe di due versi) e che si eseguono generalmente accompagnati da una chitarra.

### Cucina
La cucina bosana è legata alla cucina tipica dell'isola, ma presenta delle caratteristiche uniche in ragione della varietà dei prodotti assicurata dalla presenza, nel territorio, di un fiume, del mare (nel quale si pescano spigole, dentici, orate, aragoste, ricci, etc.) e di un'ampia vallata fertile (rinomati sono i carciofi spinosi di Sardegna DOP, originari di Bosa, le olive di cultivar Bosana, da cui si ottiene l'olio extravergine di oliva Sardegna DOP e i vitigni da cui si produce il vino Malvasia di Bosa dolce e secco DOC).
Fra i piatti tradizionali si possono citare sa fae a landinu (un piatto a base di fave, vari tipi di carni e finocchietto selvatico, tipico del carnevale), s'algazinu (lumachine della specie Theba pisana condite con aglio), su baosu (lumache della specie Helix Aspersa normalmente condite con sugo di pomodoro). Tra i primi piatti più diffusi, si annoverano, poi, sos culunzones de regotu (ravioli ripieni di ricotta e spinaci) e sos cicciones, pasta corta di semola condita anch'essa con ricotta o sugo di pomodoro. Per la pasta lunga è invece comune l'uso di condimenti a base di granchi o ricci di mare.
Tra i piatti di pesce, oltre all'anguilla in umido o arrosto, occorre menzionare s'azada (in italiano, agliata) alla bosana, che consiste in una preparazione gastronomica a base di razza o gattuccio condita con una salsa a base di olio, aglio, prezzemolo, pomodori pelati e aceto.
Lo sviluppo della ristorazione locale, in seguito all'incremento dei flussi turistici, ha anche diffuso ulteriori ricette che valorizzano i più pregiati prodotti ittici del territorio, quali la cosiddetta aragosta alla bosana e la zuppa di crostacei alla bosana.
Maggiormente legato alla tradizione locale, così come nel resto della Sardegna, è il consumo del porcetto e del capretto arrosto, nonché di sa corda (una preparazione a base di intestini di agnello intrecciati e cotti in umido o arrosto).
Si ricordano, infine, le panadas: dei piccoli tortini di pasta violada al cui interno sono contenuti diversi tipi di carne e di verdure e che, nella variante diffusa a Bosa, differiscono nella forma, nella cottura (sono fritte e non cotte al forno) e, in parte, dagli ingredienti, dalle più note panadas di Assemini, Cuglieri e Oschiri.
I dolci della tradizione sono rappresentati dalle frisciolas (frittelle lunghe o zeppole, tipiche del carnevale), dai pabassinos, dalle casadinas, dalle tiricas (un involucro di pasta sfoglia che richiude un ripieno a base di miele e saba), dai bistocos, dai sospiros e dagli amarettos.
Le varietà di pane più comuni sono rappresentate dalla covatza (focaccia di semola o di patate, talvolta arricchita con ciccioli di maiale), la paltzida, il cocorroi cun s'ou (un pane decorato, tipicamente pasquale, a cui viene incorporato un uovo intero), le galletas di Bosa (un tipo di pane biscottato) e il bistocu (un pane di grano duro a lunga conservazione tradizionalmente prodotto nella vicina Montresta).
Il capoluogo della Planargia è noto anche per la produzione del vino Malvasia di Bosa DOC, un vino bianco prodotto nelle tipologie liquoroso (dolce o secco) e dolce naturale, la cui qualità è particolarmente riconosciuta anche a livello nazionale e internazionale: è stato protagonista, tra l'altro, del docufilm Mondovino, presentato in concorso alla 57ª edizione del Festival di Cannes.

### Eventi

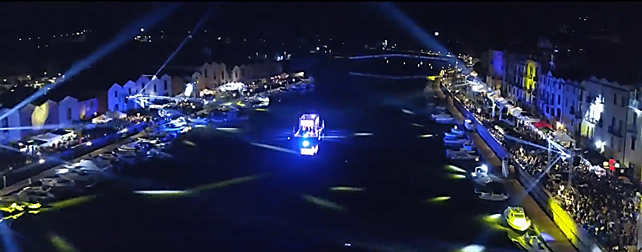
Discoteca fluviale sul Temo durante il Bosa Beer Fest

Tra gli eventi che si svolgono nel comune, si segnala il Bosa Beer Fest, che si tiene nel mese di aprile di ogni anno (a partire dal 2015) e che è considerato il più importante festival dedicato alle birre artigianali in Sardegna nonché uno dei più importanti eventi brassicoli d'Italia (già nella terza edizione, svoltasi nel 2018, registrò il record nazionale annuale di ettolitri di birra spillati in un singolo evento).
Inoltre, dal 2008 si svolge a cadenza annuale, nel mese di luglio, il Festival Internazionale di Musica da Camera "Bosa Antica", che prevede l'organizzazione di concerti di musica da camera con il coinvolgimento di musicisti di fama internazionale (tra i quali, nelle scorse edizioni, il pianista Aldo Ciccolini e il trombettista Andrea Tofanelli) e di allievi provenienti da varie parti del mondo. Al termine della manifestazione – alla quale si affiancano masterclass, seminari e laboratori musicali – è assegnato il Premio Bosa Antica.

## Geografia antropica

### Urbanistica

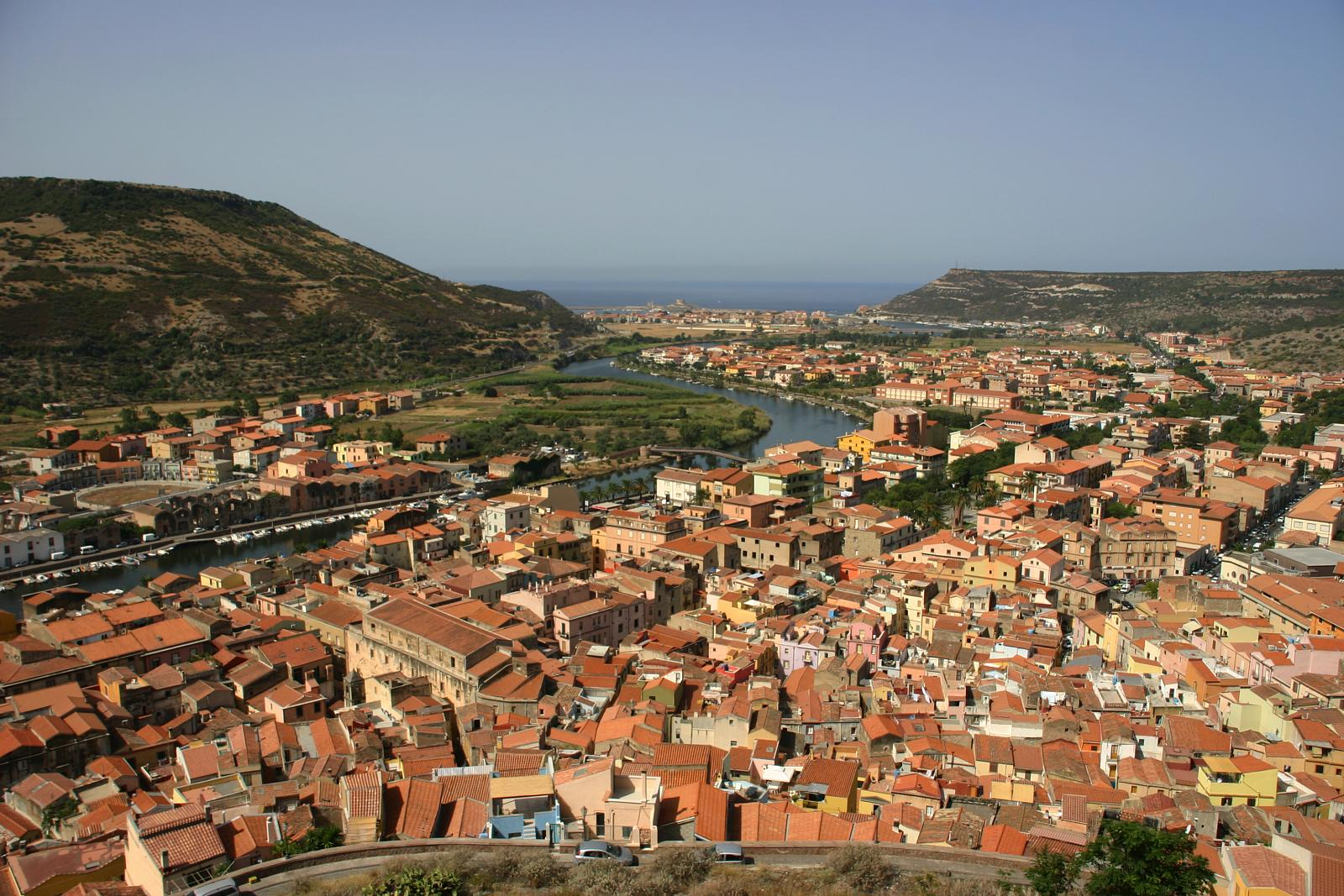
Sviluppo urbano di Bosa, sotto le pendici del colle di Serravalle

Il centro abitato di Bosa, da un nucleo medievale posizionato sulle pendici del colle di Serravalle (81 m s.l.m.), si è esteso progressivamente verso valle e – in particolare a partire dalla predisposizione del Piano di ornato Cadolini del 1867 – sulla piana alluvionale posta alla riva destra del fiume Temo. Da qui si è ampliato verso occidente, lungo gli attuali Viale Giovanni XXIII e Viale Alghero, seguendo la direttrice rappresentata dal prolungamento del principale asse viario ottocentesco (Corso Vittorio Emanuele II). L’intervento di estensione urbana è stato eseguito sopra aree golenali, tombinando canali e colmando aree acquitrinose e permeabili». Per questo motivo e a causa del progressivo restringimento della foce del fiume (sin dal XVI secolo), aggravatosi con la costruzione del muraglione di collegamento tra l’Isola Rossa e la terraferma, la storia urbanistica della città è stata segnata da numerose inondazioni e da episodi di piena del fiume Temo. Lo sviluppo dell’edilizia locale non è stato però frenato da tale situazione di rischio.
A partire dagli anni ’50 del Novecento sono stati costruiti i caseggiati delle scuole elementari e dell’attuale banco di Sardegna. Si è sviluppata, poi, sul versante sinistro della foce e in lungo la costa, la stazione balneare di Bosa Marina, che è venuta caratterizzandosi per «tipologie costruttive ed edilizie dal carattere spontaneo e a lungo incontrollato». Lo scoppio del boom edilizio nella seconda metà del XX secolo – incentivato localmente dal progressivo abbandono delle abitazioni, spesso anguste, del quartiere medievale di Sa Costa – ha infine determinato un repentino sviluppo di quartieri periferici popolari e residenziali (Caria, Terridi, etc.) che ha interessato anche la sponda sinistra del fiume (Via Nazionale, Santa Caterina, etc.), rimasto inizialmente al di fuori del piano di estensione edilizia perché prossima all'ambiente insalubre delle concerie, in attività sino alla metà del Novecento. La costruzione del cosiddetto Ponte Nuovo, negli anni 1981-1983, ha poi saldato la borgata marittima con il resto dell'abitato, prevalentemente costruito sulla sponda opposta.
Negli anni Duemila, un emergente interesse turistico nei confronti della città ha dato luogo a un tipo di sviluppo urbanistico legato all’edificazione di case vacanze (borgata Villaggio Turas) e di strutture di ricettività (alberghi) e per lo sport (impianti di Campu 'e Mare), nonché alla predisposizione di progetti immobiliari di ampio sviluppo turistico, mai portati a compimento anche in ragione di un impatto ambientale considerato dannoso da parte dell’opinione pubblica (costruzione di campi da golf, resort sulla costa e strutture ricettizie dalle volumetrie rilevanti). Nel 2022 è stato poi adottato preliminarmente dal Comune di Bosa il Piano di Utilizzo dei Litorali, uno strumento di programmazione volto a disciplinare l’utilizzo delle aree demaniali marittime e che regolamenta l’organizzazione del territorio immediatamente contiguo ai litorali.
Nel contesto dell’affermazione turistica della città, sono stati poi eseguiti diversi interventi di recupero delle aree storicamente più rilevanti, come il quartiere delle Conce (pressoché diroccato dopo la sua dismissione) e di Sa Costa, le cui antiche abitazioni sono state pesantemente restaurate e intonacate, spesso da non residenti che ne hanno ricavato case per uso turistico o stagionale.
Da ultimo, alle porte della città (arrivando dalla Strada statale 129 Trasversale Sarda – Via Roma) è stata edificata una zona produttiva-industriale, in località Su Pabarile-Segapane.
L’estensione urbanistica determinata dall’edilizia privata, che è stata per decenni il motore trainante dell’economia bosana, ha infine subito un arresto, oltre che per la crisi economica, anche a causa dell’inclusione del 70% del territorio comunale nelle zone classificate come Hi4, cioè a più elevato rischio idrogeologico e idraulico, secondo quanto disposto dal Piano di assetto idrogeologico del 2006 e dal Piano stralcio delle fasce fluviale della Regione Sardegna. Per questo motivo, oltre alla costruzione di una diga foranea antistante la foce, sul piano delle riforme urbanistiche, sono stati programmati interventi di mitigazione del rischio idraulico, di dragaggio del fiume, di erezione di difese spondali e di manutenzione delle opere di immissione dei canali nel fiume, essenziali per un attento sviluppo urbano della città.

### Suddivisioni storiche

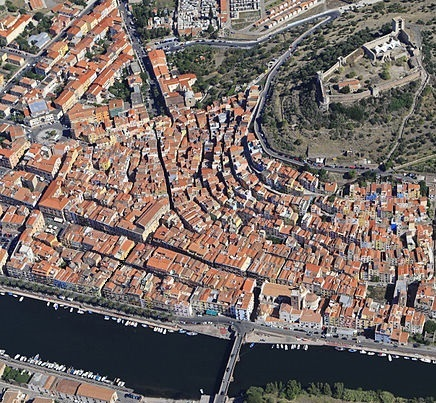
Veduta aerea del centro storico di Bosa

Il centro storico di Bosa si è sviluppato in un’epoca compresa tra il Medioevo e l’Ottocento e corrisponde – con l’eccezione del complesso conciario di Sas Conzas – all’abitato sito sulla sponda destra del Temo e incluso nel più tardo circuito murario cittadino trecentesco, completamente abbattuto o diroccato già nel XIX secolo. Le mura di delimitazione si estendevano lungo il fiume, in corrispondenza delle vie Vecchia Muraglia-Lungotemo e di Santa Giusta, per poi connettersi con le mura del castello, lambendo a ovest l’attuale via Gioberti e risalendo Sas Iscalas Longas; mentre a est, costeggiavano S’Iscala ’e sa Rosa. Erano presenti almeno quattro porte: quella di San Giovanni, a nord-ovest, della Maddalena, a ovest, del Ponte, a sud, e di Santa Giusta, a est. Nelle fonti si trova menzione anche di una porta della Scaffa, situabile lungo il fiume e forse identificabile con la porta del ponte.
All’interno del centro storico così definito si distinguono i seguenti rioni:
- Sa Costa;
- Cortes mercantili (Corte Intro, via del Pozzo e via delle Scuole-Modoleddu) e Corte vescovile (Corte ’e su Piscamu);
- Santa Croce;
- Sa Piatta (Corso Vittorio Emanuele II);
- Lungotemo;
- Sas Conzas (le conce), sulla riva sinistra del Temo.

## Infrastrutture e trasporti

### Strade
Il sistema infrastrutturale di collegamento principale di Bosa è rappresentato dal sistema di
trasporto stradale, che costituisce l'elemento fondamentale per l'integrazione del territorio comunale nel contesto regionale.
Il principale asse viario extraurbano della città è rappresentato dalla strada statale 129bis che, congiungendosi alla Trasversale sarda, consente il collegamento con il centro, l'est della Sardegna e, in particolare, con Nuoro.
All'altezza di Macomer, la Trasversale si innesta con la SS 131 (Carlo Felice), sia verso nord, permettendo la connessione con Sassari, con Porto Torres e – mediante la SS 597 – con Olbia, sia verso sud, garantendo il collegamento con Cagliari.
L'intersezione della SS 129bis con la Nord occidentale sarda, garantisce un ulteriore raccordo verso il settentrione, all'altezza di Cossoine, con la SS 131 e, verso sud, così permettendo il collegamento con il capoluogo di provincia, Oristano.
Il nord della Sardegna è collegato, inoltre, con due strade provinciali: la litoranea che connette Bosa ad Alghero nonché all'aeroporto di Alghero-Fertilia e la strada Bosa-Montresta, che attraversa l'entroterra.
A partire dal 1928, la scelta del potenziamento dell'asse centrale (SS 131) ha comportato l'inizio di un processo di emarginazione della Planargia e di Bosa. Il progressivo affermarsi di un'economia di scambio legata agli sviluppi di Cagliari, Olbia e Porto Torres, meglio situati e attrezzati per i contatti con la penisola italiana e con l'estero, ha accentuato le condizioni di generale isolamento del territorio, non sufficientemente integrato nel sistema di comunicazioni principali.
La situazione di marginalizzazione, poi, è stata ancor più enfatizzata dalla successiva chiusura al traffico della linea ferroviaria che collegava la città a Macomer.

### Ferrovie

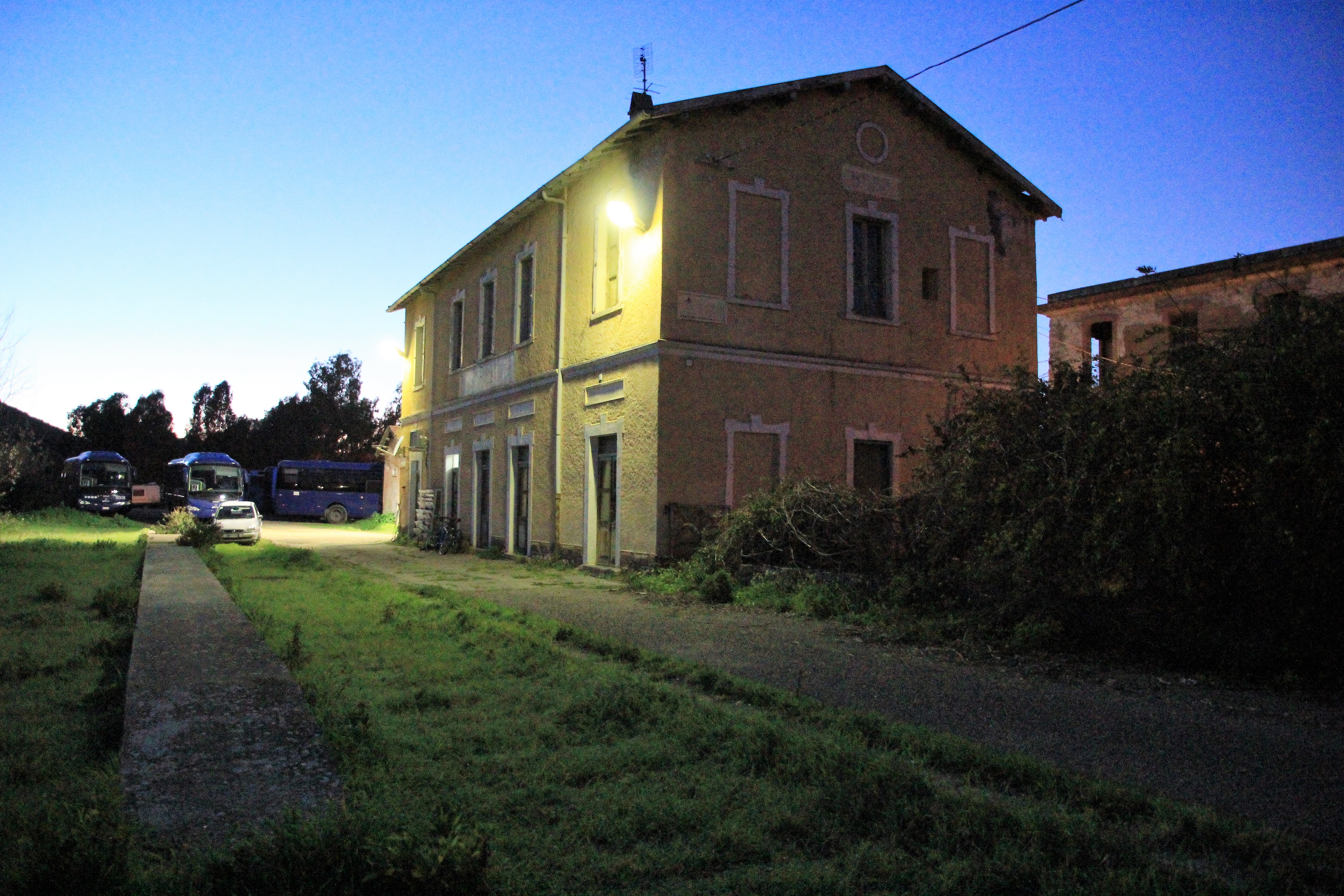
L'ex capolinea di Bosa, in uso per i servizi di autolinee

Bosa fu dotata di una linea ferroviaria, con scartamento da 950 mm, che connetté la città (a partire dal 26 dicembre del 1888) e Bosa Marina (a partire dal mese di maggio del 1915) con la stazione ferroviaria di Macomer, consentendo il collegamento con Nuoro e Cagliari.
Il 14 giugno 1981, per motivi di sicurezza, la ferrovia fu chiusa tra le proteste degli abitanti dei centri serviti dalla linea, parzialmente placate dalla riapertura nel 1982 del tratto da Macomer a Tresnuraghes, dopo che fu sostituito l'armamento dei binari.
La suggestività degli scenari attraversati nel tratto chiuso, e la crescente domanda di turismo ferroviario nell'isola, portarono l'Ente sardo industrie turistiche, la Comunità europea e la Regione a finanziare la ricostruzione della tratta Tresnuraghes-Bosa Marina, che il 10 maggio 1995 fu riaperta al traffico come linea turistica delle Ferrovie della Sardegna (la prima in ordine di tempo). Il capolinea però non si trovava più nella stazione di Bosa ma in quella di Bosa Marina, per via dell'impossibilità di ripristinare il tratto tra i due scali dovuta a fenomeni di erosione del terreno su cui passavano i binari, fatto che avrebbe compromesso la stabilità della ferrovia. L'intera Macomer-Bosa Marina infine venne destinata all'esclusivo uso turistico a partire dal giugno 1997.

### Porti
Nella frazione di Bosa Marina, ai piedi del vecchio faro dell'Isola Rossa, è presente un porto per la nautica da diporto a destinazione turistica e sportiva, in regime di concessione. Il Porticciolo, dotato di servizi portuali, consta di un pontile fisso di circa 70 m, denominato Banchina commerciale, il quale viene integrato – nel periodo compreso tra maggio e ottobre – con l'allestimento di pontili galleggianti per centoquaranta ormeggi per barche fino a 50 m e con pescaggio fino a 9,80 m.

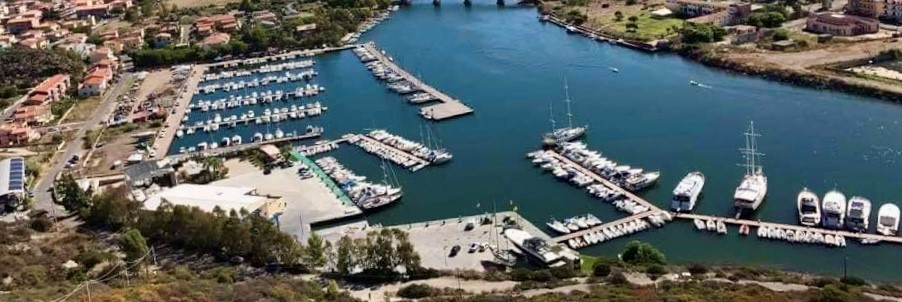
Porto fluviale e Nuova darsena

Lungo la piazza Paul Harris – ove hanno sede gli uffici della Guardia costiera – a circa 250 m dalla foce del Temo, sulla sua sponda sinistra, si trova la Banchina fluviale, lunga circa 150 m, gestita direttamente dall'Ufficio circondariale marittimo di Bosa. Essa è in parte riservata alle unità militari, in altri tratti, invece, è destinata all'ormeggio di unità da diporto e da pesca in transito o al bunkeraggio.
Sulla sponda destra del fiume, a circa 600 m dalla foce, in acque interne, ha sede un porto canale attrezzato e dotato di servizi che dispone di un cantiere e di un pontile galleggiante con duecentosessanta posti barca e rimessaggio; infine, sulla stessa sponda, a 750 m dalla foce, si trova la Nuova darsena con pontili galleggianti da duecentoventi ormeggi. Svariate centinaia di ulteriori posti barca, poi, sono presenti lungo le banchine fluviali della città.

## Amministrazione
Di seguito l'elenco dei sindaci e dei commissari prefettizi e straordinari che si sono succeduti a Bosa, dal 1985 ad oggi:
| Periodo           | Periodo           | Primo cittadino     | Partito                             | Carica                    | Note                          |
| ----------------- | ----------------- | ------------------- | ----------------------------------- | ------------------------- | ----------------------------- |
| 10 giugno 2024    | in carica         | Alfonso Marras      | Lista civica "Bosa cambia"          | Sindaco                   | Proclamato                    |
| 17 giugno 2019    | 10 giugno 2024    | Piero Franco Casula | Lista civica "Unʼaltra Bosa"        | Sindaco                   | Scadenza naturale del mandato |
| 26 maggio 2014    | 17 giugno 2019    | Luigi Mastino       | Lista civica "Cominciamo il domani" | Sindaco                   | Scadenza naturale del mandato |
| 8 giugno 2009     | 26 maggio 2014    | Piero Franco Casula | Lista civica                        | Sindaco                   | Scadenza naturale del mandato |
| 15 settembre 2008 | 8 giugno 2009     | Massimo Torrente    |                                     | Commissario straordinario | Cessazione dell'incarico      |
| 30 maggio 2006    | 15 settembre 2008 | Paolo Casula        | Lista civica (centro-destra)        | Sindaco                   | Scioglimento del Consiglio    |
| 15 maggio 2001    | 30 maggio 2006    | Augusto Brigas      | Lista civica (centro-destra)        | Sindaco                   | Scadenza naturale del mandato |
| 28 aprile 1997    | 14 maggio 2001    | Silvano Cadoni      | Lista civica                        | Sindaco                   | Scadenza naturale del mandato |
| 23 settembre 1996 | 28 aprile 1997    | Franca Cocco        |                                     | Commissario prefettizio   | Cessazione dell'incarico      |
| 8 maggio 1995     | 21 settembre 1996 | Silvano Cadoni      | Lista civica                        | Sindaco                   | Dimissioni del Consiglio      |
| 26 luglio 1990    | 24 aprile 1995    | Giovanni Cuccuru    | DC                                  | Sindaco                   | Scadenza naturale del mandato |
| 29 luglio 1985    | 26 luglio 1990    | Giovanni Cuccuru    | DC                                  | Sindaco                   | Scadenza naturale del mandato |

### Gemellaggi
Bosa è gemellata con:
 Bullas, dal 2013 (Delibera del Consiglio comunale nº 11/2013).

### Altre informazioni amministrative
Il comune è sede dell'Unione di comuni della Planargia, formata dai comuni di Bosa, Flussio, Magomadas, Modolo, Montresta, Sagama, Suni e Tresnuraghes. Fa inoltre parte del Consorzio per la sorveglianza della Diga sul Fiume Temo.

## Sport

### Arti marziali
Nel campo delle arti marziali si annovera il Judo Club Bosa, i cui atleti hanno conquistato, nel 2015, un terzo posto nella categoria M6 60 kg del Campionato mondiale Veterans della International Judo Federation e due titoli del Campionato regionale Esordienti.

### Calcio
Nella città hanno sede due squadre di calcio dilettantistico affiliate al Comitato Regionale Sardegna della Federazione Italiana Giuoco Calcio: il Centro Sportivo Bosa, fondato nel 1929, la cui prima squadra milita, negli anni 2022-2023, nel Campionato di Eccellenza regionale della Lega Nazionale Dilettanti e l'A.S.D. Calmedia, la cui prima squadra milita nel Campionato di seconda categoria regionale 2022-2023. Il C.S. Bosa ha vinto la Coppa Italia Promozione Sardegna nella stagione 2015-2016.

### Canottaggio
Al 1922 risale la fondazione della Società canottieri “Calmedia”, alla quale è poi succeduto il Circolo Canottieri G. Sannio, fondato nel 1973 e affiliato alla Federazione Italiana Canottaggio. Il circolo bosano si è distinto in ambito regionale raggiungendo i massimi risultati, conquistando numerosi titoli e trofei e confermandosi come prima società sarda nella classifica agonistica nazionale della disciplina (63° su 236) nel 2017. Ha conseguito importanti risultati e piazzamenti anche a livello nazionale, vincendo – per la categoria "ragazzi" – il titolo femminile del campionato Indoor Rowing (2015).

### Ciclismo
Il 13 maggio 2007 la cittadina ha ospitato l'arrivo della seconda tappa del 90º Giro d'Italia, partita da Tempio Pausania e vinta da Robbie McEwen.

### Pallacanestro
Nel settembre del 2015 un gruppo di appassionati ha fondato la società sportiva Bosa Basket 2015 che conta oltre 50 atleti di tutte le categorie a partire dal minibasket.

### Impianti sportivi
Nel comune sono in funzione i seguenti impianti sportivi pubblici:
- campo da calcio "Bartolomeo Cabula" (anche noto come "Campo Italia"), in erba sintetica e dotato di tribune al coperto (lato nord). È il campo da gioco di riferimento per le partite del C.S. Bosa e dell'A.S.D. Calmedia;
- campo da calcio di Sant'Eligio, in terra battuta;
- campo da calcetto di S'Istagnone (Bosa Marina);
- campi da tennis di Campu 'e Mare (Bosa Marina);
- impianti sportivi di via Gramsci, comprensivi di una palestra e di campi da pallavolo, da pallacanestro e da calcetto.